# Skoki narciarskie na Mistrzostwach Świata w Narciarstwie Klasycznym 2013
Skoki narciarskie na Mistrzostwach Świata w Narciarstwie Klasycznym 2013 – zawody w skokach narciarskich, które zostały rozegrane między 21 lutego a 2 marca 2013 w Predazzo w ramach mistrzostw świata w narciarstwie klasycznym w Val di Fiemme.
Wszystkie konkursy zostały przeprowadzone na skoczniach znajdujących się w kompleksie Trampolino Dal Ben. Po raz drugi w historii, po 2011 roku, podczas jednej edycji mistrzostw odbyło się pięć konkursów w skokach narciarskich. Rozegrano trzy konkursy indywidualne (zawody kobiet i mężczyzn na obiekcie HS 106 oraz mężczyzn na HS 134) oraz dwa drużynowe (zawody mężczyzn na skoczni HS 134 i konkurs mieszany na HS 106). Konkurs mieszany, w którym w każdej z drużyn wystartowało po dwóch mężczyzn i dwie kobiety, był pierwszymi tego typu zawodami o mistrzostwo świata w skokach narciarskich.
Tytułów mistrzowskich bronili zwycięzcy konkursów w Oslo: Thomas Morgenstern (konkurs indywidualny mężczyzn na skoczni normalnej), Gregor Schlierenzauer (konkurs indywidualny mężczyzn na skoczni dużej), Daniela Iraschko (konkurs indywidualny kobiet na skoczni normalnej) oraz reprezentacja Austrii (konkurs drużynowy mężczyzn na skoczni dużej).
W konkursie indywidualnym kobiet na skoczni normalnej złoty medal wywalczyła Sarah Hendrickson, srebrny medal zdobyła Sara Takanashi, a brązowy – Jacqueline Seifriedsberger.
W pierwszym konkursie mężczyzn mistrzem świata został Anders Bardal, tytuł wicemistrza zdobył Gregor Schlierenzauer, a na najniższym stopniu podium stanął Peter Prevc.
W pierwszym w historii konkursie mieszanym o mistrzostwo świata zwycięstwo odniosła drużyna Japonii, w skład której weszli: Yūki Itō, Daiki Itō, Sara Takanashi i Taku Takeuchi. Srebrny medal zdobył zespół austriacki (Chiara Hölzl, Thomas Morgenstern, Jacqueline Seifriedsberger, Gregor Schlierenzauer), a brązowy – reprezentacja Niemiec (Ulrike Gräßler, Richard Freitag, Carina Vogt, Severin Freund).
W zawodach indywidualnych mężczyzn na obiekcie dużym mistrzem świata został Kamil Stoch, który wyprzedził Petera Prevca i Andersa Jacobsena.
W ostatniej konkurencji mistrzostw świata w skokach – zawodach drużynowych mężczyzn na skoczni HS 134 tytuł mistrzowski obronił zespół austriacki, który zaprezentował się w składzie: Wolfgang Loitzl, Manuel Fettner, Thomas Morgenstern i Gregor Schlierenzauer. Srebrny medal wywalczyli skoczkowie niemieccy (Andreas Wank, Severin Freund, Michael Neumayer, Richard Freitag), a brązowy – reprezentanci Polski (Maciej Kot, Piotr Żyła, Dawid Kubacki, Kamil Stoch).
Skoczkowie narciarscy walczyli o medale mistrzostw świata po raz trzydziesty szósty, natomiast skoczkinie po raz trzeci.

## Przed mistrzostwami

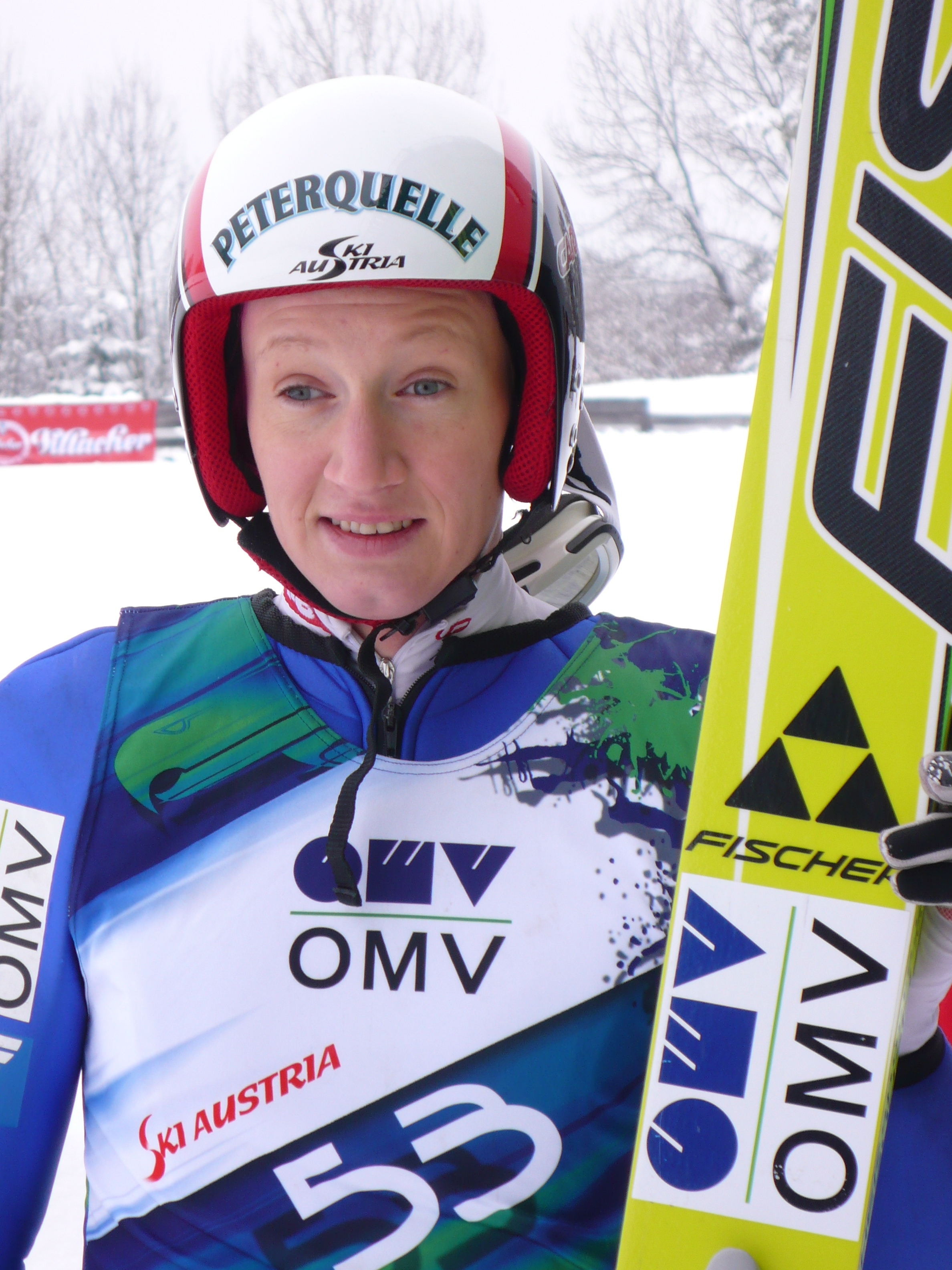
Daniela Iraschko – złota medalistka mistrzostw świata w 2011 roku

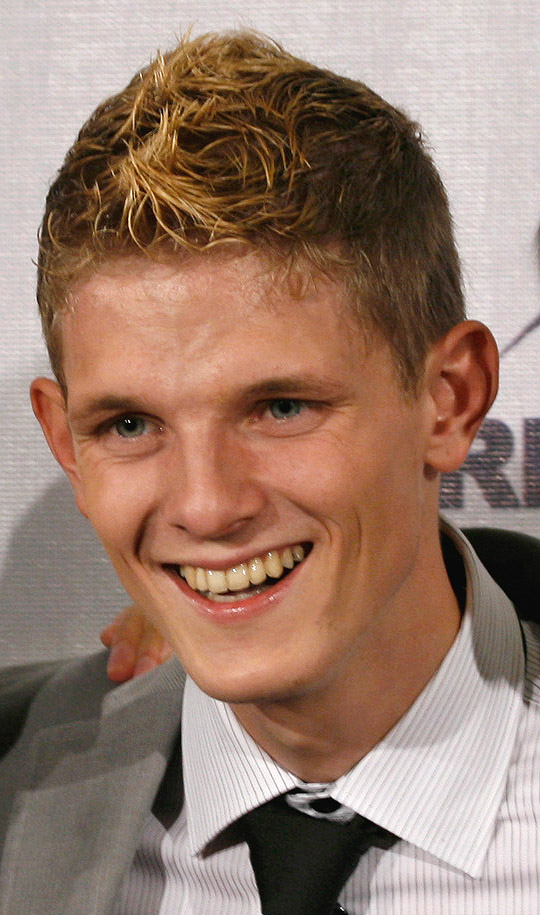
Thomas Morgenstern – trzykrotny złoty oraz srebrny medalista mistrzostw świata w 2011 roku

### Rys historyczny
Przed 2013 rokiem czterokrotnie rozgrywano we Włoszech konkursy o mistrzostwo świata w skokach narciarskich. Po raz pierwszy miało to miejsce w 1927 w Cortinie d’Ampezzo. Zwyciężył wówczas reprezentant Szwecji, Tore Edman. Również w Cortinie rozegrano nieoficjalne mistrzostwa w 1941 roku, w których najlepszy okazał się Paavo Vierto. W 1991 roku po raz pierwszy mistrzostwa świata w narciarstwie klasycznym rozegrano w Val di Fiemme. Zawody w skokach narciarskich wygrali wtedy: Heinz Kuttin na skoczni normalnej, Franci Petek na skoczni dużej oraz reprezentacja Austrii w konkursie drużynowym na obiekcie normalnym. W 2003 roku prawo organizacji mistrzostw ponownie przyznano Val di Fiemme. Mistrzem świata w konkursach indywidualnych na obu skoczniach został wówczas Adam Małysz, a w konkursie drużynowym zwyciężyli skoczkowie fińscy.

### Przygotowania i sponsorzy
Przed mistrzostwami świata w 2013 roku nie była wymagana przebudowa istniejących w Predazzo skoczni narciarskich ze względu na ich dobry stan. Rozbudowane zostały natomiast pomieszczenia znajdujące się pod skocznią oraz trybuny, zmodernizowane zostały wieże sędziowskie oraz polepszone zostały systemy sztucznego schładzania torów najazdowych i naśnieżana.
W grudniu 2012 obiekty i okoliczną infrastrukturę oddano do użytku jako przygotowane do mistrzostw świata. Oficjalnego otwarcia dokonali: prezydent prowincji Trydent, Lorenzo Dellai oraz burmistrz Predazzo, Maria Bosin.
W październiku 2012 roku ogłoszono, że głównym sponsorem mistrzostw świata w narciarstwie klasycznym w 2013 roku, a także dwóch kolejnych edycji mistrzostw, będzie niemieckie przedsiębiorstwo – Viessmann.

### Wprowadzenie konkursu mieszanego
W październiku 2011 roku organizatorzy Mistrzostw Świata w Narciarstwie Klasycznym 2013 w porozumieniu z Walterem Hoferem, postanowili włączyć do kalendarza mistrzostw drużynowy konkurs mieszany w skokach narciarskich. Nigdy wcześniej konkurs tego typu nie był rozgrywany podczas mistrzostw świata.

### Obrońcy tytułów
Poprzednia edycja mistrzostw świata w narciarstwie klasycznym przeprowadzona została w 2011 roku w Oslo. Podczas tych mistrzostw rozegrano pięć konkurencji w skokach narciarskich – trzy indywidualne i dwie drużynowe. W konkursie skoków kobiet na skoczni normalnej zwyciężyła Daniela Iraschko, srebrny medal zdobyła Elena Runggaldier, a brązowy Coline Mattel. W konkursie indywidualnym mężczyzn na skoczni normalnej najlepszy był Thomas Morgenstern, drugie miejsce zajął Andreas Kofler, a trzecie Adam Małysz. Na obiekcie dużym mistrzem świata został Gregor Schlierenzauer, który bezpośrednio wyprzedził Thomasa Morgensterna i Simona Ammanna. W obu konkursach drużynowych złote medale zdobyli reprezentanci Austrii, startujący w składzie: Gregor Schlierenzauer, Martin Koch, Andreas Kofler i Thomas Morgenstern. Dwa tytuły wicemistrzowskie w drużynie zdobyli Norwegowie, którzy na skoczni normalnej wystąpili w składzie: Anders Jacobsen, Bjørn Einar Romøren, Anders Bardal i Tom Hilde, a na skoczni dużej zamiast Romørena wystąpił Johan Remen Evensen. Brązowy medal na skoczni normalnej zdobyła drużyna niemiecka w składzie: Martin Schmitt, Michael Neumayer, Michael Uhrmann i Severin Freund, a w zawodach na skoczni dużej na najniższym stopniu podium stanęli reprezentanci Słowenii – Peter Prevc, Jurij Tepeš, Jernej Damjan i Robert Kranjec.

### Sytuacja w Pucharze Świata

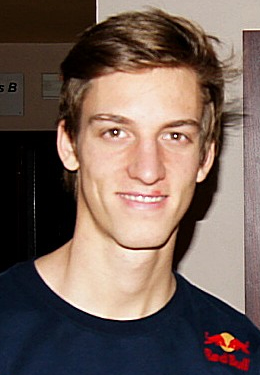
Gregor Schlierenzauer

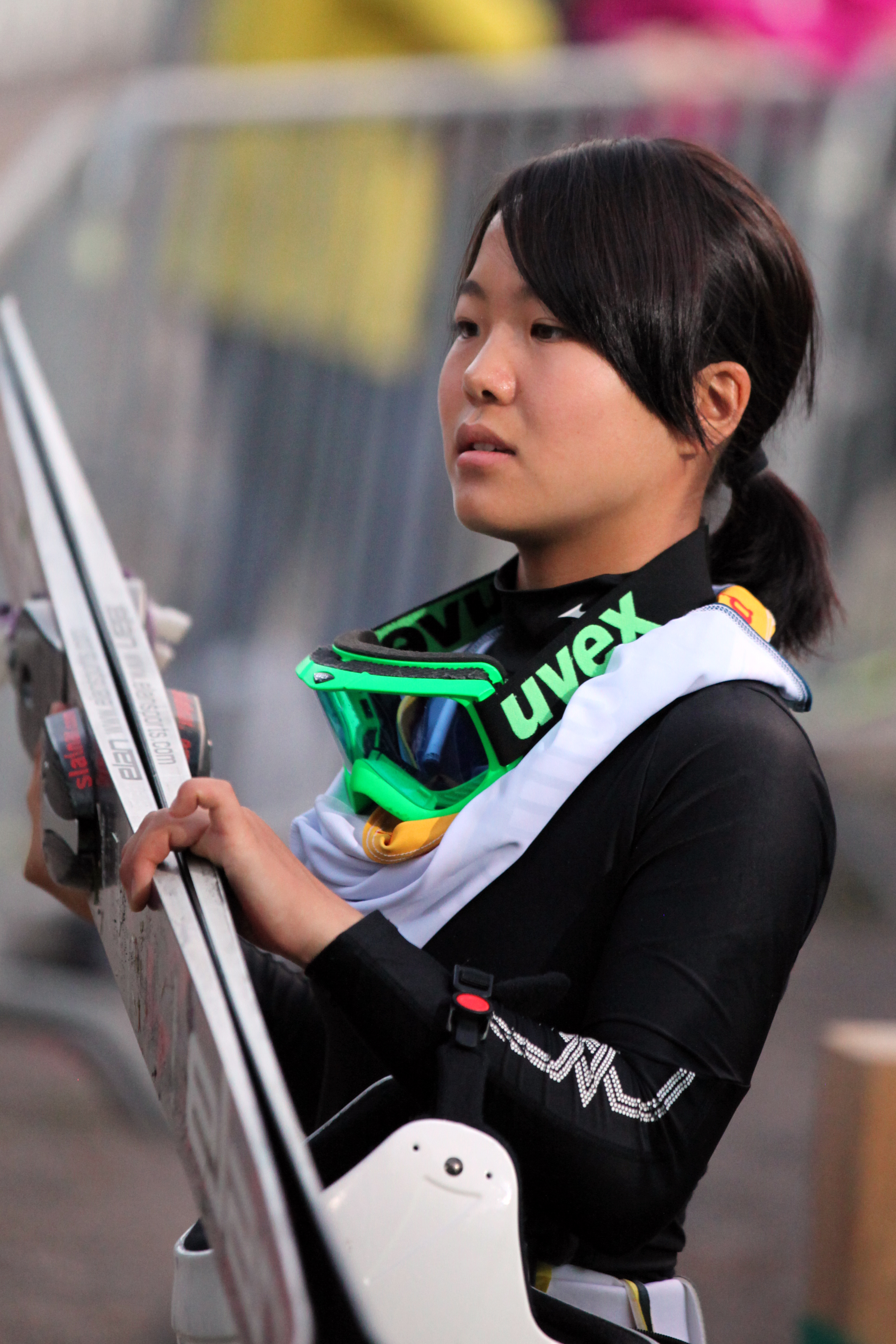
Sara Takanashi

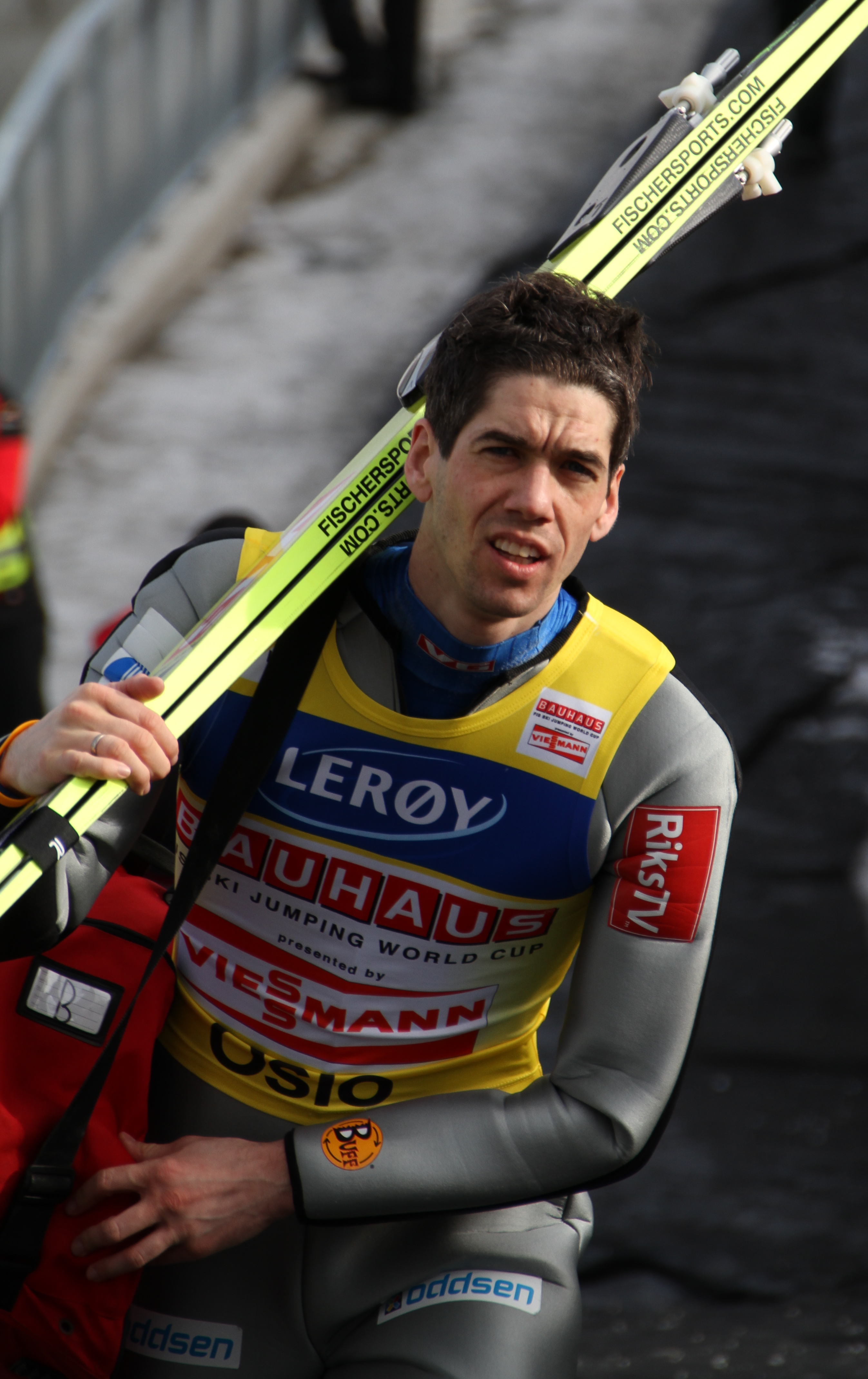
Anders Bardal

Przed rozpoczęciem mistrzostw świata rozegrano 21 konkursów indywidualnych oraz pięć konkursów drużynowych (w tym jeden mieszany) zaliczanych do klasyfikacji Pucharu Świata mężczyzn. Najwięcej zwycięstw w zawodach indywidualnych odniósł Gregor Schlierenzauer, który triumfował ośmiokrotnie. Trzy konkursy wygrał Anders Jacobsen, po dwa razy zwyciężyli: Severin Freund, Andreas Kofler i Jan Matura, natomiast po jednej wygranej na swoim koncie mieli: Anders Bardal, Robert Kranjec, Jaka Hvala oraz Richard Freitag. W klasyfikacji generalnej pierwsze miejsce zajmował Schlierenzauer z przewagą 538 punktów nad drugim Bardalem i 588 punktów nad trzecim Jacobsenem.
Niespełna trzy tygodnie przed rozpoczęciem mistrzostw świata, Gregor Schlierenzauer poprawił rekord Matti Nykänena w ilości wygranych konkursów Pucharu Świata. W zawodach w Harrachovie Austriak odniósł 47. i 48. zwycięstwo w karierze.
| Klasyfikacja Pucharu Świata w skokach mężczyzn przed rozpoczęciem MŚ | Klasyfikacja Pucharu Świata w skokach mężczyzn przed rozpoczęciem MŚ | Klasyfikacja Pucharu Świata w skokach mężczyzn przed rozpoczęciem MŚ | Klasyfikacja Pucharu Świata w skokach mężczyzn przed rozpoczęciem MŚ | Klasyfikacja Pucharu Świata w skokach mężczyzn przed rozpoczęciem MŚ |
| Miejsce                                                              | Zawodnik                                                             | Reprezentacja                                                        | Punkty                                                               | Strata do lidera                                                     |
| -------------------------------------------------------------------- | -------------------------------------------------------------------- | -------------------------------------------------------------------- | -------------------------------------------------------------------- | -------------------------------------------------------------------- |
| 1.                                                                   | Gregor Schlierenzauer                                                | Austria                                                              | 1320                                                                 | –                                                                    |
| 2.                                                                   | Anders Bardal                                                        | Norwegia                                                             | 782                                                                  | 538                                                                  |
| 3.                                                                   | Anders Jacobsen                                                      | Norwegia                                                             | 732                                                                  | 588                                                                  |
| 4.                                                                   | Severin Freund                                                       | Niemcy                                                               | 699                                                                  | 621                                                                  |
| 5.                                                                   | Kamil Stoch                                                          | Polska                                                               | 602                                                                  | 718                                                                  |
| 6.                                                                   | Robert Kranjec                                                       | Słowenia                                                             | 595                                                                  | 725                                                                  |
| 7.                                                                   | Richard Freitag                                                      | Niemcy                                                               | 542                                                                  | 778                                                                  |
| 8.                                                                   | Jan Matura                                                           | Czechy                                                               | 522                                                                  | 798                                                                  |
| 9.                                                                   | Peter Prevc                                                          | Słowenia                                                             | 515                                                                  | 805                                                                  |
| 10.                                                                  | Simon Ammann                                                         | Szwajcaria                                                           | 511                                                                  | 809                                                                  |
| 11.                                                                  | Tom Hilde                                                            | Norwegia                                                             | 510                                                                  | 810                                                                  |
| 12.                                                                  | Michael Neumayer                                                     | Niemcy                                                               | 508                                                                  | 812                                                                  |
| 13.                                                                  | Jaka Hvala                                                           | Słowenia                                                             | 480                                                                  | 840                                                                  |
| 14.                                                                  | Andreas Kofler                                                       | Austria                                                              | 470                                                                  | 850                                                                  |
| 15.                                                                  | Wolfgang Loitzl                                                      | Austria                                                              | 465                                                                  | 855                                                                  |
| 16.                                                                  | Andreas Wellinger                                                    | Niemcy                                                               | 370                                                                  | 950                                                                  |
| 17.                                                                  | Jurij Tepeš                                                          | Słowenia                                                             | 352                                                                  | 968                                                                  |
| 18.                                                                  | Maciej Kot                                                           | Polska                                                               | 344                                                                  | 976                                                                  |
| 19.                                                                  | Taku Takeuchi                                                        | Japonia                                                              | 334                                                                  | 986                                                                  |
| 19.                                                                  | Dmitrij Wasiljew                                                     | Rosja                                                                | 334                                                                  | 986                                                                  |
| 21.                                                                  | Thomas Morgenstern                                                   | Austria                                                              | 312                                                                  | 1008                                                                 |
| 22.                                                                  | Andreas Stjernen                                                     | Norwegia                                                             | 308                                                                  | 1012                                                                 |
| 23.                                                                  | Anders Fannemel                                                      | Norwegia                                                             | 289                                                                  | 1031                                                                 |
| 24.                                                                  | Rune Velta                                                           | Norwegia                                                             | 235                                                                  | 1085                                                                 |
| 25.                                                                  | Andreas Wank                                                         | Niemcy                                                               | 232                                                                  | 1088                                                                 |
| 26.                                                                  | Piotr Żyła                                                           | Polska                                                               | 213                                                                  | 1107                                                                 |
| 27.                                                                  | Martin Koch                                                          | Austria                                                              | 179                                                                  | 1141                                                                 |
| 28.                                                                  | Manuel Fettner                                                       | Austria                                                              | 172                                                                  | 1148                                                                 |
| 29.                                                                  | Władimir Zografski                                                   | Bułgaria                                                             | 160                                                                  | 1160                                                                 |
| 30.                                                                  | Michael Hayböck                                                      | Austria                                                              | 156                                                                  | 1164                                                                 |
| 31.                                                                  | Noriaki Kasai                                                        | Japonia                                                              | 143                                                                  | 1177                                                                 |
| 32.                                                                  | Lukáš Hlava                                                          | Czechy                                                               | 140                                                                  | 1180                                                                 |
| 33.                                                                  | Stefan Kraft                                                         | Austria                                                              | 131                                                                  | 1189                                                                 |
| 34.                                                                  | Dienis Korniłow                                                      | Rosja                                                                | 120                                                                  | 1200                                                                 |
| 35.                                                                  | Sebastian Colloredo                                                  | Włochy                                                               | 106                                                                  | 1214                                                                 |
| 36.                                                                  | Dawid Kubacki                                                        | Polska                                                               | 100                                                                  | 1220                                                                 |
| 37.                                                                  | Martin Schmitt                                                       | Niemcy                                                               | 98                                                                   | 1222                                                                 |
| 38.                                                                  | Krzysztof Miętus                                                     | Polska                                                               | 91                                                                   | 1229                                                                 |
| 39.                                                                  | Daiki Itō                                                            | Japonia                                                              | 86                                                                   | 1234                                                                 |
| 40.                                                                  | Reruhi Shimizu                                                       | Japonia                                                              | 78                                                                   | 1242                                                                 |
| 41.                                                                  | Karl Geiger                                                          | Niemcy                                                               | 71                                                                   | 1249                                                                 |
| 42.                                                                  | Maximilian Mechler                                                   | Niemcy                                                               | 66                                                                   | 1254                                                                 |
| 43.                                                                  | Lauri Asikainen                                                      | Finlandia                                                            | 50                                                                   | 1270                                                                 |
| 44.                                                                  | Čestmír Kožíšek                                                      | Czechy                                                               | 46                                                                   | 1274                                                                 |
| 44.                                                                  | Gregor Deschwanden                                                   | Szwajcaria                                                           | 46                                                                   | 1274                                                                 |
| 46.                                                                  | Matjaž Pungertar                                                     | Słowenia                                                             | 38                                                                   | 1282                                                                 |
| 46.                                                                  | Roman Koudelka                                                       | Czechy                                                               | 38                                                                   | 1282                                                                 |
| 48.                                                                  | Danny Queck                                                          | Niemcy                                                               | 37                                                                   | 1283                                                                 |
| 49.                                                                  | Antonín Hájek                                                        | Czechy                                                               | 36                                                                   | 1284                                                                 |
| 50.                                                                  | Ilja Roslakow                                                        | Rosja                                                                | 31                                                                   | 1289                                                                 |
| 51.                                                                  | Vincent Descombes Sevoie                                             | Francja                                                              | 30                                                                   | 1290                                                                 |
| 52.                                                                  | Mackenzie Boyd-Clowes                                                | Kanada                                                               | 27                                                                   | 1293                                                                 |
| 53.                                                                  | Yūta Watase                                                          | Japonia                                                              | 26                                                                   | 1294                                                                 |
| 53.                                                                  | Stefan Hula                                                          | Polska                                                               | 26                                                                   | 1294                                                                 |
| 55.                                                                  | Peter Frenette                                                       | Stany Zjednoczone                                                    | 21                                                                   | 1299                                                                 |
| 55.                                                                  | Olli Muotka                                                          | Finlandia                                                            | 21                                                                   | 1299                                                                 |
| 57.                                                                  | Kim René Elverum Sorsell                                             | Norwegia                                                             | 17                                                                   | 1303                                                                 |
| 58.                                                                  | Aleksiej Romaszow                                                    | Rosja                                                                | 14                                                                   | 1306                                                                 |
| 59.                                                                  | Jakub Janda                                                          | Czechy                                                               | 13                                                                   | 1307                                                                 |
| 59.                                                                  | Junshirō Kobayashi                                                   | Japonia                                                              | 13                                                                   | 1307                                                                 |
| 61.                                                                  | Andrea Morassi                                                       | Włochy                                                               | 12                                                                   | 1308                                                                 |
| 61.                                                                  | Marinus Kraus                                                        | Niemcy                                                               | 12                                                                   | 1308                                                                 |
| 63.                                                                  | Jan Ziobro                                                           | Polska                                                               | 11                                                                   | 1309                                                                 |
| 64.                                                                  | Vegard Swensen                                                       | Norwegia                                                             | 9                                                                    | 1311                                                                 |
| 64.                                                                  | Janne Happonen                                                       | Finlandia                                                            | 9                                                                    | 1311                                                                 |
| 66.                                                                  | Fredrik Bjerkeengen                                                  | Norwegia                                                             | 8                                                                    | 1312                                                                 |
| 66.                                                                  | Ole Marius Ingvaldsen                                                | Norwegia                                                             | 8                                                                    | 1312                                                                 |
| 66.                                                                  | Felix Schoft                                                         | Niemcy                                                               | 8                                                                    | 1312                                                                 |
| 66.                                                                  | Aleksander Zniszczoł                                                 | Polska                                                               | 8                                                                    | 1312                                                                 |
| 66.                                                                  | Kento Sakuyama                                                       | Japonia                                                              | 8                                                                    | 1312                                                                 |
| 71.                                                                  | Ville Larinto                                                        | Finlandia                                                            | 7                                                                    | 1313                                                                 |
| 71.                                                                  | Lukas Müller                                                         | Austria                                                              | 7                                                                    | 1313                                                                 |
| 73.                                                                  | Klemens Murańka                                                      | Polska                                                               | 6                                                                    | 1314                                                                 |
| 74.                                                                  | Kaarel Nurmsalu                                                      | Estonia                                                              | 5                                                                    | 1315                                                                 |
| 74.                                                                  | Davide Bresadola                                                     | Włochy                                                               | 5                                                                    | 1315                                                                 |
| 76.                                                                  | Atle Pedersen Rønsen                                                 | Norwegia                                                             | 4                                                                    | 1316                                                                 |
| 77.                                                                  | Simen Grimsrud                                                       | Norwegia                                                             | 3                                                                    | 1317                                                                 |
| 78.                                                                  | Hiroaki Watanabe                                                     | Japonia                                                              | 2                                                                    | 1318                                                                 |
| 78.                                                                  | Anton Kaliniczenko                                                   | Rosja                                                                | 2                                                                    | 1318                                                                 |
| 80.                                                                  | Krzysztof Biegun                                                     | Polska                                                               | 1                                                                    | 1319                                                                 |

Dwa zwycięstwa w konkursach drużynowych mężczyzn odnieśli reprezentanci Słowenii, a po jednym wygranym konkursie na swoim koncie mieli Niemcy i Norwegowie. W klasyfikacji Pucharu Narodów na pierwszym miejscu plasowała się Austria, na drugim Norwegia ze stratą 257 punktów, a na trzecim Niemcy.
| Klasyfikacja Pucharu Narodów mężczyzn przed rozpoczęciem MŚ | Klasyfikacja Pucharu Narodów mężczyzn przed rozpoczęciem MŚ | Klasyfikacja Pucharu Narodów mężczyzn przed rozpoczęciem MŚ | Klasyfikacja Pucharu Narodów mężczyzn przed rozpoczęciem MŚ | Klasyfikacja Pucharu Narodów mężczyzn przed rozpoczęciem MŚ |
| Miejsce                                                     | Reprezentacja                                               | Punkty                                                      | Strata do lidera                                            |                                                             |
| ----------------------------------------------------------- | ----------------------------------------------------------- | ----------------------------------------------------------- | ----------------------------------------------------------- | ----------------------------------------------------------- |
| 1.                                                          | Austria                                                     | 4462                                                        | –                                                           |                                                             |
| 2.                                                          | Norwegia                                                    | 4205                                                        | 257                                                         |                                                             |
| 3.                                                          | Niemcy                                                      | 3968                                                        | 494                                                         |                                                             |
| 4.                                                          | Słowenia                                                    | 3430                                                        | 1032                                                        |                                                             |
| 5.                                                          | Polska                                                      | 2102                                                        | 2360                                                        |                                                             |
| 6.                                                          | Japonia                                                     | 1415                                                        | 3047                                                        |                                                             |
| 7.                                                          | Czechy                                                      | 1320                                                        | 3142                                                        |                                                             |
| 8.                                                          | Rosja                                                       | 851                                                         | 3611                                                        |                                                             |
| 9.                                                          | Szwajcaria                                                  | 582                                                         | 3880                                                        |                                                             |
| 10.                                                         | Włochy                                                      | 323                                                         | 4139                                                        |                                                             |
| 11.                                                         | Finlandia                                                   | 237                                                         | 4225                                                        |                                                             |
| 12.                                                         | Bułgaria                                                    | 160                                                         | 4302                                                        |                                                             |
| 13.                                                         | Stany Zjednoczone                                           | 121                                                         | 4341                                                        |                                                             |
| 14.                                                         | Francja                                                     | 30                                                          | 4432                                                        |                                                             |
| 15.                                                         | Kanada                                                      | 27                                                          | 4435                                                        |                                                             |
| 16.                                                         | Estonia                                                     | 5                                                           | 4457                                                        |                                                             |

W ostatnich zawodach mężczyzn przed mistrzostwami świata, na mamuciej skoczni w Oberstdorfie zwyciężyli: Richard Freitag w konkursie indywidualnym oraz reprezentacja Norwegii w konkursie drużynowym. Jednocześnie Norwegia okazała się najlepszym zespołem w cyklu FIS Team Tour 2013.
W Pucharze Świata kobiet najwięcej zwycięstw w sezonie odniosła Sara Takanashi, która ośmiokrotnie stawała na najwyższym stopniu podium. Po dwa zwycięstwa miały na koncie Sarah Hendrickson i Coline Mattel, a po jednym – Daniela Iraschko, Anette Sagen i Jacqueline Seifriedsberger. Cztery ostatnie konkursy PŚ przed rozpoczęciem mistrzostw wygrała Takanashi. Japonka prowadziła w klasyfikacji generalnej z przewagą 290 punktów nad drugą Hendrickson oraz z przewagą 404 punktów nad trzecią Mattel. Do końca sezonu pozostały dwa konkursy PŚ kobiet, co oznaczało, że tuż przed mistrzostwami Takanashi zapewniła sobie zwycięstwo w klasyfikacji generalnej Pucharu Świata.
| Klasyfikacja Pucharu Świata w skokach kobiet przed rozpoczęciem MŚ | Klasyfikacja Pucharu Świata w skokach kobiet przed rozpoczęciem MŚ | Klasyfikacja Pucharu Świata w skokach kobiet przed rozpoczęciem MŚ | Klasyfikacja Pucharu Świata w skokach kobiet przed rozpoczęciem MŚ | Klasyfikacja Pucharu Świata w skokach kobiet przed rozpoczęciem MŚ |
| Miejsce                                                            | Zawodniczka                                                        | Reprezentacja                                                      | Punkty                                                             | Strata do liderki                                                  |
| ------------------------------------------------------------------ | ------------------------------------------------------------------ | ------------------------------------------------------------------ | ------------------------------------------------------------------ | ------------------------------------------------------------------ |
| 1.                                                                 | Sara Takanashi                                                     | Japonia                                                            | 1137                                                               | –                                                                  |
| 2.                                                                 | Sarah Hendrickson                                                  | Stany Zjednoczone                                                  | 847                                                                | 290                                                                |
| 3.                                                                 | Coline Mattel                                                      | Francja                                                            | 733                                                                | 404                                                                |
| 4.                                                                 | Jacqueline Seifriedsberger                                         | Austria                                                            | 697                                                                | 440                                                                |
| 5.                                                                 | Anette Sagen                                                       | Norwegia                                                           | 551                                                                | 586                                                                |
| 6.                                                                 | Katja Požun                                                        | Słowenia                                                           | 425                                                                | 712                                                                |
| 7.                                                                 | Carina Vogt                                                        | Niemcy                                                             | 415                                                                | 722                                                                |
| 8.                                                                 | Daniela Iraschko                                                   | Austria                                                            | 390                                                                | 747                                                                |
| 9.                                                                 | Lindsey Van                                                        | Stany Zjednoczone                                                  | 386                                                                | 751                                                                |
| 10.                                                                | Špela Rogelj                                                       | Słowenia                                                           | 358                                                                | 779                                                                |
| 11.                                                                | Jessica Jerome                                                     | Stany Zjednoczone                                                  | 346                                                                | 791                                                                |
| 12.                                                                | Evelyn Insam                                                       | Włochy                                                             | 330                                                                | 807                                                                |
| 13.                                                                | Line Jahr                                                          | Norwegia                                                           | 318                                                                | 819                                                                |
| 14.                                                                | Urša Bogataj                                                       | Słowenia                                                           | 309                                                                | 828                                                                |
| 15.                                                                | Eva Logar                                                          | Słowenia                                                           | 240                                                                | 897                                                                |
| 16.                                                                | Maja Vtič                                                          | Słowenia                                                           | 225                                                                | 912                                                                |
| 17.                                                                | Anja Tepeš                                                         | Słowenia                                                           | 215                                                                | 922                                                                |
| 18.                                                                | Yūki Itō                                                           | Japonia                                                            | 186                                                                | 951                                                                |
| 19.                                                                | Atsuko Tanaka                                                      | Kanada                                                             | 178                                                                | 959                                                                |
| 20.                                                                | Abby Hughes                                                        | Stany Zjednoczone                                                  | 157                                                                | 980                                                                |
| 21.                                                                | Elena Runggaldier                                                  | Włochy                                                             | 138                                                                | 999                                                                |
| 22.                                                                | Katharina Althaus                                                  | Niemcy                                                             | 122                                                                | 1015                                                               |
| 23.                                                                | Léa Lemare                                                         | Francja                                                            | 118                                                                | 1019                                                               |
| 24.                                                                | Maren Lundby                                                       | Norwegia                                                           | 117                                                                | 1020                                                               |
| 25.                                                                | Melanie Faißt                                                      | Niemcy                                                             | 96                                                                 | 1041                                                               |
| 26.                                                                | Wendy Vuik                                                         | Holandia                                                           | 90                                                                 | 1047                                                               |
| 27.                                                                | Alexandra Pretorius                                                | Kanada                                                             | 85                                                                 | 1052                                                               |
| 28.                                                                | Misaki Shigeno                                                     | Japonia                                                            | 83                                                                 | 1054                                                               |
| 29.                                                                | Yurika Hirayama                                                    | Japonia                                                            | 79                                                                 | 1058                                                               |
| 30.                                                                | Svenja Würth                                                       | Niemcy                                                             | 78                                                                 | 1059                                                               |
| 31.                                                                | Alissa Johnson                                                     | Stany Zjednoczone                                                  | 69                                                                 | 1068                                                               |
| 32.                                                                | Bigna Windmüller                                                   | Szwajcaria                                                         | 65                                                                 | 1072                                                               |
| 33.                                                                | Julia Clair                                                        | Francja                                                            | 63                                                                 | 1074                                                               |
| 34.                                                                | Taylor Henrich                                                     | Kanada                                                             | 61                                                                 | 1076                                                               |
| 35.                                                                | Ulrike Gräßler                                                     | Niemcy                                                             | 51                                                                 | 1086                                                               |
| 36.                                                                | Julia Kykkänen                                                     | Finlandia                                                          | 43                                                                 | 1094                                                               |
| 37.                                                                | Ramona Straub                                                      | Niemcy                                                             | 40                                                                 | 1097                                                               |
| 38.                                                                | Michaela Doleželová                                                | Czechy                                                             | 37                                                                 | 1100                                                               |
| 39.                                                                | Ayumi Watase                                                       | Japonia                                                            | 30                                                                 | 1107                                                               |
| 40.                                                                | Irina Awwakumowa                                                   | Rosja                                                              | 28                                                                 | 1109                                                               |
| 41.                                                                | Anastasija Gładyszewa                                              | Rosja                                                              | 23                                                                 | 1114                                                               |
| 41.                                                                | Roberta D’Agostina                                                 | Włochy                                                             | 23                                                                 | 1114                                                               |
| 43.                                                                | Juliane Seyfarth                                                   | Niemcy                                                             | 22                                                                 | 1115                                                               |
| 44.                                                                | Yurina Yamada                                                      | Japonia                                                            | 21                                                                 | 1116                                                               |
| 45.                                                                | Ayuka Takeda                                                       | Japonia                                                            | 16                                                                 | 1121                                                               |
| 45.                                                                | Liu Qi                                                             | Chiny                                                              | 16                                                                 | 1121                                                               |
| 47.                                                                | Seiko Koasa                                                        | Japonia                                                            | 12                                                                 | 1125                                                               |
| 48.                                                                | Barbara Klinec                                                     | Słowenia                                                           | 11                                                                 | 1126                                                               |
| 49.                                                                | Anna Häfele                                                        | Niemcy                                                             | 8                                                                  | 1129                                                               |
| 50.                                                                | Manuela Malsiner                                                   | Włochy                                                             | 6                                                                  | 1131                                                               |
| 50.                                                                | Sonja Schoitsch                                                    | Austria                                                            | 6                                                                  | 1131                                                               |
| 52.                                                                | Gyda Enger                                                         | Norwegia                                                           | 3                                                                  | 1134                                                               |
| 53.                                                                | Aki Matsuhashi                                                     | Japonia                                                            | 1                                                                  | 1136                                                               |
| 53.                                                                | Chiara Hölzl                                                       | Austria                                                            | 1                                                                  | 1136                                                               |
| 53.                                                                | Yoshiko Kasai                                                      | Japonia                                                            | 1                                                                  | 1136                                                               |

W listopadzie 2012 po raz pierwszy w historii rozegrano mieszany konkurs drużynowy, zaliczany do klasyfikacji Pucharu Świata. W zawodach najlepszy okazał się zespół norweski (Maren Lundby, Tom Hilde, Anette Sagen, Anders Bardal), drugie miejsce zajęła drużyna japońska, a trzecie – włoska.

### Faworyci
Z powodu kontuzji ze startu w mistrzostwach świata zrezygnowała złota medalistka z Oslo i jedna z faworytek – Daniela Iraschko. Jako pretendentki do zwycięstwa w konkursie indywidualnym kobiet wymieniane były przede wszystkim Sara Takanashi oraz Sarah Hendrickson, a także Coline Mattel, Evelyn Insam, Jacqueline Seifriedsberger, Anette Sagen i Katja Požun.
Wśród faworytów do zwycięstwa w konkursie indywidualnym mężczyzn na skoczni normalnej wymieniane były przede wszystkim nazwiska Gregora Schlierenzauera i Andersa Bardala, a także: Richarda Freitaga, Severina Freunda, Michaela Neumayera i Manuela Fettnera. Ponadto, za sprawą dobrych skoków podczas serii treningowych, w gronie faworytów do medalu wymieniany był najstarszy uczestnik konkursów, trzykrotny medalista mistrzostw świata z 2003 roku – Noriaki Kasai.
Do zdobycia medalu w drużynowym konkursie mieszanym typowane były przede wszystkim zespoły: Austrii, Słowenii, Japonii, Niemiec i Norwegii.
Przed zawodami indywidualnymi mężczyzn na obiekcie dużym, do zwycięstwa w tych zawodach, ze względu na pozycję zajmowaną w Pucharze Świata, pretendowali przede wszystkim: Gregor Schlierenzauer, Anders Bardal, Severin Freund, Richard Freitag, Peter Prevc, Anders Jacobsen i Kamil Stoch. Ponadto, przed konkursem przewidywano, że dobry występ mogą zaliczyć również: Wolfgang Loitzl, Taku Takeuchi, Thomas Morgenstern oraz Noriaki Kasai.
Do zdobycia złotego medalu w konkursie drużynowym mężczyzn typowane były ekipy: Austrii, Norwegii, Japonii i Niemiec. Ponadto, wśród kandydatów do medalu wymieniane były drużyny Polski i Słowenii.

## Harmonogram zawodów
W poniższej tabeli przedstawiono harmonogram skoków narciarskich w ramach Mistrzostw Świata 2013 z uwzględnieniem wszystkich serii treningowych, próbnych, kwalifikacyjnych i konkursowych oraz odpraw technicznych.
| Konkurs                  | Data     | Data     | Data    | Data     | Data    | Data    | Data     | Data    | Data    | Data    | Data    | Data     | Data    | Data    | Data     | Data    | Data    | Data     | Data    | Data    | Data    | Data    | Data    | Data    | Data     | Data    | Data    |
| Konkurs                  | 19.02    | 19.02    | 20.02   | 20.02    | 21.02   | 21.02   | 21.02    | 22.02   | 22.02   | 23.02   | 23.02   | 23.02    | 24.02   | 24.02   | 25.02    | 25.02   | 26.02   | 26.02    | 27.02   | 27.02   | 27.02   | 28.02   | 28.02   | 01.03   | 01.03    | 02.03   | 02.03   |
| HS 106 indywid. mężczyzn | OT 19:00 | OT 19:00 | T 17:30 | T 17:30  | T 17:00 | T 17:00 | OT 18:30 | Q 18:00 | Q 18:00 | P 16:00 | F 17:00 | OT 19:00 |         |         |          |         |         |          |         |         |         |         |         |         |          |         |         |
| HS 134 indywid. mężczyzn |          |          |         |          |         |         |          |         |         |         |         |          |         |         | OT 14:00 | T 17:00 | T 17:00 | OT 19:00 | T 15:00 | P 16:00 | Q 17:00 | P 16:00 | F 17:00 |         |          |         |         |
| HS 134 druż. mężczyzn    |          |          |         |          |         |         |          |         |         |         |         |          |         |         |          |         |         |          |         |         |         |         |         | T 16:00 | OT 18:00 | P 15:30 | F 16:30 |
| HS 106 indywid. kobiet   | OT 14:00 | T 16:00  | T 16:00 | OT 18:00 | P 14:30 | Q 15:30 | OT 18:15 | P 15:00 | F 16:00 |         |         |          |         |         |          |         |         |          |         |         |         |         |         |         |          |         |         |
| HS 106 druż. mieszany    |          |          |         |          |         |         |          |         |         |         |         |          | P 16:00 | F 17:00 |          |         |         |          |         |         |         |         |         |         |          |         |         |

Legenda:

| OT | Odprawa techniczna | T | Serie treningowe | P | Seria próbna | Q | Kwalifikacje | F | Konkurs główny |

## Skocznie
Trzy konkursy mistrzostw świata (indywidualny kobiet, indywidualny mężczyzn oraz drużynowy mieszany) zostały przeprowadzone na skoczni normalnej, a dwa pozostałe (indywidualny mężczyzn i drużynowy mężczyzn) na skoczni dużej.
|                    | Nazwa skoczni      | Miasto   | Punkt K | HS      | Rekord skoczni | Rekord skoczni | Rekord skoczni | Współczynnik belki | Współczynnik wiatru |
| ------------------ | ------------------ | -------- | ------- | ------- | -------------- | -------------- | -------------- | ------------------ | ------------------- |
|                    | Trampolino Dal Ben | Predazzo | K-95    | HS 106  | 107,5 m        | Adam Małysz    | 28 lutego 2003 | 5,0 pkt na m       | 7,0 pkt na m/s      |
| Trampolino Dal Ben | K-120              | Predazzo | HS 134  | 136,0 m | Adam Małysz    | 22 lutego 2003 | 5,58 pkt na m  | 10,80 pkt na m/s   |                     |

## Jury
Z ramienia Międzynarodowej Federacji Narciarskiej dyrektorami zawodów byli: Chika Yoshida (dyrektorka zawodów PŚ kobiet) oraz Walter Hofer (dyrektor zawodów PŚ mężczyzn). Podobnie jak w zawodach Pucharu Świata, asystentką Yoshidy była Agnieszka Baczkowska, a asystentem Hofera – Miran Tepeš. Ponadto dyrektorem zawodów z ramienia organizatorów mistrzostw był Włoch Sandro Sambugaro. Delegatem technicznym podczas wszystkich zawodów był Szwajcar Fredi Zarucchi, a asystował mu Czech Ivo Greger. Kontrolą sprzętu zajmował się natomiast Jouko Törmänen.
Noty za styl w każdej serii kwalifikacyjnej i konkursowej wystawiało po pięciu sędziów. Skład sędziowski poszczególnych konkursów wraz z zajmowanymi przez arbitrów stanowiskami na wieży przedstawiono w poniższej tabeli.
| Sędzia             | Kraj       | Stanowisko na wieży sędziowskiej | Stanowisko na wieży sędziowskiej | Stanowisko na wieży sędziowskiej | Stanowisko na wieży sędziowskiej | Stanowisko na wieży sędziowskiej |
| Sędzia             | Kraj       | konk. ind. kobiet HS 106         | konk. ind. mężczyzn HS 106       | konk. ind. mężczyzn HS 134       | konk. druż. mężczyzn HS 134      | konk. druż. mieszany HS 106      |
| ------------------ | ---------- | -------------------------------- | -------------------------------- | -------------------------------- | -------------------------------- | -------------------------------- |
| Branko Benedik     | Słowenia   | E                                | –                                | D                                | –                                | B                                |
| Leo De Crignis     | Włochy     | D                                | E                                | C                                | E                                | A                                |
| Mitsunori Kitajima | Japonia    | –                                | A                                | E                                | A                                | C                                |
| Gerhard Krab       | Austria    | A                                | B                                | –                                | B                                | D                                |
| Fabrice Piazzini   | Szwajcaria | C                                | D                                | B                                | D                                | –                                |
| Tadeusz Szostak    | Polska     | B                                | C                                | A                                | C                                | E                                |

## Przebieg zawodów

### Oficjalne serie treningowe kobiet
19 lutego odbyły się trzy serie oficjalnego treningu pań. W pierwszym najwyższą notę uzyskała Carina Vogt, która osiągnęła 99,5 m. Kolejne były: Coline Mattel (97 m) i Elena Runggaldier (98,5 m). W drugim treningu najwyżej uplasowała się Ulrike Gräßler, która o pół metra przekroczyła granicę 100 m. Druga była ponownie Mattel, która wylądowała na 93. metrze, a trzecia Jessica Jerome, która oddała skok na odległość 93,5 m.
W trzeciej serii najlepsza okazała się Sarah Hendrickson, która oddała próbę na odległość 101 m i wyprzedziła Sarę Takanashi (98 m) i Jessicę Jerome (96,5 m). W treningach nie startowało kilka zawodniczek, w tym z końca listy startowej.
Dzień później w pierwszej serii treningowej najlepszą notę uzyskała Carina Vogt, która osiągnęła 98 m. Drugie miejsce w tabeli zajęła Sara Hendrickson, która wylądowała pół metra krócej, a trzecia była Chiara Hölzl, z odległością 96 m.
W drugim najlepiej skoczyła Takanashi, której do osiągnięcia granicy stu metrów zabrakło pół metra. Drugą pozycję zajęła Jacqueline Seifriedsberger i trzecia była Jessica Jerome – obie wylądowały na 98. metrze.

### Oficjalne serie treningowe mężczyzn na skoczni normalnej
W treningach, które odbyły się 20 lutego nie startowało większość skoczków z Austrii, Niemiec i Słowenii. W pierwszym najlepszy był Anders Bardal, który oddał skok na 106,5 m. Drugi był Aleksandr Sardyko, który wylądował o półtora metra bliżej, a trzeci Roman Koudelka, którego próbę zmierzono na 101 m.
W drugiej serii najlepszy był Dawid Kubacki, który jako jedyny przekroczył granicę 100 metrów – o 5,5 m. Na kolejnych dwóch miejscach uplasowali się Japończycy: Taku Takeuchi i Reruhi Shimizu – obaj osiągnęli po 99,5 m.
W trzecim treningu najwyższą notę uzyskał Anders Bardal, który osiągnął 100,5 m. Za nim uplasował się, z identyczną odległością, Anders Jacobsen, a trzeci był Shimizu.
21 lutego w treningach brała udział większa liczba zawodników. W pierwszej serii najlepszą notę uzyskał Tom Hilde, który oddał skok na odległość 101,5 m. Drugie miejsce zajął Piotr Żyła, po skoku na 99 m, a trzeci był Anders Bardal, z próbą na 99,5 m. W drugim treningu najwyższą notę uzyskał Gregor Schlierenzauer – Austriak osiągnął 101 m. Metr krócej skoczył Manuel Fettner, a dwa metry krócej Andreas Stjernen – obydwaj uplasowali się ex aequo na drugiej lokacie. Na górze tabeli trzeciej serii również znalazł się Schlierenzauer – oddał skok na 101,5 m. Pół metra mniej skoczył Fettner, który uplasował się na drugiej pozycji. Na trzecim miejscu sklasyfikowano Richarda Freitaga, z próbą na 100 m.

### Konkurs indywidualny kobiet
Seria próbna przed konkursem indywidualnym kobiet odbyła się 21 lutego o godzinie 15:00. Najwyższą notę uzyskała Jacqueline Seifriedsberger, która wylądowała na 101. metrze zeskoku. Druga była Sarah Hendrickson, która osiągnęła pół metra mniej, a trzecia Sara Takanashi, po skoku na 96 m.
Pierwsza seria konkursowa rozpoczęła się o 16:00. Niebo było zachmurzone, temperatura powietrza wynosiła ok. –1 °C, a śniegu –4 °C, zaś wiatr wiał ze średnią siłą 0,74 m/s. Zawody rozpoczęto z 21. belki startowej, a skok jako pierwsza oddała Chinka Li Xueyao, która osiągnęła 70 m. Na prowadzeniu zmieniały ją kolejno: Czeszka Vladěna Pustková (79 m), Niemka Katharina Keil (85 m) i Chinka Chang Xinyue (89,5 m). Następnie liderką została po skoku na 95,5 m Austriaczka Chiara Hölzl, która jednak podparła swoją próbę. Pozycję straciła po tym, kiedy Irina Awwakumowa osiągnęła 94 m. Wkrótce jednak Rosjankę wyprzedziła reprezentantka Finlandii Julia Kykkänen – skoczyła ona 92,5 m, jednakże miała mniej sprzyjający wiatr i lepsze noty za styl od Awwakumowej. Tymczasem na trzeciej pozycji po swoim skoku na 93 m plasowała się Svenja Würth z Niemiec.
Rozpoczęły się opady śniegu, a po skokach 27 zawodniczek jury podjęło decyzję o podwyższeniu rozbiegu o dwie pozycje – od tego momentu od noty za skok odejmowano skoczkiniom po 6,2 pkt. Startująca z numerem 32 Line Jahr nie ustała swojego skoku na 90 m – po lądowaniu zbytnio rozszerzyła krok i upadła do przodu – spowodowało to zakończenie przez nią konkursu na 37. lokacie.
Po Jahr startowała reprezentantka gospodarzy, Evelyn Insam. Osiągnęła 96 m i została nową liderką, wyprzedzając Kykkänen o 2,9 pkt. Skacząca po niej Amerykanka Jessica Jerome uzyskała jeszcze wyższą notę, po próbie wylądowanej na 100. metrze. Po krótszych skokach Špeli Rogelj (91 m) i Lindsey Van (89 m) na prowadzeniu zmieniła ją Carina Vogt. Niemka osiągnęła 99,5 m. Skoki Katji Požun na 91 m i Anette Sagen na 97 m nie zmieniły układu pierwszej trójki.
Startująca jako czterdziesta Seifriedsberger z Austrii wylądowała na 104. metrze i objęła prowadzenie z przewagą 3,1 pkt nad Vogt. Kolejna, Francuzka Coline Mattel skoczyła dwa metry krócej i plasowała się na drugiej pozycji. Przedostatnia na liście startowej Sarah Hendrickson ze Stanów Zjednoczonych osiągnęła 106 metrów i została nową liderką, mając o 8,7 pkt więcej niż dotychczasowa. Uzyskała cztery noty sędziowskie 19,0 pkt i jedną 19,5 pkt (żadna inna skoczkini w tej serii nie uzyskała choć jednej noty dziewiętnastopunktowej). Jako ostatnia w pierwszej serii skok oddała liderka Pucharu Świata, Sara Takanashi. Wylądowała półtora metra krócej niż Hendrickson i po pierwszej serii zajmowała drugie miejsce, ze stratą 3,3 pkt.
Finałową kolejkę, w trakcie której wystąpiły lekkie opady śniegu, rozpoczęto także z 21 belki startowej. Jako pierwsza skok oddała Włoszka Manuela Malsiner, która wylądowała na 87. metrze. Kolejnymi liderkami zostawały: Michaela Doleželová z Czech (87,5 m), Maren Lundby z Norwegii (92,5 m), Maja Vtič ze Słowenii (94,5 m), Lindsey Van z USA (93,5 m), Spela Rogelj ze Słowenii (93,5 m). Rogelj utrzymała prowadzenie po kolejnych trzech próbach, a następnie objęła je Włoszka Runggaldier, po skoku na odległość 93 m. Na drugą pozycję wysunęła się wkrótce Atsuko Tanaka, skacząc na 93 m. Następnie reprezentantkę gospodarzy na pozycji dla liderki zmieniła Ulrike Gräßler, oddając próbę na odległość 95 m. Wkrótce wyprzedziła ją jednak Hölzl, po skoku krótszym o pół metra od odległości Niemki.
Sklasyfikowana na dziesiątej pozycji Awwakumowa osiągnęła 91 m i spadła w tabeli. Finka Kykkänen wylądowała na 90. metrze i była klasyfikowana na drugiej pozycji. Następnie skakała Anette Sagen, która wylądowała na 94. metrze i 50. centymetrze zeskoku, co dało jej pozycję liderki z przewagą 9 pkt. Skok Evelyn Insam na 92,5 m spowodował jej wypadnięcie z pierwszej „dziesiątki” konkursu. Szósta po pierwszej serii Jerome skoczyła na 98 m i objęła prowadzenie, wyprzedzając Sagen o 11,6 pkt. Skacząca następnie Vogt wylądowała na 96. metrze i plasowała się po swojej próbie na pierwszej pozycji. Skacząca następnie Francuzka Mattel osiągnęła pół metra mniej, po swojej próbie obejmując prowadzenie.
Na rozbiegu pojawiły się zawodniczki sklasyfikowane w najlepszej trójce po pierwszej kolejce. Jako pierwsza spośród nich skok oddała Jacqueline Seifriedsberger. Próba na 98,5 m zapewniła jej utrzymanie pozycji i medal. Sara Takanashi skoczyła na 103 m, co oznaczało, że zdobędzie co najmniej srebrny medal. Na taką samą odległość skoczyła Sarah Hendrickson. Amerykanka miała odjęte więcej punktów za korzystny wiatr, jednak lepszy styl i przewaga z pierwszej serii pozwoliły jej zostać mistrzynią świata.

### Kwalifikacje do konkursu mężczyzn na skoczni normalnej
22 lutego odbyła się seria kwalifikacyjna do konkursu mężczyzn na skoczni normalnej. Najwyższą notę uzyskał w niej norweski skoczek Tom Hilde, który oddał skok na 103 m. Na dwóch kolejnych miejscach uplasowali się: Japończyk Taku Takeuchi i Norweg Andreas Stjernen – obydwaj osiągnęli po 102,5 m. Wśród pięćdziesięciu skoczków, którzy awansowali do konkursu głównego znalazły się pełne ekipy: Austrii (pięciu skoczków), Norwegii, Niemiec, Słowenii, Polski, Japonii, Czech i Finlandii (po czterech skoczków), Estonii, Francji i Szwajcarii (dwóch zawodników) oraz Bułgarii i Grecji (po jednym skoczku), a także po trzech Włochów i Rosjan, dwóch Kazachów i jeden Amerykanin. Awansu nie wywalczyli natomiast: po dwóch Kazachów, Szwedów, Słowaków i Ukraińców oraz Rumun, Koreańczyk, Rosjanin, Włoch, Węgier i Łotysz.
W trakcie kwalifikacji skoczkowie oddawali swoje próby z belki jedenastej (z wyjątkiem prekwalifikowanych zawodników, którzy skakali z belki dziesiątej).

### Konkurs indywidualny mężczyzn na skoczni normalnej

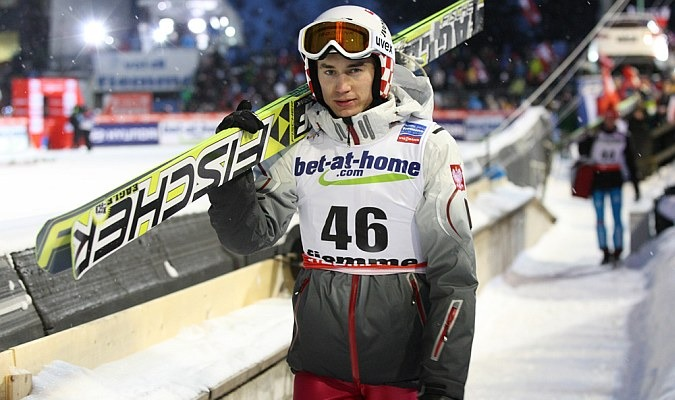
Kamil Stoch – zwycięzca serii próbnej przed konkursem indywidualnym na skoczni normalnej

W serii próbnej przed konkursem indywidualnym najlepszy był Kamil Stoch, który wylądował na 103. metrze. Drugie miejsce zajął Manuel Fettner (99,5 m), a trzeci był Anders Bardal (96,5 m).
Pierwsza seria konkursowa rozpoczęła się z belki dziesiątej. Średnia wartość wiatru wynosiła 0,92 m/s, wiało pod narty skoczków. Niebo było zachmurzone, padał śnieg. Temperatura powietrza w trakcie serii wahała się między –3,4 °C a –4,3 °C, zaś śniegu wynosiła –5 °C.
Jako pierwszy swój skok oddał Kazach Aleksiej Korolow, który osiągnął 85,5 m. Następnie prowadzenie objął jego rodak, Radik Żaparow, po skoku o cztery metry dłuższym. Kolejnym liderem został startujący jako trzeci Anders Johnson, skacząc na 93,5 m. Prowadzenie utrzymał aż do próby dziesiątego na liście startowej Kaarela Nurmsalu z Estonii, a tymczasem na drugiej pozycji zmieniali się: Anssi Koivuranta (90 m) i Ronan Lamy Chappuis (91 m). Natomiast wspomniany Estończyk osiągnął 95 m i wyprzedził Johnsona o 8,6 pkt. Wkrótce jednak wyższą notę uzyskał reprezentant gospodarzy, Andrea Morassi, którego próbę zmierzono na 96,5 m. Taką samą odległość uzyskał następnie Vincent Descombes Sevoie, jednakże uplasował się po swoim skoku na drugiej lokacie. Francuza na drugiej pozycji zmienił Daiki Itō, po skoku na odległość 96 m.

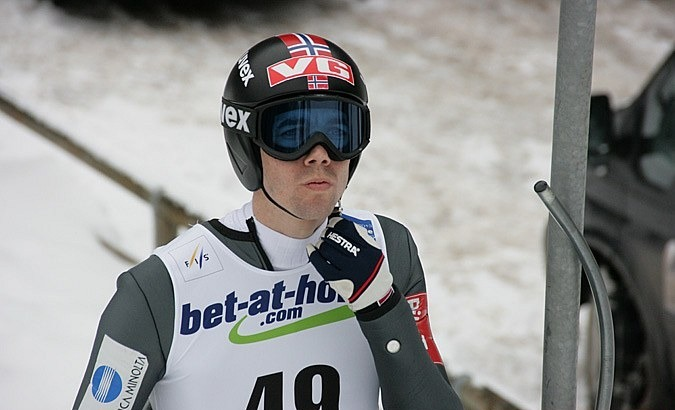
Anders Bardal – lider po pierwszej serii konkursowej i zwycięzca zawodów

Później nastąpiła przerwa w konkursie spowodowana problemami z bocznym wiatrem – po jej zakończeniu zdecydowano się na podniesienie belki do dwunastej pozycji. Skoczkowie mieli problem z uzyskiwaniem tak dalekich odległości jak w poprzedniej części konkursu. Porównywalne próby oddali jednak Manuel Fettner (96 m) i Piotr Żyła (pół metra mniej), którzy po swoich skokach plasowali się na szóstej lokacie. Andreas Wank oddał skok na 99,5 m i był sklasyfikowany na trzecim miejscu. Morassiego na prowadzeniu zmienił startujący z 32. numerem Andreas Stjernen, który lądował na 98. metrze zeskoku. Skaczący po nim Thomas Morgenstern jako pierwszy osiągnął 100 m i został nowym liderem konkursu. Następnie prowadzenie objął Takeuchi, który wylądował dwa metry dalej. Na trzecie miejsce wysunął się wkrótce Maciej Kot, którego próba była o pół metra krótsza od tej Japończyka. Skoki kilku następnych zawodników były krótsze.
Tom Hilde skoczył na odległość 99,5 m i zajmował drugie miejsce. Następnie nowym liderem konkursu został Peter Prevc, który osiągnął 102,5 m. Na trzeciej lokacie po swoim skoku plasował się Jan Matura, który uzyskał identyczną odległość. Richard Freitag na prośbę trenera startował z jedenastej belki – uzyskał 103,5 m i objął prowadzenie. Długość najazdu, z której korzystał Niemiec została utrzymana przez jury dla ostatniej szóstki skaczącej w pierwszej serii. Robert Kranjec po swoim skoku na 100 m plasował się na dziesiątej lokacie. Kamil Stoch wylądował na 102. metrze i został liderem. Jeden metr mniej osiągnął Severin Freund, który zajmował czwarte miejsce. Trzeci od końca na liście startowej Anders Jacobsen oddał skok na 96,5 m, po którym plasował się na siedemnastym miejscu. Anders Bardal wyrównał najdłuższą dotychczas odległość Freitaga (103,5 m) i został nowym liderem, zdobywając cztery noty 19-punktowe i jedną 19,5. Schlierenzauer oddał swój skok z obniżonego na prośbę Alexandra Pointnera do dziewiątej belki. Odległość zamykającej pierwszą serię próby wyniosła 98 m i dawała liderowi klasyfikacji generalnej PŚ trzecie miejsce na półmetku konkursu, za Bardalem i Stochem.

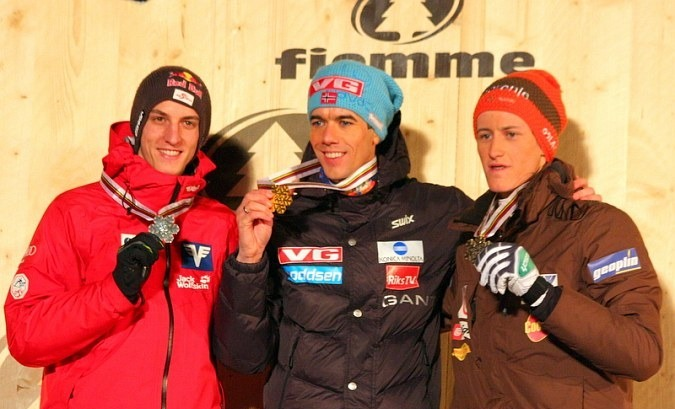
Medaliści konkursu indywidualnego mężczyzn na skoczni normalnej – Gregor Schlierenzauer, Anders Bardal i Peter Prevc

Drugą kolejkę skoków zdecydowano rozpocząć z piętnastej belki, ze względu na kierunek wiatru, który odtąd zaczął wiać od tyłu i gęste opady śniegu. Każdy z pierwszych czterech zawodników obejmował prowadzenie po swoim skoku: Roman Koudelka, skacząc na 91,5 m, Lukáš Hlava, lądując dwa metry dalej, Matjaž Pungertar po skoku na 94,5 m i Manuel Fettner z odległością 97 m. Startujący następnie Piotr Żyła plasował się na drugiej pozycji po swoim skoku na 95 m. Wkrótce nowym liderem został Wolfgang Loitzl, osiągając pół metra więcej od Fettnera. Następnie prowadzenie objął Descombes Sevoie, po skoku na 98 m, a później Andreas Wank, lecąc półtora metra dalej. Kolejni skoczkowie plasowali się za Niemcem, wśród nich Michael Neumayer, Daiki Itō, Andrea Morassi, Robert Kranjec, Simon Ammann, Andreas Stjernen i Maciej Kot – żaden z nich nie osiągnął stu metrów.
Jako pierwszy granicę stu metrów osiągnął Morgenstern. Obrońca tytułu przekroczył ją o pół metra i wyprzedził Wanka o 4,7 pkt. Startujący następnie Tom Hilde skoczył na odległość 97 m i plasował się na trzecim miejscu. Jan Matura po swoim skoku na 96 m był piąty (oprócz Morgensterna wyprzedzali go: Wank, Hilde i Kot), zaś Takeuchi po oddaniu próby na odległość 98 m był wiceliderem. Złotego medalistę z Oslo wyprzedził natomiast Severin Freund, osiągając 99 m. Niemca natomiast pokonał wkrótce reprezentant Słowenii, Peter Prevc, skacząc na 98,5 m. Richard Freitag po oddaniu skoku na odległość 97,5 m był klasyfikowany na czwartym miejscu.
Swoje próby oddała następnie najlepsza „trójka” pierwszej serii. Schlierenzauer wylądował na takiej samej odległości co Freitag, jednak na prośbę trenera belka została dla niego obniżona o dwie pozycje. Dzięki uzyskanej w ten sposób rekompensacie punktowej objął prowadzenie, będąc o 3,9 pkt lepszym od Prevca. Belka dla Kamila Stocha powróciła na swoją ustaloną przez jury, piętnastą pozycję. Polak osiągnął pół metra mniej, miał problemy przy lądowaniu – wszystkie trzy liczące się do wyniku noty za styl wynosiły po 17 pkt. Po swoim skoku spadł na siódme miejsce. Lider po pierwszej serii, Anders Bardal skoczył na odległość 100 m, a jego finalna nota była o 4,2 pkt wyższa od noty Schlierenzauera. Norweg po skoku ocenionym przez sędziów, tak samo jak w pierwszej serii, na 57 pkt, zdobył złoty medal.

### Konkurs drużyn mieszanych

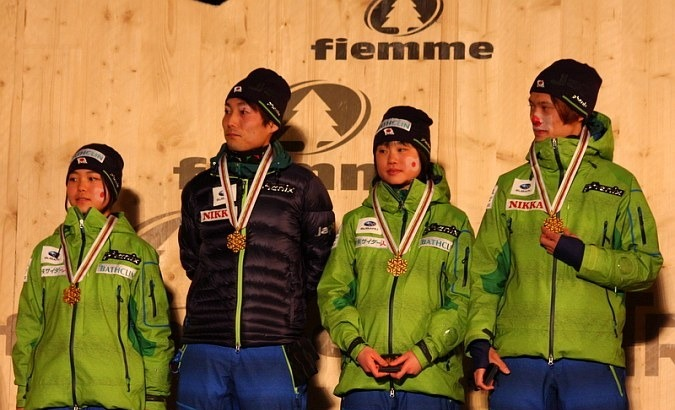
Złoci medaliści konkursu drużyn mieszanych: Sara Takanashi, Daiki Itō, Yūki Itō, Taku Takeuchi

24 lutego odbył się konkurs drużyn mieszanych na skoczni normalnej. W serii próbnej przed zawodami na pierwszym miejscu uplasował się Taku Takeuchi, skacząc na 101 m. Japończyk wyprzedził Gregora Schlierenzauera, który osiągnął pół metra mniej i Severina Freunda, który oddał skok na odległość 99,5 m. Wśród kobiet najlepsza okazała się Sara Takanashi, która skoczyła 99 m, wyprzedzając Amerykanki Sarah Hendrickson (z wynikiem 97 m) i Jessicę Jerome (95,5 m).
Pierwsza grupa oddała skoki z belki 29. Jako pierwsza wynik uzyskała Rosjanka Anastasija Gładyszewa, osiągając 88,5 m. Wyprzedziła ją Francuzka Léa Lemare, po oddaniu skoku na 93,5 m. Następnie prowadzenie objęły Włochy po próbie Eleny Runggaldier na odległość 94 m. Jako kolejna skoczyła Czeszka Michaela Doleželová. Jej skok zmierzono na 87,5 m, a reprezentacja Czech klasyfikowana była na ostatnim miejscu w tabeli. Piąta na liście startowej była Amerykanka Jessica Jerome – skoczyła ona na odległość 98 m, dając prowadzenie kadrze swojego kraju. Yūki Itō osiągnęła 90 m, a Japonia po jej skoku wyprzedziła tylko Rosję i Czechy. Reprezentacja Niemiec po skoku Ulrike Gräßler na 96,5 m uplasowała się na miejscu drugim, za Amerykanami. Urša Bogataj ze Słowenii osiągnęła 95,5 m, a jej reprezentacja zajmowała miejsce czwarte. Maren Lundby wylądowała na 91. metrze, co dało Norwegom szóstą pozycję. Jedno miejsce niżej zajmowali kończący pierwszą grupę Austriacy, po skoku Chiary Hölzl na 92,5 m. Prowadziły Stany Zjednoczone, wyprzedzając o 7,2 pkt Niemcy i o 8,4 pkt Włochy.
Drugą grupę rozpoczął, z siedemnastej belki, Dienis Korniłow, osiągając 95 m. Następnie, mimo o cztery metry krótszego skoku Ronana Lamy Chappuis, Francja wyprzedziła reprezentację Rosji. Andrea Morassi zapewnił Włochom wyprzedzenie obu drużyn po skoku na 92 m. Jakub Janda wylądował 2,5 metra dalej, jednak jego drużyna w dalszym ciągu plasowała się na ostatnim miejscu. Amerykanin Peter Frenette oddał próbę na odległość 89,5 m – przewaga z pierwszej grupy pozwoliła jednak USA na objęcie prowadzenia. Wkrótce Daiki Itō jako pierwszy skoczek w konkursie osiągnął sto metrów, a Japonia uzyskała notę o 7,3 pkt lepszą od USA. Niemiec Richard Freitag poleciał o 2,5 metra dalej i to jego kraj został nowym liderem. Nie wyprzedzili ich Słoweńcy (Jaka Hvala – 95,5 m), Norwegowie (Tom Hilde – 102 m) i Austriacy (Thomas Morgenstern – 95,5 m. Liderem po drugiej grupie zawodników były Niemcy, wyprzedzając Norwegię i Japonię.

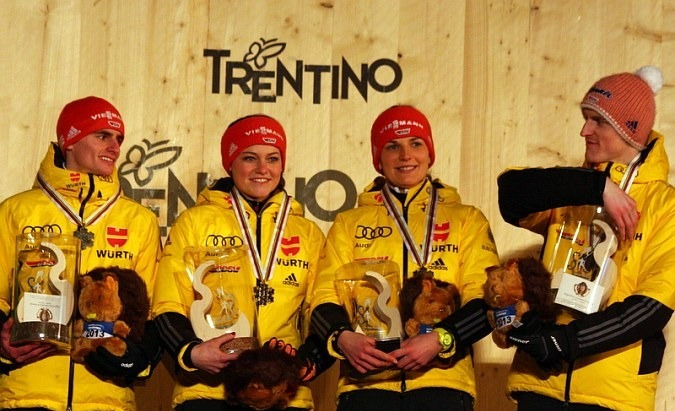
Srebrni medaliści konkursu drużyn mieszanych: Richard Freitag, Carina Vogt, Ulrike Gräßler, Severin Freund

Skoczkinie z trzeciej grupy oddawały swoje próby z 27. belki. Rozpoczynająca tę część rywalizacji Irina Awwakumowa skoczyła na odległość 89,5 m. Coline Mattel skoczyła cztery metry dalej, a Francja wyprzedziła Rosję o 16,9 pkt. Niżej klasyfikowani byli Włosi (Evelyn Insam – 89,5 m) i Czesi (Vladěna Pustková – 77,5 m). Amerykanka Sarah Hendrickson, złota medalistka konkursu indywidualnego, osiągnęła 99 m i zapewniła prowadzenie swojemu krajowi. Takanashi jako pierwsza kobieta w konkursie przekroczyła, o półtora metra, granicę 100 m i wyprowadziła reprezentację Japonii na pierwszą pozycję. Niemka Carina Vogt skoczyła na odległość 95,5 m, co wystarczyło by wyprzedzić Japonię o dwa punkty. Reprezentantka Słowenii Špela Rogelj lądowała siedem metrów bliżej, a jej kraj wyprzedził w tabeli tylko Rosję i Czechy. Norwegia po skoku Anette Sagen na 92,5 m była klasyfikowana na czwartej pozycji, jednak wkrótce zmieniła ją na tej lokacie reprezentacja Austrii. Jacqueline Seifriedsberger osiągnęła bowiem 97,5 m. Po trzeciej grupie prowadziły Niemcy, przed Japonią i Stanami Zjednoczonymi.
Belka w czwartej grupie powróciła do pozycji nr 17. Jako pierwszy skok oddał Dmitrij Wasiljew, a jego odległość wynosiła 91 m. Vincent Descombes Sevoie wylądował osiem metrów dalej, więc Francja utrzymała przewagę nad Rosją. Za Francuzami uplasowali się także skaczący następnie Włosi (Sebastian Colloredo – 95 m) i Czesi (Jan Matura – 97,5 m). Wyprzedziły ich dopiero Stany Zjednoczone, po skoku Andersa Johnsona na 90 m. Takeuchi osiągnął 100,5 m, co zapewniło Japonii pozycję lidera do końca grupy. Niemcy były sklasyfikowane na drugim miejscu po próbie Severina Freunda na odległość 96,5 m. Słoweńcy po skoku Petera Prevca zajmowali piątą pozycję. Norwedzy byli trzeci, kiedy skok na 100,5 m oddał Anders Bardal. Następnie na trzeciej pozycji zmienili ich Austriacy po tym, jak Gregor Schlierenzauer lądował na 100. metrze. Po zakończeniu pierwszej serii prowadzili Japończycy, przed Niemcami i Austrią. Do finałowej rundy nie awansowała Rosja i Czechy.
Rywalizację w drugiej serii rozpoczęli Francuzi – Lemare osiągnęła 94 m. Włoszka Runggaldier lądowała o 4,5 m, jednak jej kraj nie został liderem konkursu. Prowadzenie objęły natomiast Stany Zjednoczone po skoku Jerome na taką samą odległość. Następnie liderami zostawały: Japonia (Yūki Itō – 91,5 m) i Niemcy (Gräßler – 97 m). Słowenia była ostatnia wśród zakwalifikowanych do drugiej serii drużyn po skoku Bogataj na 97,5 m. Następne dwie drużyny wymieniły się na trzeciej pozycji: Norwegia (Lundby – 93 m) i Austria (Hölzl – 98,5 m).

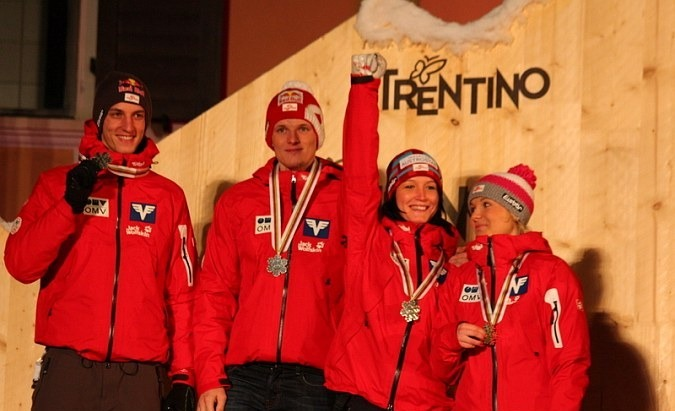
Brązowi medaliści konkursu drużyn mieszanych: Gregor Schlierenzauer, Thomas Morgenstern, Jacqueline Seifriedsberger, Chiara Hölzl

W drugiej grupie jako pierwszy skakał Francuz Lamy Chappuis, który wylądował na 94. metrze zeskoku. Francji nie wyprzedzili Włosi ani Amerykanie – Morassi i Frenette osiągali kolejno: 92,5 m i 86,5 m. Prowadzenie objęła następnie drużyna Japonii, wyprzedzając Francuzów o 44,5 pkt dzięki próbie Daikiego Itō, który powtórzył odległość z pierwszej rundy – 100 m. Swojej ostatniej lokaty nie zmienili Słoweńcy po skoku Hvali na 92 m. Wyżej uplasowali się Niemcy, jednak stracili prowadzenie, które posiadali po poprzednich grupach – po skoku Freitaga na 97 m byli sklasyfikowani na drugiej pozycji. Norwegowie po skoku Hilde na odległość 98,5 m byli trzeci. Na czwarte miejsce jednak zepchnęli ich Austriacy, bowiem Morgenstern lądując na setnym metrze zapewnił swojej drużynie drugie miejsce, za reprezentacją Japonii.
Reprezentująca Francję Mattel skoczyła na 95 m. Włochom po skoku Insam na 93,5 m nie udało się wyprzedzić Francji. Prowadzenie objęła następnie drużyna amerykańska, dzięki najdłuższemu dotychczas w konkursie skokowi Hendrickson na 104,5 m. Wkrótce jednak USA straciło pozycję lidera na rzecz Japonii – Takanashi wylądowała dwa metry dalej. Słoweńcy nadal plasowali się w końcu stawki – Rogelj oddała próbę na odległość 93,5 m. Na drugą pozycję wysunęli się Niemcy, kiedy Vogt skoczyła na 98 m. Na trzeciej pozycji sklasyfikowani byli Norwegowie po tym, jak Sagen osiągnęła 96,5 m. Kończąca grupę Seifriedsberger osiągnęła 99,5 m i zapewniła Niemcom drugie miejsce przed skokami ostatniej ósemki zawodników.
Ostatnia grupa skakała w kolejności odwrotnej do zajmowanych miejsc. Kolejno prowadzenie obejmowali: Słoweńcy (Prevc – 98 m), Włosi (Colloredo – 97,5 m) i Francuzi (Descombes Sevoie – 100 m). Skok Johnsona na 91,5 m wystarczył w tamtej chwili na drugie miejsce dla Stanów. Była to jedyna zmiana pozycji w ostatniej grupie, bowiem następne drużyny utrzymały swoje miejsca. Dla Norwegii skok oddał Bardal, a jego odległość wyniosła 101 m, dla Niemiec – Freund, który osiągnął 99,5 m i zapewnił swojej drużynie medal. Następnie na setnym metrze wylądował Schlierenzauer i wyprowadził swoją drużynę na prowadzenie, jednak skok Takeuchiego na 101,5 m spowodował, że to Japończycy zdobyli złoty medal, z przewagą 24,3 pkt nad Austriakami.

### Oficjalne treningi przed konkursem mężczyzn na skoczni dużej
Do treningów przed konkursem mężczyzn na dużym obiekcie zgłoszono 75 zawodników. 25 lutego odbyły się trzy z nich. W pierwszym wzięło udział 61 zawodników, a czołowa trójka składała się wyłącznie z Austriaków: Manuela Fettnera (125,5 m), Thomasa Morgensterna (122,5 m) i Gregora Schlierenzauera (120,5 m). W drugim (również 61 startujących) najwyższą notę uzyskał Morgenstern, lądując na 133. metrze., wyprzedzając Kamila Stocha (128,5 m) i Andreasa Wanka (128 m). W trzeciej serii, w której skakało 55 sportowców, najlepszy rezultat uzyskał Stoch, który jako jedyny, o pół metra, przekroczył granicę 130 metrów. Za nim uplasowali się Schlierenzauer i Petr Prevc. Kolejnego dnia również odbyły się trzy serie treningowe. W pierwszej najlepszym z 67 zawodników był Anders Bardal, który oddał skok na 126 m i wyprzedził Japończyków: Noriakiego Kasaiego (125 m) i Taku Takeuchiego (124 m). W drugim skakało 66 zawodników, a najwyżej sklasyfikowano Simona Ammana, który skoczył 131 m. Za nim uplasowali się Richard Freitag (128,5 m) i Severin Freund (129,5 m). W trzecim czołowe trzy miejsca obsadzone były następująco: Anders Jacobsen (130 m), Richard Freitag (132 m) i Simon Ammann (131 m).

### Kwalifikacje do konkursu mężczyzn na skoczni dużej

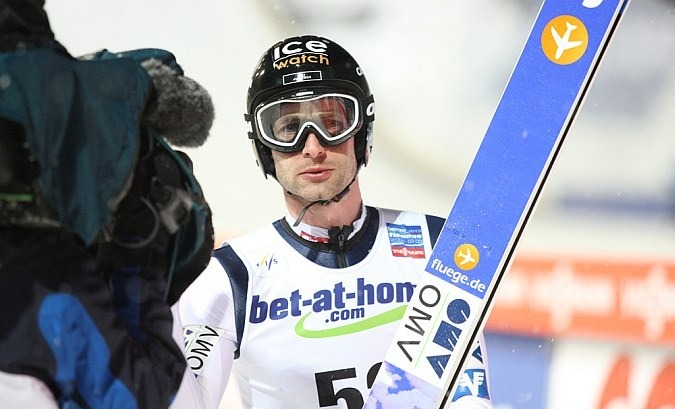
Wolfgang Loitzl – zwycięzca serii kwalifikacyjnej przed zawodami indywidualnymi mężczyzn na skoczni dużej

W odbywających się 27 lutego kwalifikacjach do konkursu indywidualnego na skoczni dużej pierwsze miejsce zajął Wolfgang Loitzl, który skoczył na odległość 125 m i wyprzedził Michaela Neumayera (124,5 m) i Thomasa Morgensterna (123,5 m). Wystartowało w nich 53 zawodników (nie licząc grupy prekwalifikowanej). Najlepszy rezultat wśród zawodników nie muszących się kwalifikować osiągnął Peter Prevc, lądując na 126. metrze. Do konkursu awansowali w komplecie: wszyscy Austriacy (pięciu), Norwegowie, Niemcy, Słoweńcy, Polacy, Japończycy, Czesi i Rosjanie (po czterech), Estończycy i Amerykanie (po dwóch) oraz jedyny Bułgar. Ponadto w premiowanej awansie strefie uplasowało się trzech Włochów, Szwajcarów i Finów (na czterech zgłoszonych), jeden z czterech Kazachów i jeden z dwóch Szwedów oraz Francuzów. Eliminacji nie przeszedł żaden z dwóch Ukraińców ani dwóch reprezentantów Słowacji.

### Konkurs indywidualny mężczyzn na skoczni dużej
W serii próbnej przed zawodami pierwsze miejsce zajął Vincent Descombes Sevoie, który skoczył 133 m, drugie Kamil Stoch, osiągając 127,5 m, a trzeci był Stefan Kraft z próbą na 125 m.
Pierwszą serię konkursową rozpoczęto z dziewiętnastej belki startowej. Niebo było zachmurzone, temperatura śniegu wynosiła ok. –5 °C, a powietrza wahała się pomiędzy 6 °C na początku do 4,8 °C na końcu. Pierwszy skok oddał Szwajcar Marco Grigoli i osiągnął 110 m. Później prowadzenie obejmowali: Anders Johnson (111 m) i Roberto Dellasega (115,5 m). Pierwszy skok powyżej punktu konstrukcyjnego oddał Kaarel Nurmsalu – lądując na 121. metrze zapewnił sobie pozycję lidera przez kilkanaście następnych prób. Wiatr z tyłu skoczni wzmagał się, a rozbieg wydłużono, podnosząc belkę startową o dwie pozycje. Na drugim miejscu po swoim skoku na 119 m plasował się startujący z czternastym numerem Yūta Watase, który zepchnął z tej pozycji Dellasegę. Kolejni zawodnicy plasowali się za Estończykiem, a wiceliderami zostawali: Vincent Descombes Sevoie (122 m) i Roman Koudelka (120,5 m). Nurmsalu został wyprzedzony dopiero przez 20. na liście startowej Daikiego Itō, który skoczył 127,5 m. Dawid Kubacki był klasyfikowany na drugim miejscu po skoku o metr krótszym. W czołówce po swoich próbach plasowali się Noriaki Kasai (125 m) czy Manuel Fettner (126,5 m).
Następnie prowadzenie objął Andreas Wank, który skoczył na odległość 127,5 m. Obrońca tytułu ze skoczni normalnej, Thomas Morgenstern wylądował na 126. metrze. Miał on problemy na odjeździe, co spowodowało niskie noty za styl i w rezultacie, w tamtym momencie, miejsce pod koniec pierwszej dziesiątki. Czwarte miejsce po swoim skoku zajmował Taku Takeuchi (126 m). Liderem został wkrótce reprezentant Austrii, Wolfgang Loitzl, osiągając 128,5 m z notami za lądowanie o wartości 19 i 19,5 pkt. Startujący po nim Jaka Hvala, po oddaniu próby na 122 m zajmował miejsce pod koniec drugiej dziesiątki. Michael Neumayer miał kłopoty po lądowaniu przy skoku na 130,5 m – pierwszym powyżej 130 m w konkursie. Piąci byli kolejno po swoich skokach na 127,5 m Tom Hilde i Simon Ammann.
130,5 m osiągnął Peter Prevc i został nowym liderem. Jan Matura skacząc o trzy metry krócej plasował się za Hildem. Richard Freitag skoczył na odległość 129 m i zajmował trzecie miejsce, natomiast Robert Kranjec podobnie jak jego rodak Hvala zajmował odległe miejsce, które na koniec kolejki dało mu pozycję w trzeciej dziesiątce. Kamil Stoch oddał najdalszy skok pierwszej serii – osiągnął 131,5 m, za który dostał trzy noty za styl o wartości 19,5 pkt, jedną 19 pkt i jedną maksymalną, 20-punktową. Pozwoliło mu to na wyprzedzenie Prevca o 5,1 pkt.
Severin Freund był jedenasty, skacząc na 126,5 m. Anders Jacobsen wylądował swoją próbę na 129. metrze i zajmował trzecie miejsce, tracąc do Stocha 6,5 pkt. Zdobywca tytułu mistrzowskiego z normalnego obiektu, Anders Bardal plasował się na miejscu ósmym po skoku na 127,5 m. Ostatni na liście startowej był lider Pucharu Świata, Gregor Schlierenzauer. Reprezentant Austrii osiągnął 125 m, co dawało mu szesnastą pozycję. Po pierwszej serii prowadził Stoch, wyprzedzając Prevca i Jacobsena.

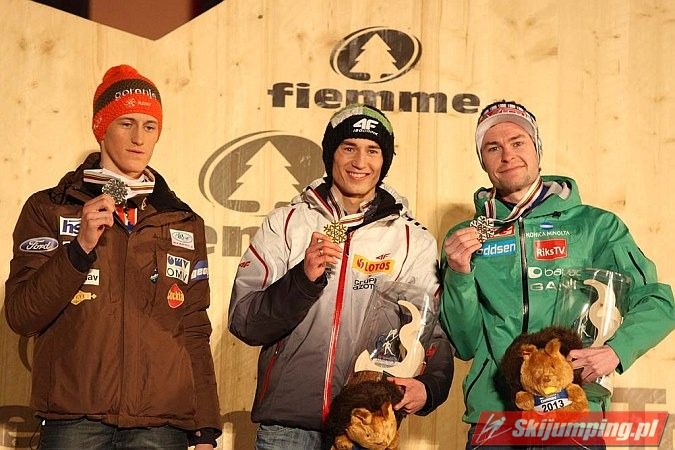
Medaliści zawodów indywidualnych mężczyzn na skoczni dużej: Peter Prevc, Kamil Stoch i Anders Jacobsen

Drugą serię rozpoczęto z 21. belki startowej. Rywalizację rozpoczął Descombes Sevoie, uzyskując 126,5 m. Następnie wyprzedził go Hlava, lądując półtora metra bliżej, ale uzyskując wyższe noty od sędziów. Kolejni skoczkowie: Tepes (124,5 m), Hvala (125 m) i Koudelka (121,5 m) plasowali się za Czechem. Prowadzenie objął następnie Robert Kranjec, po skoku na 126,5 m. Na pozycji lidera utrzymał się po próbach Krafta (124,5 m) i Kasaiego (pół metra dalej), po czym stracił je na rzecz Morgensterna – ten osiągnął 125,5 m z dziewiętnastej belki. Skok Piotra Żyły był o metr dłuższy, a Polak został wiceliderem. Próba Nurmsalu była znacznie krótsza (122,5 m) i Estończyk znajdował się w końcu stawki. Następnie swoje skoki oddali dwaj Polacy – Kubacki na odległość 126 m, co dało mu trzecią pozycję, a Maciej Kot na 122,5 m co spowodowało jego spadek na jedną z końcowych lokat.
Plasujący się na siedemnastym miejscu po pierwszej kolejce Stjernen uzyskał 127 m i został wiceliderem. Wkrótce prowadzenie objął Schlierenzauer, po skoku na 128,5 m oddanym z obniżonego rozbiegu (z 19. belki). Takeuchi skoczył 126 m i zajmował trzecie miejsce, a następnie na drugim znalazł się Manuel Fettner (125,5 m z 19. belki), tracąc 6,5 pkt do lidera. Wiceliderem został następnie Severin Freund, osiągając 129,5 m. Schlierenzauera o 2,2 pkt po próbie wylądowanej na 132. metrze wyprzedził Jan Matura, który po pierwszej serii zajmował dwunastą pozycję. Kolejny skoczek, Tom Hilde skoczył na 129 m, co dawało mu czwartą pozycję.
Swoje skoki rozpoczęło oddawać ostatnich dziesięciu zawodników, a liderem pozostawał Jan Matura. Za Czechem uplasował się Ammann, który był drugi po skoku na 132,5 m. Następni trzej zawodnicy wymieniali się na piątej lokacie: Neumayer (po skoku na 124 m z 18. belki), Bardal (po skoku na 129 m), Itō (po skoku na 127 m z 19. belki). Następnie swoją próbę dodał Wank – uzyskując 129,5 m znalazł się na siódmym miejscu. Freitag skoczył z 19. belki startowej na odległość 128,5 m, co dało mu drugie miejsce, ze stratą jednego punktu do Matury – zapewnił sobie tym samym miejsce w czołowej szóstce zawodów.
Wolfgang Loitzl osiągnął 132,5 m ze standardowej, 21. belki i tak samo jak w pierwszej serii nie dostał żadnej noty sędziowskiej poniżej „19”. Pozwoliło mu to na znalezienie się przed Czechem z notą o 3,5 pkt większą od niego. Następnie skoki oddała pierwsza trójka po inauguracyjnej serii – podobnie jak część konkurentów, ci zawodnicy skakali z rozbiegu skróconego o dwie pozycje belki. Anders Jacobsen uzyskał 131 m i został liderem, tym samym plasując się na medalowej pozycji. Wyprzedził go następnie o 0,6 pkt Peter Prevc, który lądował pół metra bliżej. Ostatnim zawodnikiem był Kamil Stoch. Polak bronił prowadzenia z pierwszej serii. Wylądował na 130. metrze, przy bardziej niekorzystnym wietrze niż Prevc. Tak samo jak Loitzl, nie otrzymał żadnej noty poniżej dziewiętnastu punktów. Po podliczeniu wszystkich czynników wyprzedził Słoweńca o 6,1 pkt i zdobył tytuł mistrzowski.

### Konkurs drużynowy mężczyzn na dużej skoczni

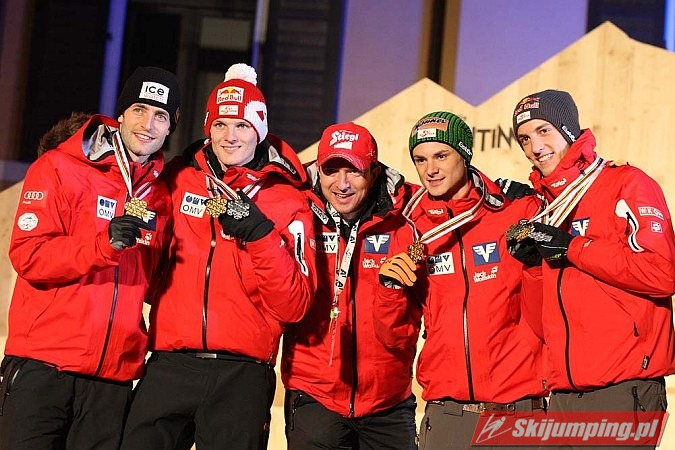
Złoci medaliści konkursu drużynowego mężczyzn: Wolfgang Loitzl, Thomas Morgenstern, Manuel Fettner i Gregor Schlierenzauer oraz trener reprezentacji, Alexander Pointner

Seria próbna przed konkursem drużynowym została odwołana ze względu na mocne powiewy wiatru, jednak konkurs rozpoczął się zgodnie z planem. Zawody rozpoczęto z 21. belki startowej.
Pierwszy skok oddał Sabyrżan Momynow dla Kazachstanu, lądując na 96. metrze. Następnie o 29,2 pkt wyprzedziła ich reprezentacja Finlandii, po skoku Samiego Heiskanena na odległość 109,5 m. Roberto Dellasega osiągnął 117 m i drużyna gospodarzy objęła prowadzenie. Za Włochami plasowali się skaczący następnie Szwajcarzy (Simon Ammann – 118,5 m), jednak wyprzedzili ich Rosjanie, po skoku Aleksieja Romaszowa na 122 m. Czech Roman Koudelka skoczył na 118 m i jego reprezentacja plasowała się za Szwajcarami. Następnie liderem została Japonia po tym, jak Reruhi Shimizu osiągnął 124,5 m. Półtora metra mniej uzyskał Maciej Kot, a Polacy zajmowali po tym skoku miejsce drugie. Robert Kranjec skoczył jeszcze o metr krócej, co wystarczyło w tamtym momencie na trzecią pozycję dla Słowenii. Kolejnym liderem została reprezentacja Niemiec, po próbie Andreasa Wanka na odległość 135,5 m. Za nimi plasowała się drużyna Norwegii (Andreas Stjernen – 125,5 m). Wolfgang Loitzl skoczył na 130,5 m przy mocnym wietrze w plecy i uzyskując wysokie noty za styl – dzięki temu wynikowi Austria była liderem po pierwszej grupie, wyprzedzając Niemcy i Norwegię.
Rywalizację w drugiej grupie rozpoczął Aleksiej Korolow, skacząc na 109,5 m. Następnie prowadzenie obejmowali: Finowie (Ville Larinto – 108 m) i Włosi (Andrea Morassi – 124 m). Pomiędzy tymi dwoma drużynami klasyfikowane były kolejne zespoły, a przed skokiem Japończyków tabela wyglądała następująco: za Włochami plasowali się Rosjanie (Dienis Korniłow – 119,5 m), dalej Czesi (Lukáš Hlava – 120,5 m), Słoweńcy (Jurij Tepeš – 115 m) i Szwajcarzy (Killian Peier – 110 m) oraz Finowi i Kazachowie. Następni czterej zawodnicy osiągali odległość 122 metrów. Byli to: Noriaki Kasai, który dał prowadzenie Japończykom), Piotr Żyła (po tym skoku Polska była druga), Severin Freund (Niemcy zostali liderami), Tom Hilde (Norwedzy byli drudzy). Następnie Manuel Fettner skoczył o 3,5 metra dalej, co pozwoliło Austrii na utrzymanie prowadzenia po tej grupie.

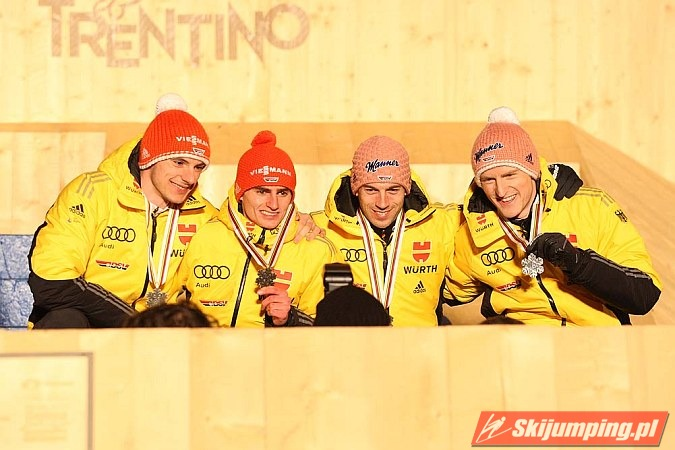
Srebrni medaliści konkursu drużynowego mężczyzn: Andreas Wank, Richard Freitag, Michael Neumayer, Severin Freund

W trzeciej grupie rozbieg został wydłużony o jedną pozycję belki startowej. Liderami na początku tej grupy zostawali kolejno: Kazachowie (Radik Żaparow – 113 m), Finowie (Lauri Asikainen – 112,5 m) i Włosi (Davide Bresadola – 109,5 m). Szwajcarzy po próbie Marco Grigoliego na 114 m plasowali się za gospodarzami. Następnie, po skoku Ilji Roslakowa na 116,5 m prowadzenie objęli Rosjanie. Za nimi klasyfikowani byli reprezentanci Czech (Jakub Janda skoczył dwa metry dalej). Słoweńcy po skoku Jaki Hvali na 117,5 m plasowali się o 3,3 pkt za Włochami, na pozycji zagrożonej brakiem awansu do drugiej serii konkursowej. Japończycy dzięki skokowi Daiki Itō na 128 m wyprzedzili Rosjan o 37 pkt. Dawid Kubacki skoczył na odległość 126 m, a Polacy byli drudzy. Michael Neumayer oddał swój skok z rozbiegu skróconego na prośbę trenera o jedna pozycję. Osiągnął 123,5 m, a Niemcy ponownie zostały liderem. Norweg Anders Bardal skakał z domyślnej, 22. belki, jednak wskutek błędu sędziów jego nota została policzona w taki sposób, jakby skakał z dwudziestej. Uzyskał on 128,5 m. Jako ostatni w tej grupie skok oddał Thomas Morgenstern – 121 m z dwudziestej belki wystarczyło na drugie miejsce dla Austriaków.
Czwartą grupę rozpoczął Konstantin Sokolenko przekraczając granicę setnego metra zaledwie o 50 cm. Mimo tego, że Kazachowie jako jedyni oddali cztery skoki plasowali się na siódmym miejscu. Prowadzenie objęli następnie Finowie (po skoku Anssi Koivuranty na 112,5 m) i Włosi (Sebastian Colloredo osiągnął 122,5 m). Skoczkowie reprezentujący Szwajcarię (Gregor Deschwanden) i Rosję (Dmitrij Wasiljew) osiągnęli krótsze odległości niż Colloredo (odpowiednio: 118 m i 119,5 m) i plasowali się za Włochami.
Tym samym gospodarze zapewnili sobie miejsce w czołowej ósemce, wyprzedzając Rosję o zaledwie 0,1 pkt. Następnie liderami zostali: Czesi (po próbie Jana Matury na 124,5 m), Japończycy (Taku Takeuchi skoczył na 128 m) oraz Polacy – indywidualny mistrz świata Kamil Stoch osiągnął 134 m, największą odległość pierwszej serii. Słoweniec Peter Prevc uzyskał 127 m, dzięki czemu Słowenia była trzecia (po poprzedniej grupie znajdowała się na lokacie nie premiowanej awansem do finałowej serii). Richard Freitag osiągnął z dwudziestej belki 130 m, a Niemcy wyszły na prowadzenie. Wkrótce jednak wyprzedziła ich Norwegia, po skoku Andersa Jacobsena na odległość 125,5 m oddanym z dziewiętnastej belki. Gregor Schlierenzauer skakał z takiego samego rozbiegu jak Norweg i wylądował metr krócej.
Po pierwszej serii według nieoficjalnych wyników prowadziła Norwegia, wyprzedzając o 2,7 pkt Austrię, a o 3,7 pkt Niemcy. Te wyniki były jednak błędne i w rzeczywistości najwyższą notę miała Austria, wyprzedzając o jeden punkt Niemcy i o cztery punkty Norwegię. Do drugiej serii nie awansowały reprezentacje Rosji, Szwajcarii, Finlandii i Kazachstanu.
Rywalizację w drugiej serii rozpoczęto z 21. belki startowej. Dellasega uzyskał 120 m. Liderami zostawały kolejne drużyny: Czech (Koudelka – 124,5 m), Japonii (Shimizu – 118,5 m) i Polski (Kot – 128,5 m). Skoczkowie z trzech następnych zespołów startowali z 19. belki. Prowadzenie obejmowali kolejno: Niemcy (Wank – 126,5 m), Norwegowie (Stjernen – 125 m) i Austriacy (Loitzl – 128 m). Na koniec grupy swoją próbę oddał Robert Kranjec, który powinien zrobić to po Macieju Kocie. Słoweniec osiągnął 126 m co dało jego krajowi szóstą pozycję.

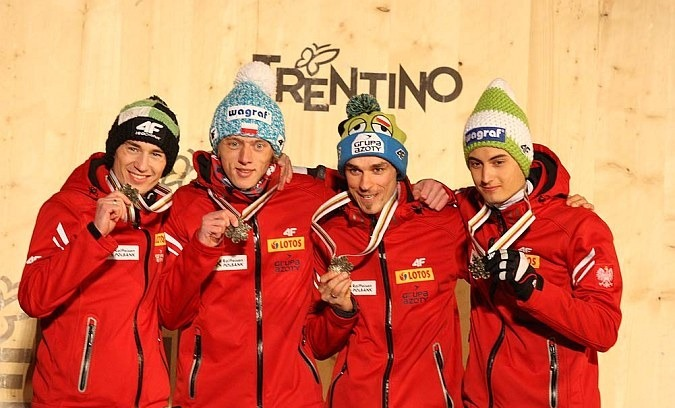
Brązowi medaliści konkursu drużynowego mężczyzn na skoczni dużej: Kamil Stoch, Dawid Kubacki, Piotr Żyła i Maciej Kot

W drugiej grupie belkę obniżono o jedną pozycję. Na pozycji lidera zamieniały się kolejno reprezentacje: Włoch (Morassi – 121 m), Czech (Hlava – 125 m), Japonii (Kasai – 131 m) i Polski (Żyła – 126 m). Słowenia po próbie Tepeša na 126,5 m (11,5 metra więcej niż w jego pierwszym skoku) była trzecia. Freund osiągnął 125 m co wystarczyło Niemcom na utrzymanie przewagi nad Polską. Hilde skoczył na 118 m z 19. belki, co dawało Norwegom trzecią pozycję. Na koniec grupy swój skok oddał Fettner, lądując na 128. metrze. Podczas odjazdu wypięła mu się prawa narta, jednak Austriak utrzymał równowagę i nie przewrócił się przed „linią upadku”. Austria pozostała liderem.
Dla trzeciej grupy zawodników belkę podwyższono o dwie pozycje. Włosi po skoku Bresadoli na 107 m byli drudzy – wyprzedzali ich reprezentanci Austrii, mimo że mieli tylko sześć oddanych skoków. Aktualnych mistrzów świata wyprzedzili jednak o 32 pkt Czesi, po próbie Jandy, w której wylądował na 114. metrze. Wkrótce jednak, po skoku Itō na 130,5 m prowadzenie objęła Japonia, mając o ponad pięćdziesiąt „oczek” więcej od Czechów. Polak Kubacki uzyskał 128 m, dzięki czemu jego drużyna utrzymała przewagę nad Japończykami. Hvala lądował sześć metrów bliżej, co wystarczyło Słowenii na trzecią lokatę w tamtej chwili. Belka dla ostatnich trzech zawodników w grupie, na prośbę ich trenerów została obniżona do dziewiętnastej pozycji. Na prowadzenie weszli Niemcy (Neumayer osiągnął 126 m). Wkrótce jednak wyprzedzili ich o 0,3 pkt Norwegowie, po skoku Bardala na odległość 129 m, a następnie Austriacy – Morgenstern wylądował jeszcze o pół metra dalej, a na odjeździe miał problem z kolanem i nie był w stanie samodzielnie opuścić wybiegu.
W ostatniej grupie skoczkowie rywalizowali z dziewiętnastej belki, a ich kolejność była uzależniona od pozycji zajmowanej w klasyfikacji konkursu. Włosi, Czesi, Słoweńcy i Japończycy utrzymali swoje pozycje, a ich reprezentanci osiągali odległość odpowiednio: 120 m (Colloredo), 128,5 m (Matura), 130 m (Prevc) i 127 m (Takeuchi). Kamil Stoch oddał swój skok z belki obniżonej o dwie pozycje i wylądował na 130. metrze, a Polska objęła prowadzenie. Richard Freitag skakał z rozbiegu dłuższego o jedną pozycję belki i wylądował pół metra bliżej, co wystarczyło na wyprzedzenie Polski o 0,8 pkt. Z tej samej belki swój skok oddał Anders Bardal, lądując dwa metry dalej niż Freitag. Dzięki temu Norwegia objęła prowadzenie, jednak w rzeczywistości mieli mniej punktów niż Polacy i Niemcy. Gregor Schlierenzauer skoczył na 129 m, z osiemnastej belki i zapewnił złoty medal Austrii. Po zakończeniu zawodów Niemcy złożyli protest i sędziowie zweryfikowali wyniki, odkrywając błąd związany ze skokiem Andersa Bardala w pierwszej serii. W poprawionych wynikach Norwegia spadła na czwarte miejsce, a Niemcy i Polska awansowały o jedną lokatę.

## Medaliści

### Mężczyźni

#### Konkurs indywidualny na skoczni HS106 (23.02.2013)
| Medal | Imię i nazwisko       | Skok 1                                  | Skok 2                                   | Noty za styl A • B • C • D • E                                    | Nota łączna | Strata  |
| ----- | --------------------- | --------------------------------------- | ---------------------------------------- | ----------------------------------------------------------------- | ----------- | ------- |
|       | Anders Bardal         | 103,5 m 124,1 pkt belka: 11 wiatr: 0,98 | 100,0 m 128,5 pkt belka: 15 wiatr: -0,22 | 19,0 • 19,0 • 19,0 • 19,0 • 19,5 19,0 • 19,0 • 19,0 • 19,5 • 19,0 | 252,6 pkt   | –       |
|       | Gregor Schlierenzauer | 98,0 m 120,0 pkt belka: 9 wiatr: 0,72   | 97,5 m 128,4 pkt belka: 13 wiatr: -0,25  | 18,5 • 19,0 • 18,5 • 19,0 • 18,5 18,5 • 18,5 • 18,5 • 18,5 • 18,5 | 248,4 pkt   | 4,2 pkt |
|       | Peter Prevc           | 102,5 m 118,3 pkt belka: 12 wiatr: 1,09 | 98,5 m 126,0 pkt belka: 15 wiatr: -0,28  | 19,0 • 19,0 • 19,0 • 19,0 • 19,0 • 19,0 • 18,5 • 19,0 • 19,0      | 244,3 pkt   | 8,3 pkt |

#### Konkurs indywidualny na skoczni HS134 (28.02.2013)
| Medal | Imię i nazwisko | Skok 1                                   | Skok 2                                   | Noty za styl A • B • C • D • E                                    | Nota łączna | Strata  |
| ----- | --------------- | ---------------------------------------- | ---------------------------------------- | ----------------------------------------------------------------- | ----------- | ------- |
|       | Kamil Stoch     | 131,5 m 144,9 pkt belka: 21 wiatr: -1,15 | 130,0 m 150,9 pkt belka: 19 wiatr: -0,81 | 19,5 • 20,0 • 19,5 • 19,0 • 19,5 19,5 • 19,0 • 19,0 • 19,0 • 19,5 | 295,8 pkt   | –       |
|       | Peter Prevc     | 130,5 m 139,8 pkt belka: 21 wiatr: -0,98 | 130,5 m 149,9 pkt belka: 19 wiatr: -0,72 | 19,0 • 18,5 • 19,0 • 19,0 • 19,0 19,0 • 18,0 • 19,0 • 19,5 • 18,5 | 289,7 pkt   | 6,1 pkt |
|       | Anders Jacobsen | 129,0 m 138,4 pkt belka: 21 wiatr: -1,15 | 131,0 m 150,7 pkt belka: 19 wiatr: -0,67 | 18,5 • 18,5 • 19,0 • 19,0 • 19,0 19,5 • 19,0 • 18,5 • 19,0 • 19,0 | 289,1 pkt   | 6,7 pkt |

#### Konkurs drużynowy na skoczni HS134 (02.03.2013)
| Medal                 | Reprezentacja | Imię i nazwisko                          | Skok 1                                   | Skok 2                                                            | Noty za styl A • B • C • D • E                                    | Nota zawodnika | Nota drużyny | Strata   |
| --------------------- | ------------- | ---------------------------------------- | ---------------------------------------- | ----------------------------------------------------------------- | ----------------------------------------------------------------- | -------------- | ------------ | -------- |
|                       | Austria       | Wolfgang Loitzl                          | 130,5 m 150,2 pkt belka: 21 wiatr: -1,32 | 128,0 m 146,7 pkt belka: 19 wiatr: -0,89                          | 19,0 • 19,5 • 19,0 • 19,0 • 19,0 19,0 • 18,5 • 18,5 • 18,5 • 18,5 | 296,9 pkt      | 1135,9 pkt   | –        |
| Manuel Fettner        | Austria       | 125,5 m 137,6 pkt belka: 21 wiatr: -1,55 | 128,0 m 138,8 pkt belka: 20 wiatr: -0,96 | 16,5 • 18,0 • 16,5 • 17,5 • 17,0 18,5 • 17,0 • 18,5 • 18,0 • 17,5 | 276,4 pkt                                                         |                | 1135,9 pkt   | –        |
| Thomas Morgenstern    | Austria       | 121,0 m 137,0 pkt belka: 20 wiatr: -1,39 | 129,5 m 144,5 pkt belka: 19 wiatr: -0,80 | 18,0 • 18,0 • 18,0 • 17,5 • 17,5 18,5 • 18,5 • 18,5 • 18,5 • 18,5 | 281,5 pkt                                                         |                | 1135,9 pkt   | –        |
| Gregor Schlierenzauer | Austria       | 124,5 m 139,7 pkt belka: 19 wiatr: -0,87 | 129,0 m 141,4 pkt belka: 18 wiatr: -0,49 | 19,0 • 18,5 • 18,5 • 18,5 • 18,5 18,5 • 19,0 • 18,5 • 19,0 • 19,0 | 281,1 pkt                                                         |                | 1135,9 pkt   | –        |
|                       | Niemcy        | Andreas Wank                             | 135,5 m 141,5 pkt belka: 21 wiatr: -0,33 | 126,5 m 143,0 pkt belka: 19 wiatr: -1,07                          | 18,5 • 16,5 • 17,0 • 16,5 • 16,0 18,5 • 17,0 • 17,5 • 17,5 • 18,0 | 284,5 pkt      | 1121,8 pkt   | 14,1 pkt |
| Severin Freund        | Niemcy        | 122,0 m 137,3 pkt belka: 21 wiatr: -1,73 | 125,0 m 134,7 pkt belka: 20 wiatr: -0,94 | 18,5 • 18,0 • 18,0 • 18,5 • 18,5 19,0 • 18,5 • 18,5 • 18,5 • 18,5 | 272,0 pkt                                                         |                | 1121,8 pkt   | 14,1 pkt |
| Michael Neumayer      | Niemcy        | 123,5 m 140,3 pkt belka: 21 wiatr: -1,55 | 126,0 m 136,8 pkt belka: 19 wiatr: -0,85 | 18,0 • 18,0 • 18,0 • 18,0 • 17,5 18,0 • 17,5 • 17,5 • 18,0 • 18,0 | 277,1 pkt                                                         |                | 1121,8 pkt   | 14,1 pkt |
| Richard Freitag       | Niemcy        | 130,0 m 144,4 pkt belka: 20 wiatr: -0,83 | 129,5 m 143,8 pkt belka: 18 wiatr: -0,58 | 18,5• 17,0 • 18,0 • 18,0 • 18,0 19,5 • 19,0 • 19,0 • 19,0 • 19,0  | 288,2 pkt                                                         |                | 1121,8 pkt   | 14,1 pkt |
|                       | Polska        | Maciej Kot                               | 123,0 m 131,6 pkt belka: 21 wiatr: -1,08 | 128,5 m 140,7 pkt belka: 21 wiatr: -0,87                          | 18,0 • 18,0 • 18,5 • 18,0 • 18,5 18,5 • 18,5 • 19,0 • 18,5 • 19,0 | 272,3 pkt      | 1121,0 pkt   | 14,9 pkt |
| Piotr Żyła            | Polska        | 122,0 m 135,9 pkt belka: 21 wiatr: -1,56 | 126,0 m 134,7 pkt belka: 20 wiatr: -0,78 | 18,5 • 18,0 • 18,5 • 18,5 • 18,5 18,0 • 18,5 • 18,5 • 18,5 • 18,5 | 270,6 pkt                                                         |                | 1121,0 pkt   | 14,9 pkt |
| Dawid Kubacki         | Polska        | 126,0 m 138,9 pkt belka: 22 wiatr: -1,17 | 128,0 m 137,3 pkt belka: 20 wiatr: -0,82 | 18,5 • 18,5 • 18,5 • 18,0 • 18,5 18,0 • 18,0 • 18,5 • 17,5 • 18,0 | 276,2 pkt                                                         |                | 1121,0 pkt   | 14,9 pkt |
| Kamil Stoch           | Polska        | 134,0 m 152,1 pkt belka: 21 wiatr: -0,78 | 130,0 m 149,8 pkt belka: 17 wiatr: -0,80 | 19,5 • 19,5 • 19,5 • 19,5 • 19,0 19,0 • 18,5 • 18,5 • 19,0 • 19,0 | 301,9 pkt                                                         |                | 1121,0 pkt   | 14,9 pkt |

### Kobiety

#### Konkurs indywidualny na skoczni HS106 (22.02.2013)
| Medal | Imię i nazwisko            | Skok 1                                  | Skok 2                                  | Noty za styl A • B • C • D • E                                    | Nota łączna | Strata   |
| ----- | -------------------------- | --------------------------------------- | --------------------------------------- | ----------------------------------------------------------------- | ----------- | -------- |
|       | Sarah Hendrickson          | 106,0 m 127,4 pkt belka: 23 wiatr: 0,77 | 103,0 m 126,3 pkt belka: 21 wiatr: 0,96 | 19,0 • 19,0 • 19,0 • 19,5 • 19,0 18,5 • 19,5 • 19,0 • 19,0 • 19,0 | 253,7 pkt   | –        |
|       | Sara Takanashi             | 104,5 m 124,1 pkt belka: 23 wiatr: 0,24 | 103,0 m 126,9 pkt belka: 21 wiatr: 0,44 | 18,0 • 17,5 • 17,5 • 17,5 • 18,5 18,0 • 18,5 • 19,0 • 17,5 • 17,5 | 251,0 pkt   | 2,7 pkt  |
|       | Jacqueline Seifriedsberger | 104,0 m 118,7 pkt belka: 23 wiatr: 0,52 | 98,5 m 118,5 pkt belka: 21 wiatr: 0,22  | 17,0 • 17,0 • 16,5 • 17,0 • 16,5 17,0 • 18,5 • 17,0 • 18,0 • 18,0 | 237,2 pkt   | 16,5 pkt |

### Konkurs mieszany

#### Konkurs mieszany na skoczni HS106 (24.02.2013)
| Medal                      | Reprezentacja | Imię i nazwisko                          | Skok 1                                   | Skok 2                                                            | Noty za styl A • B • C • D • E                                    | Nota zawodnika | Nota drużyny | Strata   |
| -------------------------- | ------------- | ---------------------------------------- | ---------------------------------------- | ----------------------------------------------------------------- | ----------------------------------------------------------------- | -------------- | ------------ | -------- |
|                            | Japonia       | Yūki Itō                                 | 90,0 m 108,1 pkt belka: 29 wiatr: -0,94  | 91,5 m 110,1 pkt belka: 29 wiatr: -0,66                           | 17,0 • 17,0 • 17,5 • 17,5 • 17,0 17,0 • 17,5 • 18,0 • 17,5 • 17,5 | 218,2 pkt      | 1011,0 pkt   | –        |
| Daiki Itō                  | Japonia       | 100,0 m 127,8 pkt belka: 17 wiatr: -0,33 | 100,0 m 131,3 pkt belka: 17 wiatr: -0,62 | 19,0 • 18,5 • 18,5 • 18,5 • 18,5 19,0 • 18,5 • 19,0 • 19,0 • 19,0 | 259,1 pkt                                                         |                | 1011,0 pkt   | –        |
| Sara Takanashi             | Japonia       | 101,5 m 132,0 pkt belka: 27 wiatr: -0,78 | 106,5 m 135,5 pkt belka: 27 wiatr: -0,22 | 18,0 • 17,5 • 18,0 • 18,0 • 17,5 17,0 • 16,5 • 17,0 • 17,0 • 17,0 | 267,5 pkt                                                         |                | 1011,0 pkt   | –        |
| Taku Takeuchi              | Japonia       | 100,5 m 132,5 pkt belka: 17 wiatr: -0,72 | 101,5 m 133,7 pkt belka: 17 wiatr: -0,38 | 19,0 • 18,5 • 19,0 • 18,5 • 19,0 19,5 • 19,0 • 19,5 • 19,0 • 19,5 | 266,2 pkt                                                         |                | 1011,0 pkt   | –        |
|                            | Austria       | Chiara Hölzl                             | 92,5 m 109,4 pkt belka: 29 wiatr: -0,91  | 98,5 m 121,3 pkt belka: 29 wiatr: -0,05                           | 16,0 • 16,0 • 17,5 • 16,0 • 16,0 18,5 • 17,5 • 18,5 • 18,0 • 17,5 | 230,7 pkt      | 986,7 pkt    | 24,3 pkt |
| Thomas Morgenstern         | Austria       | 99,5 m 126,0 pkt belka: 17 wiatr: -0,28  | 100,0 m 130,1 pkt belka: 17 wiatr: -0,45 | 18,5 • 18,0 • 18,5 • 18,5 • 18,0 19,0 • 18,5 • 19,0 • 19,0 • 19,0 | 256,1 pkt                                                         |                | 986,7 pkt    | 24,3 pkt |
| Jacqueline Seifriedsberger | Austria       | 97,5 m 123,6 pkt belka: 27 wiatr: -0,80  | 99,5 m 121,7 pkt belka: 27 wiatr: -0,46  | 17,5 • 17,5 • 18,0 • 18,0 • 17,5 16,5 • 16,5 • 18,0 • 16,5 • 16,5 | 245,3 pkt                                                         |                | 986,7 pkt    | 24,3 pkt |
| Gregor Schlierenzauer      | Austria       | 99,0 m 125,5 pkt belka: 17 wiatr: -0,50  | 100,0 m 129,1 pkt belka: 17 wiatr: -0,44 | 18,5• 18,0 • 18,0 • 18,0 • 18,0 19,0 • 18,5 • 18,5 • 19,0 • 18,5  | 254,6 pkt                                                         |                | 986,7 pkt    | 24,3 pkt |
|                            | Niemcy        | Ulrike Gräßler                           | 96,5 m 117,7 pkt belka: 29 wiatr: -0,60  | 97,0 m 119,2 pkt belka: 29 wiatr: -0,46                           | 16,5 • 17,0 • 18,0 • 16,5 • 17,0 17,0 • 17,5 • 18,5 • 17,5 • 17,0 | 236,9 pkt      | 984,9 pkt    | 26,1 pkt |
| Richard Freitag            | Niemcy        | 102,5 m 132,5 pkt belka: 17 wiatr: -0,21 | 97,0 m 123,8 pkt belka: 17 wiatr: -0,61  | 19,0 • 17,5 • 19,0 • 18,5 • 18,5 18,5 • 18,5 • 18,0 • 18,5 • 18,5 | 256,3 pkt                                                         |                | 984,9 pkt    | 26,1 pkt |
| Carina Vogt                | Niemcy        | 95,5 m 119,7 pkt belka: 27 wiatr: -0,88  | 98,0 m 121,1 pkt belka: 27 wiatr: -0,30  | 17,5 • 17,5 • 17,5 • 17,5 • 17,5 17,0 • 17,5 • 18,0 • 17,5 • 18,0 | 240,8 pkt                                                         |                | 984,9 pkt    | 26,1 pkt |
| Severin Freund             | Niemcy        | 96,5 m 122,2 pkt belka: 17 wiatr: -0,74  | 99,5 m 128,7 pkt belka: 17 wiatr: -0,39  | 18,5 • 18,0 • 18,0 • 18,0 • 18,0 19,0 • 18,5 • 19,0 • 19,0 • 19,0 | 250,9 pkt                                                         |                | 984,9 pkt    | 26,1 pkt |

### Klasyfikacja medalowa
Poniżej znajduje się klasyfikacja medalowa po przeprowadzeniu wszystkich pięciu konkurencji w skokach narciarskich. Klasyfikacja dotyczy tylko medali zdobytych w skokach narciarskich podczas Mistrzostw Świata 2013.
| Miejsce | Państwo           | Złoto | Srebro | Brąz | Razem |
| ------- | ----------------- | ----- | ------ | ---- | ----- |
| 1.      | Austria           | 1     | 2      | 1    | 4     |
| 2.      | Japonia           | 1     | 1      | –    | 2     |
| 3.      | Norwegia          | 1     | –      | 1    | 2     |
| 3.      | Polska            | 1     | –      | 1    | 2     |
| 5.      | Stany Zjednoczone | 1     | –      | –    | 1     |
| 6.      | Niemcy            | –     | 1      | 1    | 2     |
| 6.      | Słowenia          | –     | 1      | 1    | 2     |

## Wyniki

### Mężczyźni

#### Kwalifikacje do konkursu indywidualnego na skoczni HS106 (22.02.2013)
| M   | Zawodnik                 | Reprezentacja     | Skok  | Belka | Wiatr | Wynik punktowy | Kwalifikacja |
| --- | ------------------------ | ----------------- | ----- | ----- | ----- | -------------- | ------------ |
| 1.  | Tom Hilde                | Norwegia          | 103,0 | 11    | 1,31  | 121,3          | Q            |
| 2.  | Taku Takeuchi            | Japonia           | 102,5 | 11    | 1,26  | 120,7          | Q            |
| 3.  | Andreas Stjernen         | Norwegia          | 102,5 | 11    | 1,60  | 120,7          | Q            |
| 4.  | Andreas Wank             | Niemcy            | 100,5 | 11    | 1,47  | 117,7          | Q            |
| 5.  | Dawid Kubacki            | Polska            | 99,5  | 11    | 0,87  | 117,4          | Q            |
| 6.  | Maciej Kot               | Polska            | 101,5 | 11    | 1,63  | 116,4          | Q            |
| 7.  | Manuel Fettner           | Austria           | 100,0 | 11    | 1,23  | 116,4          | Q            |
| 8.  | Wolfgang Loitzl          | Austria           | 99,0  | 11    | 1,21  | 115,0          | Q            |
| 9.  | Daiki Itō                | Japonia           | 100,5 | 11    | 1,30  | 114,4          | Q            |
| 10. | Piotr Żyła               | Polska            | 100,5 | 11    | 1,45  | 114,3          | Q            |
| 11. | Sebastian Colloredo      | Włochy            | 98,5  | 11    | 1,11  | 113,2          | Q            |
| 12. | Dmitrij Wasiljew         | Rosja             | 100,0 | 11    | 1,63  | 113,1          | Q            |
| 12. | Yūta Watase              | Japonia           | 100,0 | 11    | 1,48  | 113,1          | Q            |
| 14. | Władimir Zografski       | Bułgaria          | 97,5  | 11    | 0,98  | 112,1          | Q            |
| 15. | Jakub Janda              | Czechy            | 98,0  | 11    | 1,36  | 111,5          | Q            |
| 16. | Kaarel Nurmsalu          | Estonia           | 95,5  | 11    | 0,67  | 111,3          | Q            |
| 17. | Michael Neumayer         | Niemcy            | 98,5  | 11    | 1,46  | 110,8          | Q            |
| 18. | Noriaki Kasai            | Japonia           | 97,5  | 11    | 1,18  | 110,7          | Q            |
| 19. | Thomas Morgenstern       | Austria           | 98,5  | 11    | 1,48  | 110,6          | Q            |
| 20. | Lukáš Hlava              | Czechy            | 96,0  | 11    | 1,11  | 107,7          | Q            |
| 20. | Andrea Morassi           | Włochy            | 96,0  | 11    | 1,19  | 107,7          | Q            |
| 22. | Jaka Hvala               | Słowenia          | 96,0  | 11    | 1,21  | 107,5          | Q            |
| 23. | Aleksiej Romaszow        | Rosja             | 96,5  | 11    | 0,77  | 107,1          | Q            |
| 24. | Stefan Kraft             | Austria           | 94,5  | 11    | 0,95  | 106,8          | Q            |
| 25. | Vincent Descombes Sevoie | Francja           | 95,5  | 11    | 1,05  | 106,2          | Q            |
| 26. | Martti Nõmme             | Estonia           | 93,5  | 11    | 0,75  | 103,8          | Q            |
| 27. | Matjaž Pungertar         | Słowenia          | 93,5  | 11    | 0,97  | 102,7          | Q            |
| 28. | Roman Koudelka           | Czechy            | 92,5  | 11    | 0,83  | 101,7          | Q            |
| 29. | Gregor Deschwanden       | Szwajcaria        | 95,5  | 11    | 1,67  | 101,3          | Q            |
| 30. | Anssi Koivuranta         | Finlandia         | 93,0  | 11    | 1,29  | 101,0          | Q            |
| 31. | Anders Johnson           | Stany Zjednoczone | 92,5  | 11    | 1,13  | 100,1          | Q            |
| 32. | Ville Larinto            | Finlandia         | 91,5  | 11    | 1,03  | 98,8           | Q            |
| 33. | Ilja Roslakow            | Rosja             | 92,5  | 11    | 1,13  | 97,6           | Q            |
| 34. | Davide Bresadola         | Włochy            | 89,5  | 11    | 0,80  | 95,4           | Q            |
| 35. | Sami Heiskanen           | Finlandia         | 88,5  | 11    | 0,65  | 93,5           | Q            |
| 36. | Ronan Lamy Chappuis      | Francja           | 88,5  | 11    | 0,69  | 93,2           | Q            |
| 37. | Lauri Asikainen          | Finlandia         | 89,0  | 11    | 1,18  | 91,2           | Q            |
| 37. | Aleksiej Korolow         | Kazachstan        | 88,5  | 11    | 1,18  | 91,2           | Q            |
| 39. | Nikos Polichronidis      | Grecja            | 87,0  | 11    | 0,66  | 90,4           | Q            |
| 40. | Radik Żaparow            | Kazachstan        | 87,5  | 11    | 0,89  | 90,3           | Q            |
| 41. | Peter Frenette           | Stany Zjednoczone | 87,5  | 11    | 0,85  | 89,0           | nq           |
| 42. | Roberto Dellasega        | Włochy            | 86,5  | 11    | 0,95  | 86,8           | nq           |
| 43. | Alexander Mitz           | Szwecja           | 86,5  | 11    | 1,19  | 85,7           | nq           |
| 44. | Tomáš Zmoray             | Słowacja          | 84,0  | 11    | 0,49  | 85,1           | nq           |
| 45. | Carl Nordin              | Szwecja           | 88,5  | 11    | 1,46  | 81,8           | nq           |
| 46. | Wołodymyr Werediuk       | Ukraina           | 83,0  | 11    | 0,81  | 79,3           | nq           |
| 47. | Remus Tudor              | Rumunia           | 83,5  | 11    | 1,16  | 77,9           | nq           |
| 48. | Andrij Kłymczuk          | Ukraina           | 84,0  | 11    | 1,29  | 77,0           | nq           |
| 49. | Konstantin Sokolenko     | Kazachstan        | 81,5  | 11    | 0,93  | 75,5           | nq           |
| 50. | Choi Seou                | Korea Południowa  | 80,0  | 11    | 0,73  | 74,9           | nq           |
| 51. | Patrik Lichý             | Słowacja          | 79,5  | 11    | 0,70  | 70,1           | nq           |
| 52. | Sabirżan Muminow         | Kazachstan        | 74,0  | 11    | 1,28  | 53,5           | nq           |
| 53. | Ákos Szilágyi            | Węgry             | 69,5  | 11    | 0,97  | 48,2           | nq           |
| 54. | Kristaps Nežborts        | Łotwa             | 57,0  | 11    | 1,31  | 19,8           | nq           |
| –   | Simon Ammann             | Szwajcaria        | 102,5 | 9     | 1,37  | –              | pq           |
| –   | Peter Prevc              | Słowenia          | 96,0  | 9     | 1,33  | –              | pq           |
| –   | Jan Matura               | Czechy            | 100,5 | 9     | 1,46  | –              | pq           |
| –   | Richard Freitag          | Niemcy            | 95,5  | 9     | 1,48  | –              | pq           |
| –   | Robert Kranjec           | Słowenia          | 96,0  | 9     | 1,31  | –              | pq           |
| –   | Kamil Stoch              | Polska            | 99,5  | 9     | 1,59  | –              | pq           |
| –   | Severin Freund           | Niemcy            | 99,0  | 9     | 1,45  | –              | pq           |
| –   | Anders Jacobsen          | Norwegia          | 96,5  | 9     | 1,14  | –              | pq           |
| –   | Anders Bardal            | Norwegia          | DNS   | DNS   | DNS   | –              | pq           |
| –   | Gregor Schlierenzauer    | Austria           | 98,5  | 9     | 0,96  | –              | pq           |
| –   | Dienis Korniłow          | Rosja             | DSQ   | DSQ   | DSQ   | DSQ            | nq           |

Legenda:
pq – zawodnik z zapewnioną kwalifikacją dzięki pozycji w pierwszej „10” klasyfikacji Pucharu Świata
Q – zawodnik zakwalifikował się do konkursu głównego
nq – zawodnik odpadł w kwalifikacjach
DNS – zawodnik nie wystartował
DSQ – zawodnik zdyskwalifikowany

#### Konkurs indywidualny na skoczni HS106 (23.02.2013)
| M   | Zawodnik                 | Reprezentacja     | Seria 1 | Seria 1 | Seria 1 | Seria 1 | Seria 2 | Seria 2 | Seria 2 | Seria 2 | Wynik punktowy |
| M   | Zawodnik                 | Reprezentacja     | Skok    | Belka   | Wiatr   | Nota    | Skok    | Belka   | Wiatr   | Nota    | Wynik punktowy |
| --- | ------------------------ | ----------------- | ------- | ------- | ------- | ------- | ------- | ------- | ------- | ------- | -------------- |
| 1.  | Anders Bardal            | Norwegia          | 103,5   | 11      | 0,98    | 124,1   | 100,0   | 15      | -0,22   | 128,5   | 252,6          |
| 2.  | Gregor Schlierenzauer    | Austria           | 98,0    | 9       | 0,72    | 120,0   | 97,5    | 13      | -0,25   | 128,4   | 248,4          |
| 3.  | Peter Prevc              | Słowenia          | 102,5   | 12      | 1,09    | 118,3   | 98,5    | 15      | -0,28   | 126,0   | 244,3          |
| 4.  | Severin Freund           | Niemcy            | 101,0   | 11      | 1,10    | 117,3   | 99,0    | 15      | -0,18   | 125,3   | 242,6          |
| 5.  | Thomas Morgenstern       | Austria           | 100,0   | 12      | 0,64    | 114,4   | 100,5   | 15      | -0,23   | 127,6   | 242,0          |
| 6.  | Richard Freitag          | Niemcy            | 103,5   | 11      | 1,67    | 119,3   | 97,5    | 15      | -0,33   | 119,8   | 239,1          |
| 7.  | Taku Takeuchi            | Japonia           | 102,0   | 12      | 1,28    | 115,9   | 98,0    | 15      | -0,08   | 122,1   | 238,0          |
| 8.  | Kamil Stoch              | Polska            | 102,0   | 11      | 1,10    | 121,3   | 97,0    | 15      | -0,15   | 116,1   | 237,4          |
| 9.  | Andreas Wank             | Niemcy            | 99,5    | 12      | 0,85    | 109,9   | 99,5    | 15      | -0,41   | 127,4   | 237,3          |
| 10. | Tom Hilde                | Norwegia          | 99,5    | 12      | 0,68    | 115,1   | 97,0    | 15      | -0,14   | 120,5   | 235,6          |
| 11. | Maciej Kot               | Polska            | 101,5   | 12      | 1,40    | 113,1   | 97,0    | 15      | -0,44   | 121,6   | 234,7          |
| 12. | Jan Matura               | Czechy            | 102,5   | 12      | 1,45    | 115,7   | 96,0    | 15      | -0,07   | 118,0   | 233,7          |
| 13. | Andreas Stjernen         | Norwegia          | 98,0    | 12      | 0,52    | 112,3   | 97,0    | 15      | -0,26   | 121,3   | 233,6          |
| 14. | Vincent Descombes Sevoie | Francja           | 96,5    | 10      | 1,14    | 108,0   | 98,0    | 15      | -0,28   | 123,0   | 231,0          |
| 15. | Daiki Itō                | Japonia           | 96,0    | 10      | 1,04    | 110,2   | 96,5    | 15      | -0,49   | 120,4   | 230,6          |
| 16. | Simon Ammann             | Szwajcaria        | 99,0    | 12      | 0,85    | 111,4   | 95,5    | 15      | -0,44   | 118,1   | 229,5          |
| 17. | Wolfgang Loitzl          | Austria           | 93,5    | 10      | 0,68    | 107,2   | 97,5    | 15      | -0,08   | 121,1   | 228,3          |
| 18. | Michael Neumayer         | Niemcy            | 98,5    | 12      | 0,56    | 110,0   | 96,5    | 15      | -0,34   | 117,9   | 227,9          |
| 19. | Anders Jacobsen          | Norwegia          | 96,5    | 11      | 0,71    | 109,0   | 97,0    | 15      | 0,02    | 117,9   | 226,9          |
| 20. | Manuel Fettner           | Austria           | 96,0    | 12      | 0,44    | 106,3   | 97,0    | 15      | -0,05   | 118,8   | 225,1          |
| 21. | Yūta Watase              | Japonia           | 95,0    | 10      | 0,95    | 107,3   | 95,5    | 15      | -0,17   | 116,7   | 224,0          |
| 22. | Jaka Hvala               | Słowenia          | 97,0    | 12      | 0,81    | 107,2   | 95,0    | 15      | -0,16   | 115,1   | 222,3          |
| 23. | Piotr Żyła               | Polska            | 95,5    | 12      | 0,42    | 106,5   | 95,0    | 15      | -0,16   | 113,6   | 220,1          |
| 24. | Matjaž Pungertar         | Słowenia          | 93,5    | 10      | 0,80    | 105,4   | 94,5    | 15      | -0,18   | 114,3   | 219,7          |
| 25. | Lukáš Hlava              | Czechy            | 92,5    | 10      | 0,46    | 105,3   | 93,5    | 15      | -0,44   | 114,1   | 219,4          |
| 26. | Robert Kranjec           | Słowenia          | 100,0   | 11      | 1,73    | 110,9   | 92,0    | 15      | -0,47   | 108,3   | 219,2          |
| 26. | Kaarel Nurmsalu          | Estonia           | 95,0    | 10      | 1,02    | 106,9   | 94,0    | 15      | -0,04   | 112,3   | 219,2          |
| 28. | Dmitrij Wasiljew         | Rosja             | 99,5    | 12      | 1,22    | 107,9   | 93,5    | 15      | -0,10   | 107,2   | 215,1          |
| 29. | Roman Koudelka           | Czechy            | 94,0    | 10      | 1,08    | 104,4   | 91,5    | 15      | -0,49   | 108,9   | 213,3          |
| 30. | Andrea Morassi           | Włochy            | 96,5    | 10      | 1,02    | 110,4   | 88,0    | 15      | -0,50   | 101,0   | 211,4          |
| 31. | Dawid Kubacki            | Polska            | 93,5    | 10      | 0,73    | 103,4   | nq      | nq      | nq      | nq      | 103,4          |
| 31. | Jakub Janda              | Czechy            | 92,5    | 10      | 0,94    | 103,4   | nq      | nq      | nq      | nq      | 103,4          |
| 33. | Stefan Kraft             | Austria           | 92,5    | 10      | 0,98    | 101,6   | nq      | nq      | nq      | nq      | 101,6          |
| 34. | Aleksiej Romaszow        | Rosja             | 92,5    | 10      | 0,80    | 101,4   | nq      | nq      | nq      | nq      | 101,4          |
| 35. | Noriaki Kasai            | Japonia           | 92,5    | 12      | 0,08    | 100,8   | nq      | nq      | nq      | nq      | 100,8          |
| 36. | Sebastian Colloredo      | Włochy            | 91,0    | 10      | 0,93    | 98,5    | nq      | nq      | nq      | nq      | 98,5           |
| 37. | Anders Johnson           | Stany Zjednoczone | 93,5    | 10      | 1,45    | 98,3    | nq      | nq      | nq      | nq      | 98,3           |
| 38. | Ronan Lamy Chappuis      | Francja           | 91,0    | 10      | 0,92    | 98,1    | nq      | nq      | nq      | nq      | 98,1           |
| 39. | Anssi Koivuranta         | Finlandia         | 90,0    | 10      | 0,89    | 96,3    | nq      | nq      | nq      | nq      | 96,3           |
| 40. | Władimir Zografski       | Bułgaria          | 90,0    | 12      | 0,25    | 94,6    | nq      | nq      | nq      | nq      | 94,6           |
| 41. | Gregor Deschwanden       | Szwajcaria        | 88,0    | 10      | 0,49    | 94,1    | nq      | nq      | nq      | nq      | 94,1           |
| 42. | Ville Larinto            | Finlandia         | 89,5    | 10      | 1,01    | 93,9    | nq      | nq      | nq      | nq      | 93,9           |
| 43. | Radik Żaparow            | Kazachstan        | 89,5    | 10      | 1,47    | 91,2    | nq      | nq      | nq      | nq      | 91,2           |
| 44. | Davide Bresadola         | Włochy            | 88,0    | 10      | 0,97    | 90,2    | nq      | nq      | nq      | nq      | 90,2           |
| 45. | Nikos Polichronidis      | Grecja            | 88,0    | 10      | 1,01    | 89,9    | nq      | nq      | nq      | nq      | 89,9           |
| 46. | Ilja Roslakow            | Rosja             | 86,0    | 10      | 0,69    | 88,2    | nq      | nq      | nq      | nq      | 88,2           |
| 47. | Martti Nõmme             | Estonia           | 86,5    | 10      | 0,69    | 87,7    | nq      | nq      | nq      | nq      | 87,7           |
| 48. | Lauri Asikainen          | Finlandia         | 86,0    | 10      | 0,79    | 86,5    | nq      | nq      | nq      | nq      | 86,5           |
| 49. | Aleksiej Korolow         | Kazachstan        | 85,5    | 10      | 1,16    | 84,4    | nq      | nq      | nq      | nq      | 84,4           |
| 50. | Sami Heiskanen           | Finlandia         | 83,5    | 10      | 0,65    | 81,5    | nq      | nq      | nq      | nq      | 81,5           |

Legenda:
nq – zawodnik nie zakwalifikował się do serii finałowej

#### Kwalifikacje do konkursu indywidualnego na skoczni HS134 (27.02.2013)
| M   | Zawodnik                 | Reprezentacja     | Skok  | Belka | Wiatr | Wynik punktowy | Kwalifikacja |
| --- | ------------------------ | ----------------- | ----- | ----- | ----- | -------------- | ------------ |
| 1.  | Wolfgang Loitzl          | Austria           | 125,0 | 18    | -0,92 | 135,9          | Q            |
| 2.  | Michael Neumayer         | Niemcy            | 124,5 | 18    | -0,98 | 133,2          | Q            |
| 3.  | Thomas Morgenstern       | Austria           | 123,5 | 18    | -0,81 | 129,0          | Q            |
| 4.  | Andreas Wank             | Niemcy            | 122,0 | 18    | -0,96 | 128,5          | Q            |
| 5.  | Andreas Stjernen         | Norwegia          | 121,5 | 18    | -0,88 | 127,7          | Q            |
| 6.  | Maciej Kot               | Polska            | 121,0 | 18    | -0,86 | 126,6          | Q            |
| 7.  | Taku Takeuchi            | Japonia           | 121,5 | 18    | -0,82 | 126,1          | Q            |
| 8.  | Noriaki Kasai            | Japonia           | 120,0 | 18    | -0,97 | 126,0          | Q            |
| 9.  | Daiki Itō                | Japonia           | 119,0 | 18    | -1,27 | 125,9          | Q            |
| 10. | Manuel Fettner           | Austria           | 121,0 | 18    | -0,92 | 125,7          | Q            |
| 11. | Władimir Zografski       | Bułgaria          | 121,0 | 18    | -1,03 | 125,4          | Q            |
| 12. | Aleksiej Romaszow        | Rosja             | 118,0 | 18    | -1,18 | 123,6          | Q            |
| 13. | Dawid Kubacki            | Polska            | 118,0 | 18    | -1,28 | 122,2          | Q            |
| 14. | Jaka Hvala               | Słowenia          | 118,0 | 18    | -0,92 | 120,8          | Q            |
| 15. | Lukáš Hlava              | Czechy            | 117,0 | 18    | -1,06 | 120,0          | Q            |
| 16. | Piotr Żyła               | Polska            | 118,0 | 18    | -0,97 | 119,9          | Q            |
| 17. | Tom Hilde                | Norwegia          | 118,0 | 18    | -0,91 | 119,7          | Q            |
| 18. | Stefan Kraft             | Austria           | 116,5 | 18    | -1,08 | 118,9          | Q            |
| 19. | Sebastian Colloredo      | Włochy            | 115,5 | 18    | -1,24 | 117,8          | Q            |
| 20. | Roman Koudelka           | Czechy            | 115,0 | 18    | -1,24 | 117,4          | Q            |
| 21. | Jurij Tepeš              | Słowenia          | 118,5 | 18    | -0,76 | 117,0          | Q            |
| 22. | Andrea Morassi           | Włochy            | 116,0 | 18    | -0,74 | 114,3          | Q            |
| 23. | Yūta Watase              | Japonia           | 113,0 | 18    | -1,30 | 113,9          | Q            |
| 24. | Jakub Janda              | Czechy            | 114,0 | 18    | -0,97 | 112,2          | Q            |
| 25. | Dienis Korniłow          | Rosja             | 113,0 | 18    | -1,15 | 111,8          | Q            |
| 26. | Kaarel Nurmsalu          | Estonia           | 114,5 | 18    | -0,69 | 110,1          | Q            |
| 27. | Vincent Descombes Sevoie | Francja           | 111,0 | 18    | -1,22 | 108,5          | Q            |
| 28. | Ilja Roslakow            | Rosja             | 111,0 | 18    | -1,23 | 106,6          | Q            |
| 29. | Marco Grigoli            | Szwajcaria        | 109,5 | 18    | -1,26 | 106,2          | Q            |
| 30. | Martti Nõmme             | Estonia           | 110,0 | 18    | -1,21 | 105,6          | Q            |
| 31. | Dmitrij Wasiljew         | Rosja             | 112,0 | 18    | -0,68 | 103,9          | Q            |
| 32. | Ville Larinto            | Finlandia         | 111,0 | 18    | -0,74 | 103,3          | Q            |
| 33. | Radik Żaparow            | Kazachstan        | 107,0 | 18    | -1,25 | 101,1          | Q            |
| 34. | Roberto Dellasega        | Włochy            | 106,5 | 18    | -1,28 | 100,0          | Q            |
| 35. | Carl Nordin              | Szwecja           | 107,0 | 18    | -1,14 | 99,9           | Q            |
| 36. | Lauri Asikainen          | Finlandia         | 106,0 | 18    | -1,21 | 98,9           | Q            |
| 37. | Anssi Koivuranta         | Finlandia         | 105,5 | 18    | -1,22 | 97,6           | Q            |
| 38. | Gregor Deschwanden       | Szwajcaria        | 105,5 | 18    | -1,24 | 96,8           | Q            |
| 38. | Anders Johnson           | Stany Zjednoczone | 105,0 | 18    | -1,28 | 96,8           | Q            |
| 40. | Peter Frenette           | Stany Zjednoczone | 105,0 | 18    | -1,26 | 96,6           | Q            |
| 41. | Killian Peier            | Szwajcaria        | 103,5 | 18    | -1,31 | 93,9           | nq           |
| 42. | Ronan Lamy Chappuis      | Francja           | 103,0 | 18    | -1,27 | 93,1           | nq           |
| 43. | Alexander Mitz           | Szwecja           | 100,0 | 18    | -1,20 | 85,0           | nq           |
| 44. | Sami Heiskanen           | Finlandia         | 100,0 | 18    | -1,13 | 84,7           | nq           |
| 45. | Davide Bresadola         | Włochy            | 102,0 | 18    | -0,79 | 84,6           | nq           |
| 46. | Sabirżan Muminow         | Kazachstan        | 99,0  | 18    | -0,96 | 80,1           | nq           |
| 47. | Konstantin Sokolenko     | Kazachstan        | 94,0  | 18    | -1,26 | 74,8           | nq           |
| 47. | Aleksiej Korolow         | Kazachstan        | 94,5  | 18    | -1,18 | 74,8           | nq           |
| 49. | Andrij Kłymczuk          | Ukraina           | 95,0  | 18    | -1,14 | 74,3           | nq           |
| 50. | Tomáš Zmoray             | Słowacja          | 94,5  | 18    | -1,24 | 73,5           | nq           |
| 51. | Wołodymyr Werediuk       | Ukraina           | 93,0  | 18    | -1,34 | 72,4           | nq           |
| 52. | Patrik Lichý             | Słowacja          | 93,0  | 18    | -1,18 | 70,6           | nq           |
| –   | Simon Ammann             | Szwajcaria        | DNS   | DNS   | DNS   | –              | pq           |
| –   | Peter Prevc              | Słowenia          | 126,0 | 18    | -0,71 | –              | pq           |
| –   | Jan Matura               | Czechy            | 123,5 | 18    | -0,68 | –              | pq           |
| –   | Richard Freitag          | Niemcy            | 123,0 | 18    | -0,68 | –              | pq           |
| –   | Robert Kranjec           | Słowenia          | DNS   | DNS   | DNS   | –              | pq           |
| –   | Kamil Stoch              | Polska            | 125,0 | 18    | -0,81 | –              | pq           |
| –   | Severin Freund           | Niemcy            | 123,0 | 18    | -1,06 | –              | pq           |
| –   | Anders Jacobsen          | Norwegia          | 121,0 | 18    | -0,90 | –              | pq           |
| –   | Anders Bardal            | Norwegia          | 123,0 | 18    | -0,70 | –              | pq           |
| –   | Gregor Schlierenzauer    | Austria           | 124,5 | 18    | -0,82 | –              | pq           |
| –   | Nikos Polichronidis      | Grecja            | DSQ   | DSQ   | DSQ   | DSQ            | nq           |

Legenda:
pq – zawodnik z zapewnioną kwalifikacją dzięki pozycji w pierwszej „10” klasyfikacji Pucharu Świata
Q – zawodnik zakwalifikował się do konkursu głównego
nq – zawodnik odpadł w kwalifikacjach
DNS – zawodnik nie wystartował
DSQ – zawodnik zdyskwalifikowany

#### Konkurs indywidualny na skoczni HS134 (28.02.2013)
| M   | Zawodnik                 | Reprezentacja     | Seria 1 | Seria 1 | Seria 1 | Seria 1 | Seria 2 | Seria 2 | Seria 2 | Seria 2 | Wynik punktowy |
| M   | Zawodnik                 | Reprezentacja     | Skok    | Belka   | Wiatr   | Nota    | Skok    | Belka   | Wiatr   | Nota    | Wynik punktowy |
| --- | ------------------------ | ----------------- | ------- | ------- | ------- | ------- | ------- | ------- | ------- | ------- | -------------- |
| 1.  | Kamil Stoch              | Polska            | 131,5   | 21      | -1,15   | 144,9   | 130,0   | 19      | -0,81   | 150,9   | 295,8          |
| 2.  | Peter Prevc              | Słowenia          | 130,5   | 21      | -0,98   | 139,8   | 130,5   | 19      | -0,72   | 149,9   | 289,7          |
| 3.  | Anders Jacobsen          | Norwegia          | 129,0   | 21      | -1,15   | 138,4   | 131,0   | 19      | -0,67   | 150,7   | 289,1          |
| 4.  | Wolfgang Loitzl          | Austria           | 128,5   | 21      | -1,11   | 138,1   | 132,5   | 21      | -0,54   | 146,8   | 284,9          |
| 5.  | Jan Matura               | Czechy            | 127,5   | 21      | -1,02   | 133,3   | 132,0   | 21      | -0,88   | 148,1   | 281,4          |
| 6.  | Richard Freitag          | Niemcy            | 129,0   | 21      | -1,08   | 137,7   | 128,5   | 19      | -0,48   | 142,7   | 280,4          |
| 7.  | Simon Ammann             | Szwajcaria        | 127,5   | 21      | -1,01   | 134,2   | 132,5   | 21      | -0,80   | 145,6   | 279,8          |
| 8.  | Gregor Schlierenzauer    | Austria           | 125,0   | 21      | -1,19   | 131,7   | 128,5   | 19      | -0,88   | 147,5   | 279,2          |
| 9.  | Severin Freund           | Niemcy            | 126,5   | 21      | -1,17   | 133,1   | 129,5   | 21      | -0,90   | 144,3   | 277,4          |
| 10. | Daiki Itō                | Japonia           | 127,5   | 21      | -1,17   | 135,4   | 127,0   | 19      | -0,62   | 141,5   | 276,9          |
| 11. | Anders Bardal            | Norwegia          | 127,5   | 21      | -1,17   | 134,9   | 129,0   | 21      | -0,77   | 141,5   | 276,4          |
| 11. | Andreas Wank             | Niemcy            | 127,5   | 21      | -1,18   | 136,0   | 129,5   | 21      | -0,58   | 140,4   | 276,4          |
| 13. | Michael Neumayer         | Niemcy            | 130,5   | 21      | -1,01   | 134,6   | 124,0   | 18      | -0,78   | 139,7   | 274,3          |
| 14. | Tom Hilde                | Norwegia          | 127,5   | 21      | -0,98   | 133,4   | 129,0   | 21      | -0,74   | 140,2   | 273,6          |
| 15. | Manuel Fettner           | Austria           | 126,5   | 21      | -1,20   | 133,0   | 125,5   | 19      | -0,84   | 139,7   | 272,7          |
| 16. | Thomas Morgenstern       | Austria           | 126,0   | 21      | -1,23   | 128,9   | 125,5   | 19      | -1,09   | 142,9   | 271,8          |
| 17. | Taku Takeuchi            | Japonia           | 126,0   | 21      | -1,12   | 132,7   | 126,0   | 21      | -0,93   | 137,8   | 270,5          |
| 18. | Andreas Stjernen         | Norwegia          | 125,0   | 21      | -1,25   | 131,3   | 127,0   | 21      | -0,88   | 137,6   | 268,9          |
| 19. | Piotr Żyła               | Polska            | 124,0   | 21      | -1,20   | 129,0   | 126,5   | 21      | -1,10   | 139,1   | 268,1          |
| 20. | Dawid Kubacki            | Polska            | 126,5   | 21      | -1,06   | 130,4   | 126,0   | 21      | -0,98   | 134,9   | 265,3          |
| 21. | Robert Kranjec           | Słowenia          | 123,0   | 21      | -1,10   | 126,1   | 126,5   | 21      | -1,04   | 138,4   | 264,5          |
| 22. | Noriaki Kasai            | Japonia           | 125,0   | 21      | -1,27   | 128,0   | 125,0   | 21      | -1,08   | 135,7   | 263,7          |
| 23. | Stefan Kraft             | Austria           | 124,5   | 21      | -0,98   | 126,5   | 124,5   | 21      | -1,08   | 135,8   | 262,3          |
| 24. | Lukáš Hlava              | Czechy            | 121,5   | 21      | -1,13   | 122,2   | 126,5   | 21      | -1,06   | 138,1   | 260,3          |
| 25. | Jaka Hvala               | Słowenia          | 122,0   | 21      | -1,10   | 123,3   | 125,0   | 21      | -1,11   | 136,5   | 259,8          |
| 26. | Kaarel Nurmsalu          | Estonia           | 121,0   | 19      | -1,27   | 130,0   | 122,5   | 21      | -1,01   | 129,4   | 259,4          |
| 27. | Maciej Kot               | Polska            | 125,0   | 21      | -1,18   | 130,5   | 122,5   | 21      | -0,85   | 128,2   | 258,7          |
| 28. | Jurij Tepeš              | Słowenia          | 122,0   | 21      | -1,09   | 123,2   | 124,5   | 21      | -1,05   | 134,9   | 258,1          |
| 29. | Vincent Descombes Sevoie | Francja           | 122,0   | 21      | -1,39   | 121,9   | 126,5   | 21      | -1,07   | 134,8   | 256,7          |
| 30. | Roman Koudelka           | Czechy            | 120,5   | 21      | -1,37   | 123,5   | 121,5   | 21      | -0,95   | 127,0   | 250,5          |
| 31. | Władimir Zografski       | Bułgaria          | 120,5   | 21      | -1,22   | 121,4   | nq      | nq      | nq      | nq      | 121,4          |
| 32. | Dienis Korniłow          | Rosja             | 121,0   | 21      | -1,08   | 120,8   | nq      | nq      | nq      | nq      | 120,8          |
| 32. | Sebastian Colloredo      | Włochy            | 122,0   | 21      | -0,92   | 120,8   | nq      | nq      | nq      | nq      | 120,8          |
| 34. | Yūta Watase              | Japonia           | 119,0   | 21      | -1,31   | 119,6   | nq      | nq      | nq      | nq      | 119,6          |
| 35. | Roberto Dellasega        | Włochy            | 115,5   | 19      | -1,29   | 119,3   | nq      | nq      | nq      | nq      | 119,3          |
| 36. | Dmitrij Wasiljew         | Rosja             | 118,5   | 21      | -1,09   | 115,9   | nq      | nq      | nq      | nq      | 115,9          |
| 37. | Ilja Roslakow            | Rosja             | 118,0   | 21      | -1,30   | 114,7   | nq      | nq      | nq      | nq      | 114,7          |
| 38. | Andrea Morassi           | Włochy            | 112,0   | 19      | -1,44   | 112,7   | nq      | nq      | nq      | nq      | 112,7          |
| 39. | Anders Johnson           | Stany Zjednoczone | 111,0   | 19      | -1,07   | 107,4   | nq      | nq      | nq      | nq      | 107,4          |
| 40. | Radik Żaparow            | Kazachstan        | 111,0   | 19      | -1,08   | 106,0   | nq      | nq      | nq      | nq      | 106,0          |
| 41. | Aleksiej Romaszow        | Rosja             | 109,0   | 19      | -1,36   | 105,9   | nq      | nq      | nq      | nq      | 105,9          |
| 42. | Marco Grigoli            | Szwajcaria        | 110,0   | 19      | -1,01   | 103,9   | nq      | nq      | nq      | nq      | 103,9          |
| 43. | Gregor Deschwanden       | Szwajcaria        | 112,5   | 21      | -1,20   | 103,8   | nq      | nq      | nq      | nq      | 103,8          |
| 44. | Carl Nordin              | Szwecja           | 110,0   | 19      | -1,08   | 102,7   | nq      | nq      | nq      | nq      | 102,7          |
| 45. | Anssi Koivuranta         | Finlandia         | 105,5   | 19      | -1,23   | 98,2    | nq      | nq      | nq      | nq      | 98,2           |
| 46. | Jakub Janda              | Czechy            | 104,5   | 19      | -1,33   | 95,0    | nq      | nq      | nq      | nq      | 95,0           |
| 47. | Ville Larinto            | Finlandia         | 103,5   | 19      | -1,36   | 94,5    | nq      | nq      | nq      | nq      | 94,5           |
| 48. | Lauri Asikainen          | Finlandia         | 106,0   | 21      | -1,16   | 91,1    | nq      | nq      | nq      | nq      | 91,1           |
| 49. | Martti Nõmme             | Estonia           | 104,0   | 19      | -1,04   | 90,9    | nq      | nq      | nq      | nq      | 90,9           |
| 50. | Peter Frenette           | Stany Zjednoczone | 98,0    | 19      | -1,41   | 83,1    | nq      | nq      | nq      | nq      | 83,1           |

Legenda:
nq – zawodnik nie zakwalifikował się do serii finałowej

#### Konkurs drużynowy na skoczni HS134 (02.03.2013)
| M                     | Reprezentacja | Zawodnik             | Seria 1 | Seria 1 | Seria 1         | Seria 1 | Seria 2 | Seria 2 | Seria 2 | Seria 2 | Nota zespołu |    |       |       |        |
| M                     | Reprezentacja | Zawodnik             | Skok    | Belka   | Wiatr           | Nota    | Skok    | Belka   | Wiatr   | Nota    | Nota zespołu |    |       |       |        |
| --------------------- | ------------- | -------------------- | ------- | ------- | --------------- | ------- | ------- | ------- | ------- | ------- | ------------ | -- | ----- | ----- | ------ |
| M                     | Reprezentacja | Zawodnik             | 1.      | Austria | Wolfgang Loitzl | 130,5   | 21      | -1,32   | 150,2   | 128,0   | Nota zespołu | 19 | -0,89 | 146,7 | 1135,9 |
| M                     | Reprezentacja | Zawodnik             | 1.      | Austria | Manuel Fettner  | 125,5   | 21      | -1,55   | 137,6   | 128,0   | Nota zespołu | 20 | -0,96 | 138,8 | 1135,9 |
| Thomas Morgenstern    | 121,0         | 20                   | 1.      | Austria | -1,39           | 137,0   | 129,5   | 19      | -0,80   | 144,5   |              |    |       |       | 1135,9 |
| Gregor Schlierenzauer | 124,5         | 19                   | 1.      | Austria | -0,87           | 139,7   | 129,0   | 18      | -0,49   | 141,4   |              |    |       |       | 1135,9 |
| 2.                    | Niemcy        | Andreas Wank         | 135,5   | 21      | -0,33           | 141,5   | 126,5   | 19      | -1,07   | 143,0   | 1121,8       |    |       |       |        |
| 2.                    | Niemcy        | Severin Freund       | 122,0   | 21      | -1,73           | 137,3   | 125,0   | 20      | -0,94   | 134,7   | 1121,8       |    |       |       |        |
| 2.                    | Niemcy        | Michael Neumayer     | 123,5   | 21      | -1,55           | 140,3   | 126,0   | 19      | -0,85   | 136,8   | 1121,8       |    |       |       |        |
| 2.                    | Niemcy        | Richard Freitag      | 130,0   | 20      | -0,83           | 144,4   | 129,5   | 18      | -0,58   | 143,8   | 1121,8       |    |       |       |        |
| 3.                    | Polska        | Maciej Kot           | 123,0   | 21      | -1,08           | 131,6   | 128,5   | 21      | -0,87   | 140,7   | 1121,0       |    |       |       |        |
| 3.                    | Polska        | Piotr Żyła           | 122,0   | 21      | -1,56           | 135,9   | 126,0   | 20      | -0,78   | 134,7   | 1121,0       |    |       |       |        |
| 3.                    | Polska        | Dawid Kubacki        | 126,0   | 22      | -1,17           | 138,9   | 128,0   | 20      | -0,82   | 137,3   | 1121,0       |    |       |       |        |
| 3.                    | Polska        | Kamil Stoch          | 134,0   | 21      | -0,78           | 152,1   | 130,0   | 17      | -0,80   | 149,8   | 1121,0       |    |       |       |        |
| 4.                    | Norwegia      | Andreas Stjernen     | 125,5   | 21      | -1,31           | 139,5   | 125,0   | 19      | -1,07   | 143,3   | 1117,3       |    |       |       |        |
| 4.                    | Norwegia      | Tom Hilde            | 122,0   | 21      | -1,60           | 134,9   | 118,0   | 19      | -1,01   | 123,1   | 1117,3       |    |       |       |        |
| 4.                    | Norwegia      | Anders Bardal        | 128,5   | 22      | -1,35           | 146,9   | 129,0   | 19      | -0,71   | 144,7   | 1117,3       |    |       |       |        |
| 4.                    | Norwegia      | Anders Jacobsen      | 125,5   | 19      | -0,75           | 139,2   | 131,5   | 18      | -0,38   | 145,7   | 1117,3       |    |       |       |        |
| 5.                    | Japonia       | Reruhi Shimizu       | 124,5   | 21      | -1,47           | 139,5   | 118,5   | 21      | -0,96   | 121,2   | 1099,1       |    |       |       |        |
| 5.                    | Japonia       | Noriaki Kasai        | 122,0   | 21      | -1,26           | 129,7   | 131,0   | 20      | -0,87   | 144,7   | 1099,1       |    |       |       |        |
| 5.                    | Japonia       | Daiki Itō            | 128,0   | 22      | -1,34           | 143,9   | 130,5   | 20      | -0,83   | 139,9   | 1099,1       |    |       |       |        |
| 5.                    | Japonia       | Taku Takeuchi        | 128,0   | 21      | -1,18           | 144,1   | 127,0   | 19      | -0,83   | 136,1   | 1099,1       |    |       |       |        |
| 6.                    | Słowenia      | Robert Kranjec       | 122,0   | 21      | -1,04           | 128,8   | 126,0   | 21      | -0,87   | 133,2   | 1046,4       |    |       |       |        |
| 6.                    | Słowenia      | Jurij Tepeš          | 115,0   | 21      | -1,35           | 116,1   | 126,5   | 20      | -0,74   | 135,2   | 1046,4       |    |       |       |        |
| 6.                    | Słowenia      | Jaka Hvala           | 117,5   | 22      | -0,97           | 120,0   | 122,0   | 20      | -0,78   | 126,0   | 1046,4       |    |       |       |        |
| 6.                    | Słowenia      | Peter Prevc          | 127,0   | 19      | -0,77           | 144,6   | 130,0   | 19      | -0,69   | 142,5   | 1046,4       |    |       |       |        |
| 7.                    | Czechy        | Roman Koudelka       | 118,0   | 21      | -1,17           | 123,0   | 124,5   | 21      | -1,00   | 133,4   | 1022,1       |    |       |       |        |
| 7.                    | Czechy        | Lukáš Hlava          | 120,5   | 21      | -1,32           | 125,2   | 125,0   | 20      | -0,75   | 128,1   | 1022,1       |    |       |       |        |
| 7.                    | Czechy        | Jakub Janda          | 118,5   | 22      | -1,30           | 124,8   | 114,0   | 20      | -1,04   | 113,4   | 1022,1       |    |       |       |        |
| 7.                    | Czechy        | Jan Matura           | 124,5   | 21      | -1,00           | 134,4   | 128,5   | 19      | -0,88   | 139,8   | 1022,1       |    |       |       |        |
| 8.                    | Włochy        | Roberto Dellasega    | 117,0   | 21      | -1,58           | 125,7   | 120,0   | 21      | -1,04   | 124,2   | 965,9        |    |       |       |        |
| 8.                    | Włochy        | Andrea Morassi       | 124,0   | 21      | -1,43           | 133,1   | 121,0   | 20      | -0,74   | 124,3   | 965,9        |    |       |       |        |
| 8.                    | Włochy        | Davide Bresadola     | 109,5   | 22      | -1,55           | 108,8   | 107,0   | 20      | -1,11   | 98,1    | 965,9        |    |       |       |        |
| 8.                    | Włochy        | Sebastian Colloredo  | 122,5   | 21      | -1,12           | 130,6   | 120,0   | 19      | -0,66   | 121,1   | 965,9        |    |       |       |        |
| 9.                    | Rosja         | Aleksiej Romaszow    | 122,0   | 21      | -1,26           | 128,2   | nq      | nq      | nq      | nq      | 498,1        |    |       |       |        |
| 9.                    | Rosja         | Dienis Korniłow      | 119,5   | 21      | -1,46           | 127,9   | nq      | nq      | nq      | nq      | 498,1        |    |       |       |        |
| 9.                    | Rosja         | Ilja Roslakow        | 116,5   | 22      | -1,37           | 120,0   | nq      | nq      | nq      | nq      | 498,1        |    |       |       |        |
| 9.                    | Rosja         | Dmitrij Wasiljew     | 119,5   | 21      | -1,06           | 122,0   | nq      | nq      | nq      | nq      | 498,1        |    |       |       |        |
| 10.                   | Szwajcaria    | Simon Ammann         | 118,5   | 21      | -1,37           | 124,6   | nq      | nq      | nq      | nq      | 469,1        |    |       |       |        |
| 10.                   | Szwajcaria    | Killian Peier        | 110,0   | 21      | -1,33           | 107,4   | nq      | nq      | nq      | nq      | 469,1        |    |       |       |        |
| 10.                   | Szwajcaria    | Marco Grigoli        | 114,0   | 22      | -1,55           | 117,9   | nq      | nq      | nq      | nq      | 469,1        |    |       |       |        |
| 10.                   | Szwajcaria    | Gregor Deschwanden   | 118,0   | 21      | -0,95           | 119,2   | nq      | nq      | nq      | nq      | 469,1        |    |       |       |        |
| 11.                   | Finlandia     | Sami Heiskanen       | 109,5   | 21      | -1,26           | 105,2   | nq      | nq      | nq      | nq      | 430,2        |    |       |       |        |
| 11.                   | Finlandia     | Ville Larinto        | 108,0   | 21      | -1,22           | 101,1   | nq      | nq      | nq      | nq      | 430,2        |    |       |       |        |
| 11.                   | Finlandia     | Lauri Asikainen      | 112,5   | 22      | -1,35           | 112,1   | nq      | nq      | nq      | nq      | 430,2        |    |       |       |        |
| 11.                   | Finlandia     | Anssi Koivuranta     | 112,5   | 21      | -1,28           | 111,8   | nq      | nq      | nq      | nq      | 430,2        |    |       |       |        |
| 12.                   | Kazachstan    | Sabyrżan Momynow     | 96,0    | 21      | -1,45           | 76,0    | nq      | nq      | nq      | nq      | 375,6        |    |       |       |        |
| 12.                   | Kazachstan    | Aleksiej Korolow     | 109,5   | 21      | -0,92           | 102,0   | nq      | nq      | nq      | nq      | 375,6        |    |       |       |        |
| 12.                   | Kazachstan    | Radik Żaparow        | 113,0   | 22      | -1,33           | 113,8   | nq      | nq      | nq      | nq      | 375,6        |    |       |       |        |
| 12.                   | Kazachstan    | Konstantin Sokolenko | 100,5   | 21      | -1,01           | 83,8    | nq      | nq      | nq      | nq      | 375,6        |    |       |       |        |

Legenda:
nq – drużyna nie zakwalifikowała się do serii finałowej

### Kobiety

#### Konkurs indywidualny na skoczni HS106 (22.02.2013)
| M   | Zawodniczka                | Reprezentacja     | Seria 1 | Seria 1 | Seria 1 | Seria 1 | Seria 2 | Seria 2 | Seria 2 | Seria 2 | Wynik punktowy |
| M   | Zawodniczka                | Reprezentacja     | Skok    | Belka   | Wiatr   | Nota    | Skok    | Belka   | Wiatr   | Nota    | Wynik punktowy |
| --- | -------------------------- | ----------------- | ------- | ------- | ------- | ------- | ------- | ------- | ------- | ------- | -------------- |
| 1.  | Sarah Hendrickson          | Stany Zjednoczone | 106,0   | 23      | 0,77    | 127,4   | 103,0   | 21      | 0,96    | 126,3   | 253,7          |
| 2.  | Sara Takanashi             | Japonia           | 104,5   | 23      | 0,24    | 124,1   | 103,0   | 21      | 0,44    | 126,9   | 251,0          |
| 3.  | Jacqueline Seifriedsberger | Austria           | 104,0   | 23      | 0,52    | 118,7   | 98,5    | 21      | 0,22    | 118,5   | 237,2          |
| 4.  | Coline Mattel              | Francja           | 102,0   | 23      | 0,73    | 118,2   | 95,5    | 21      | 0,75    | 111,3   | 229,5          |
| 5.  | Carina Vogt                | Niemcy            | 99,5    | 23      | 0,31    | 115,6   | 96,0    | 21      | 0,81    | 109,8   | 225,4          |
| 6.  | Jessica Jerome             | Stany Zjednoczone | 100,0   | 23      | 0,64    | 111,8   | 98,0    | 21      | 0,70    | 113,1   | 224,9          |
| 7.  | Anette Sagen               | Norwegia          | 97,0    | 23      | 0,57    | 105,3   | 94,5    | 21      | 0,28    | 108,0   | 213,3          |
| 8.  | Evelyn Insam               | Włochy            | 96,0    | 23      | 0,53    | 106,1   | 92,5    | 21      | 0,52    | 104,4   | 210,5          |
| 9.  | Chiara Hölzl               | Austria           | 95,5    | 21      | 1,23    | 98,9    | 94,5    | 21      | 1,08    | 105,4   | 204,3          |
| 10. | Julia Kykkänen             | Finlandia         | 92,5    | 21      | 0,76    | 103,2   | 90,0    | 21      | 0,28    | 100,0   | 203,2          |
| 11. | Ulrike Gräßler             | Niemcy            | 89,5    | 21      | 0,28    | 98,0    | 95,0    | 21      | 1,02    | 103,9   | 201,9          |
| 12. | Elena Runggaldier          | Włochy            | 89,0    | 21      | 0,40    | 97,2    | 93,0    | 21      | 0,61    | 103,7   | 200,9          |
| 13. | Špela Rogelj               | Słowenia          | 91,0    | 23      | 0,38    | 95,6    | 93,5    | 21      | 0,82    | 104,8   | 200,4          |
| 13. | Irina Awwakumowa           | Rosja             | 94,0    | 21      | 0,91    | 102,1   | 91,0    | 21      | 0,38    | 98,3    | 200,4          |
| 15. | Atsuko Tanaka              | Kanada            | 92,0    | 23      | 0,35    | 97,3    | 93,0    | 21      | 0,87    | 102,9   | 200,2          |
| 16. | Lindsey Van                | Stany Zjednoczone | 89,0    | 23      | 0,31    | 90,6    | 93,5    | 21      | 0,46    | 107,8   | 198,4          |
| 17. | Urša Bogataj               | Słowenia          | 90,0    | 23      | -0,14   | 96,3    | 92,0    | 21      | 0,30    | 99,4    | 195,7          |
| 18. | Katja Požun                | Słowenia          | 91,0    | 23      | 0,32    | 95,6    | 90,5    | 21      | 0,44    | 99,4    | 195,0          |
| 19. | Maja Vtič                  | Słowenia          | 86,0    | 23      | -0,26   | 88,1    | 94,5    | 21      | 0,90    | 106,7   | 194,8          |
| 20. | Yūki Itō                   | Japonia           | 90,5    | 23      | 0,12    | 95,5    | 91,0    | 21      | 0,82    | 98,8    | 194,3          |
| 21. | Svenja Würth               | Niemcy            | 93,0    | 21      | 1,01    | 100,9   | 89,0    | 21      | 0,64    | 93,0    | 193,9          |
| 22. | Misaki Shigeno             | Japonia           | 91,0    | 21      | 1,01    | 97,9    | 88,0    | 21      | 0,68    | 93,2    | 191,1          |
| 23. | Bigna Windmüller           | Szwajcaria        | 89,5    | 21      | 0,83    | 95,7    | 87,5    | 21      | 0,23    | 93,9    | 189,6          |
| 24. | Yurika Hirayama            | Japonia           | 90,5    | 21      | 1,06    | 96,6    | 86,5    | 21      | 0,51    | 91,4    | 188,0          |
| 25. | Maren Lundby               | Norwegia          | 85,5    | 21      | 0,66    | 86,4    | 92,5    | 21      | 0,88    | 101,3   | 187,7          |
| 26. | Anastasija Gładyszewa      | Rosja             | 89,5    | 21      | 1,51    | 89,4    | 88,5    | 21      | 0,95    | 91,3    | 180,7          |
| 27. | Wendy Vuik                 | Holandia          | 88,5    | 21      | 0,83    | 93,2    | 85,5    | 21      | 0,91    | 84,6    | 177,8          |
| 28. | Michaela Doleželová        | Czechy            | 85,0    | 21      | 0,96    | 83,3    | 87,5    | 21      | 1,07    | 88,5    | 171,8          |
| 29. | Manuela Malsiner           | Włochy            | 87,0    | 21      | 1,65    | 81,9    | 87,0    | 21      | 1,52    | 83,9    | 165,8          |
| 30. | Chang Xinyue               | Chiny             | 89,5    | 21      | 1,49    | 85,1    | 83,5    | 21      | 0,75    | 77,3    | 162,4          |
| 31. | Roberta D’Agostina         | Włochy            | 85,0    | 21      | 1,14    | 81,5    | nq      | nq      | nq      | nq      | 81,5           |
| 32. | Katharina Althaus          | Niemcy            | 82,0    | 21      | 0,58    | 80,4    | nq      | nq      | nq      | nq      | 80,4           |
| 33. | Abby Hughes                | Stany Zjednoczone | 81,5    | 21      | 0,25    | 80,2    | nq      | nq      | nq      | nq      | 80,2           |
| 34. | Alexandra Pretorius        | Kanada            | 85,0    | 21      | 1,10    | 79,8    | nq      | nq      | nq      | nq      | 79,8           |
| 35. | Julia Clair                | Francja           | 82,0    | 21      | 0,64    | 79,0    | nq      | nq      | nq      | nq      | 79,0           |
| 36. | Katharina Keil             | Austria           | 85,0    | 21      | 1,85    | 77,6    | nq      | nq      | nq      | nq      | 77,6           |
| 37. | Line Jahr                  | Norwegia          | 90,0    | 23      | 0,12    | 72,0    | nq      | nq      | nq      | nq      | 72,0           |
| 38. | Léa Lemare                 | Francja           | 84,0    | 21      | 0,46    | 70,3    | nq      | nq      | nq      | nq      | 70,3           |
| 39. | Vladěna Pustková           | Czechy            | 79,0    | 21      | 1,17    | 67,8    | nq      | nq      | nq      | nq      | 67,8           |
| 40. | Liu Qi                     | Chiny             | 80,0    | 21      | 1,25    | 66,2    | nq      | nq      | nq      | nq      | 66,2           |
| 41. | Taylor Henrich             | Kanada            | 67,0    | 21      | 0,12    | 49,7    | nq      | nq      | nq      | nq      | 49,7           |
| 42. | Li Xueyao                  | Chiny             | 70,0    | 21      | 1,12    | 44,2    | nq      | nq      | nq      | nq      | 44,2           |
| 43. | Daniela Haralambie         | Rumunia           | 67,5    | 21      | 1,44    | 37,4    | nq      | nq      | nq      | nq      | 37,4           |

Legenda:
nq – zawodniczka nie zakwalifikowała się do serii finałowej

### Konkurs mieszany

#### Konkurs mieszany na skoczni HS106 (24.02.2013)
| M              | Reprezentacja     | Zawodnik                   | Seria 1 | Seria 1 | Seria 1   | Seria 1 | Seria 2 | Seria 2 | Seria 2 | Seria 2 | Nota zespołu |    |       |       |        |
| M              | Reprezentacja     | Zawodnik                   | Skok    | Belka   | Wiatr     | Nota    | Skok    | Belka   | Wiatr   | Nota    | Nota zespołu |    |       |       |        |
| -------------- | ----------------- | -------------------------- | ------- | ------- | --------- | ------- | ------- | ------- | ------- | ------- | ------------ | -- | ----- | ----- | ------ |
| M              | Reprezentacja     | Zawodnik                   | 1.      | Japonia | Yūki Itō  | 90,0    | 29      | -0,94   | 108,1   | 91,5    | Nota zespołu | 29 | -0,66 | 110,1 | 1011,0 |
| M              | Reprezentacja     | Zawodnik                   | 1.      | Japonia | Daiki Itō | 100,0   | 17      | -0,33   | 127,8   | 100,0   | Nota zespołu | 17 | -0,62 | 131,3 | 1011,0 |
| Sara Takanashi | 101,5             | 27                         | 1.      | Japonia | -0,78     | 132,0   | 106,5   | 27      | -0,22   | 135,5   |              |    |       |       | 1011,0 |
| Taku Takeuchi  | 100,5             | 17                         | 1.      | Japonia | -0,72     | 132,5   | 101,5   | 17      | -0,38   | 133,7   |              |    |       |       | 1011,0 |
| 2.             | Austria           | Chiara Hölzl               | 92,5    | 29      | -0,91     | 109,4   | 98,5    | 29      | -0,05   | 121,3   | 986,7        |    |       |       |        |
| 2.             | Austria           | Thomas Morgenstern         | 99,5    | 17      | -0,28     | 126,0   | 100,0   | 17      | -0,45   | 130,1   | 986,7        |    |       |       |        |
| 2.             | Austria           | Jacqueline Seifriedsberger | 97,5    | 27      | -0,80     | 123,6   | 99,5    | 27      | -0,46   | 121,7   | 986,7        |    |       |       |        |
| 2.             | Austria           | Gregor Schlierenzauer      | 99,0    | 17      | -0,50     | 125,5   | 100,0   | 17      | -0,44   | 129,1   | 986,7        |    |       |       |        |
| 3.             | Niemcy            | Ulrike Gräßler             | 96,5    | 29      | -0,60     | 117,7   | 97,0    | 29      | -0,46   | 119,2   | 984,9        |    |       |       |        |
| 3.             | Niemcy            | Richard Freitag            | 102,5   | 17      | -0,21     | 132,5   | 97,0    | 17      | -0,61   | 123,8   | 984,9        |    |       |       |        |
| 3.             | Niemcy            | Carina Vogt                | 95,5    | 27      | -0,88     | 119,7   | 98,0    | 27      | -0,30   | 121,1   | 984,9        |    |       |       |        |
| 3.             | Niemcy            | Severin Freund             | 96,5    | 17      | -0,74     | 122,2   | 99,5    | 17      | -0,39   | 128,7   | 984,9        |    |       |       |        |
| 4.             | Norwegia          | Maren Lundby               | 91,0    | 29      | -0,77     | 109,9   | 93,0    | 29      | -0,26   | 111,8   | 969,3        |    |       |       |        |
| 4.             | Norwegia          | Tom Hilde                  | 102,0   | 17      | -0,03     | 130,7   | 98,5    | 17      | -0,50   | 126,0   | 969,3        |    |       |       |        |
| 4.             | Norwegia          | Anette Sagen               | 92,5    | 27      | -0,65     | 109,0   | 96,5    | 27      | -0,40   | 117,3   | 969,3        |    |       |       |        |
| 4.             | Norwegia          | Anders Bardal              | 100,5   | 17      | -0,44     | 131,6   | 101,0   | 17      | -0,65   | 133,0   | 969,3        |    |       |       |        |
| 5.             | Francja           | Léa Lemare                 | 93,5    | 29      | -0,62     | 113,8   | 94,0    | 29      | -0,71   | 117,0   | 941,2        |    |       |       |        |
| 5.             | Francja           | Ronan Lamy Chappuis        | 91,0    | 17      | -1,03     | 111,7   | 94,0    | 17      | -0,34   | 114,4   | 941,2        |    |       |       |        |
| 5.             | Francja           | Coline Mattel              | 93,5    | 27      | -0,59     | 113,6   | 95,0    | 27      | -0,44   | 118,6   | 941,2        |    |       |       |        |
| 5.             | Francja           | Vincent Descombes Sevoie   | 99,0    | 17      | -0,47     | 126,8   | 100,0   | 17      | -0,26   | 125,3   | 941,2        |    |       |       |        |
| 6.             | Stany Zjednoczone | Jessica Jerome             | 98,0    | 29      | -0,91     | 124,9   | 98,5    | 29      | -0,54   | 125,3   | 938,4        |    |       |       |        |
| 6.             | Stany Zjednoczone | Peter Frenette             | 89,5    | 17      | -0,32     | 103,7   | 86,5    | 17      | -0,60   | 99,2    | 938,4        |    |       |       |        |
| 6.             | Stany Zjednoczone | Sarah Hendrickson          | 99,0    | 27      | -0,82     | 130,7   | 104,5   | 27      | -0,25   | 138,8   | 938,4        |    |       |       |        |
| 6.             | Stany Zjednoczone | Anders Johnson             | 90,0    | 17      | -0,70     | 106,9   | 91,5    | 17      | -0,48   | 108,9   | 938,4        |    |       |       |        |
| 7.             | Włochy            | Elena Runggaldier          | 94,0    | 29      | -0,72     | 116,5   | 98,5    | 29      | -0,77   | 125,9   | 923,1        |    |       |       |        |
| 7.             | Włochy            | Andrea Morassi             | 92,0    | 17      | -0,87     | 111,6   | 92,5    | 17      | -0,62   | 112,3   | 923,1        |    |       |       |        |
| 7.             | Włochy            | Evelyn Insam               | 89,5    | 27      | -0,82     | 106,2   | 93,5    | 27      | -0,40   | 112,3   | 923,1        |    |       |       |        |
| 7.             | Włochy            | Sebastian Colloredo        | 95,0    | 17      | -0,33     | 115,8   | 97,5    | 17      | -0,36   | 122,5   | 923,1        |    |       |       |        |
| 8.             | Słowenia          | Urša Bogataj               | 95,5    | 29      | -0,51     | 114,1   | 97,5    | 29      | -0,29   | 120,0   | 920,0        |    |       |       |        |
| 8.             | Słowenia          | Jaka Hvala                 | 95,5    | 17      | 0,01      | 114,9   | 92,0    | 17      | -0,61   | 110,8   | 920,0        |    |       |       |        |
| 8.             | Słowenia          | Špela Rogelj               | 88,5    | 27      | -0,73     | 103,6   | 93,5    | 27      | -0,30   | 112,1   | 920,0        |    |       |       |        |
| 8.             | Słowenia          | Peter Prevc                | 96,0    | 17      | -0,56     | 120,4   | 98,0    | 17      | -0,37   | 124,1   | 920,0        |    |       |       |        |
| 9.             | Rosja             | Anastasija Gładyszewa      | 88,5    | 29      | -0,43     | 101,0   | nq      | nq      | nq      | nq      | 427,7        |    |       |       |        |
| 9.             | Rosja             | Dienis Korniłow            | 95,0    | 17      | -0,66     | 117,6   | nq      | nq      | nq      | nq      | 427,7        |    |       |       |        |
| 9.             | Rosja             | Irina Awwakumowa           | 89,5    | 27      | -0,51     | 103,6   | nq      | nq      | nq      | nq      | 427,7        |    |       |       |        |
| 9.             | Rosja             | Dmitrij Wasiljew           | 91,0    | 17      | -0,50     | 105,5   | nq      | nq      | nq      | nq      | 427,7        |    |       |       |        |
| 10.            | Czechy            | Michaela Doleželová        | 87,5    | 29      | -0,80     | 100,6   | nq      | nq      | nq      | nq      | 417,1        |    |       |       |        |
| 10.            | Czechy            | Jakub Janda                | 94,5    | 17      | -0,54     | 116,8   | nq      | nq      | nq      | nq      | 417,1        |    |       |       |        |
| 10.            | Czechy            | Vladěna Pustková           | 77,5    | 27      | -0,60     | 76,2    | nq      | nq      | nq      | nq      | 417,1        |    |       |       |        |
| 10.            | Czechy            | Jan Matura                 | 97,5    | 17      | -0,43     | 123,5   | nq      | nq      | nq      | nq      | 417,1        |    |       |       |        |

Legenda:
nq – drużyna nie zakwalifikowała się do serii finałowej

## Składy reprezentacji
W poniższej tabeli znajdują się składy wszystkich męskich i kobiecych reprezentacji, które wystartowały w zawodach podczas mistrzostw świata w Val di Fiemme. W tabeli zamieszczono także porównanie miejsc zajętych w poszczególnych konkursach mistrzostw świata w latach 2011 i 2013.
Spośród zawodników uczestniczących w Mistrzostwach Świata 2013, do startu w żadnym z konkursów nie zostali powołani skoczkowie: Andreas Kofler, Antonín Hájek, Čestmír Kožíšek, Andreas Wellinger, Rune Velta, Stefan Hula, Krzysztof Miętus, Aleksandr Sardyko, Pascal Kälin i Diego Dellasega, a także dwie skoczkinie: Ayumi Watase i Alissa Johnson.
| Reprezentacje mężczyzn     |                      |                    |                    |                    |                    |                    |                    |                    |                    |         |
| Zawodnik                   | Data urodzenia       | Miejsca na MŚ 2011 | Miejsca na MŚ 2011 | Miejsca na MŚ 2011 | Miejsca na MŚ 2011 | Miejsca na MŚ 2013 | Miejsca na MŚ 2013 | Miejsca na MŚ 2013 | Miejsca na MŚ 2013 | Źródło  |
| Zawodnik                   | Data urodzenia       | ind. norm.         | ind. duża          | druż. norm.        | druż. duża         | ind. norm.         | ind. duża          | druż. duża         | mieszany           | Źródło  |
| Austria (6)                |                      |                    |                    |                    |                    |                    |                    |                    |                    |         |
| Manuel Fettner             | 17 czerwca 1985      | –                  | –                  | –                  | –                  | 20                 | 15                 | 1                  | –                  | [ 60 ]  |
| Andreas Kofler             | 17 maja 1984         | 2                  | 4                  | 1                  | 1                  | –                  | –                  | –                  | –                  | [ 61 ]  |
| Stefan Kraft               | 13 maja 1993         | –                  | –                  | –                  | –                  | 33                 | 23                 | –                  | –                  | [ 62 ]  |
| Wolfgang Loitzl            | 13 stycznia 1980     | 37                 | –                  | –                  | –                  | 17                 | 4                  | 1                  | –                  | [ 63 ]  |
| Thomas Morgenstern         | 30 października 1986 | 1                  | 2                  | 1                  | 1                  | 5                  | 16                 | 1                  | 2                  | [ 64 ]  |
| Gregor Schlierenzauer      | 7 stycznia 1990      | 8                  | 1                  | 1                  | 1                  | 2                  | 8                  | 1                  | 2                  | [ 65 ]  |
| Bułgaria (1)               |                      |                    |                    |                    |                    |                    |                    |                    |                    |         |
| Władimir Zografski         | 14 lipca 1993        | 34                 | 37                 | –                  | –                  | 40                 | 31                 | –                  | –                  | [ 67 ]  |
| Czechy (6)                 |                      |                    |                    |                    |                    |                    |                    |                    |                    |         |
| Antonín Hájek              | 12 lutego 1987       | –                  | –                  | –                  | –                  | –                  | –                  | –                  | –                  | [ 69 ]  |
| Lukáš Hlava                | 10 września 1984     | 42                 | 47                 | –                  | 8                  | 25                 | 24                 | 7                  | –                  | [ 70 ]  |
| Jakub Janda                | 27 kwietnia 1978     | 21                 | 28                 | 7                  | 8                  | 31                 | 46                 | 7                  | 10                 | [ 71 ]  |
| Roman Koudelka             | 9 lipca 1989         | 35                 | 22                 | 7                  | 8                  | 29                 | 30                 | 7                  | –                  | [ 72 ]  |
| Čestmír Kožíšek            | 9 listopada 1991     | –                  | –                  | –                  | –                  | –                  | –                  | –                  | –                  | [ 73 ]  |
| Jan Matura                 | 29 stycznia 1980     | –                  | 40                 | 7                  | 8                  | 12                 | 5                  | 7                  | 10                 | [ 74 ]  |
| Estonia (2)                |                      |                    |                    |                    |                    |                    |                    |                    |                    |         |
| Martti Nõmme               | 7 sierpnia 1993      | –                  | –                  | –                  | –                  | 47                 | 49                 | –                  | –                  | [ 76 ]  |
| Kaarel Nurmsalu            | 30 kwietnia 1991     | –                  | –                  | –                  | –                  | 26                 | 26                 | –                  | –                  | [ 77 ]  |
| Finlandia (4)              |                      |                    |                    |                    |                    |                    |                    |                    |                    |         |
| Lauri Asikainen            | 28 maja 1989         | –                  | –                  | –                  | –                  | 48                 | 48                 | 11                 | –                  | [ 79 ]  |
| Sami Heiskanen             | 14 października 1991 | –                  | –                  | –                  | –                  | 50                 | q                  | 11                 | –                  | [ 80 ]  |
| Anssi Koivuranta           | 3 lipca 1988         | 10                 | 33                 | 8                  | 7                  | 39                 | 45                 | 11                 | –                  | [ 81 ]  |
| Ville Larinto              | 11 kwietnia 1990     | –                  | –                  | –                  | –                  | 42                 | 47                 | 11                 | –                  | [ 82 ]  |
| Francja (2)                |                      |                    |                    |                    |                    |                    |                    |                    |                    |         |
| Vincent Descombes Sevoie   | 9 stycznia 1984      | 36                 | 49                 | –                  | –                  | 14                 | 29                 | –                  | 5                  | [ 83 ]  |
| Ronan Lamy Chappuis        | 10 września 1993     | –                  | –                  | –                  | –                  | 38                 | q                  | –                  | 5                  | [ 84 ]  |
| Grecja (1)                 |                      |                    |                    |                    |                    |                    |                    |                    |                    |         |
| Nikos Polichronidis        | 8 listopada 1989     | –                  | –                  | –                  | –                  | 45                 | q                  | –                  | –                  | [ 86 ]  |
| Japonia (5)                |                      |                    |                    |                    |                    |                    |                    |                    |                    |         |
| Daiki Itō                  | 27 grudnia 1985      | 13                 | 18                 | 5                  | 6                  | 15                 | 10                 | 5                  | 1                  | [ 88 ]  |
| Noriaki Kasai              | 6 czerwca 1972       | 26                 | 24                 | 5                  | 6                  | 35                 | 22                 | 5                  | –                  | [ 89 ]  |
| Reruhi Shimizu             | 4 grudnia 1993       | –                  | –                  | –                  | –                  | –                  | –                  | 5                  | –                  | [ 90 ]  |
| Taku Takeuchi              | 20 maja 1987         | 24                 | 26                 | 5                  | 6                  | 7                  | 17                 | 5                  | 1                  | [ 91 ]  |
| Yūta Watase                | 8 sierpnia 1982      | –                  | –                  | –                  | –                  | 21                 | 34                 | –                  | –                  | [ 92 ]  |
| Kazachstan (4)             |                      |                    |                    |                    |                    |                    |                    |                    |                    |         |
| Aleksiej Korolow           | 20 czerwca 1987      | q                  | q                  | 12                 | 10                 | 49                 | q                  | 12                 | –                  | [ 94 ]  |
| Sabirżan Muminow           | 16 kwietnia 1994     | –                  | –                  | –                  | –                  | q                  | q                  | 12                 | –                  | [ 95 ]  |
| Konstantin Sokolenko       | 9 listopada 1987     | –                  | –                  | –                  | –                  | q                  | q                  | 12                 | –                  | [ 96 ]  |
| Radik Żaparow              | 29 lutego 1984       | 33                 | 44                 | 12                 | 10                 | 43                 | 40                 | 12                 | –                  | [ 97 ]  |
| Korea Południowa (1)       |                      |                    |                    |                    |                    |                    |                    |                    |                    |         |
| Choi Seou                  | 3 grudnia 1982       | –                  | –                  | –                  | –                  | q                  | –                  | –                  | –                  | [ 98 ]  |
| Łotwa (1)                  |                      |                    |                    |                    |                    |                    |                    |                    |                    |         |
| Kristaps Nežborts          | 24 września 1997     | –                  | –                  | –                  | –                  | q                  | –                  | –                  | –                  | [ 99 ]  |
| Niemcy (5)                 |                      |                    |                    |                    |                    |                    |                    |                    |                    |         |
| Richard Freitag            | 14 sierpnia 1991     | –                  | 15                 | –                  | 4                  | 6                  | 6                  | 2                  | 3                  | [ 101 ] |
| Severin Freund             | 11 maja 1988         | 7                  | 12                 | 3                  | 4                  | 4                  | 9                  | 2                  | 3                  | [ 102 ] |
| Michael Neumayer           | 15 stycznia 1979     | –                  | –                  | 3                  | –                  | 18                 | 13                 | 2                  | –                  | [ 103 ] |
| Andreas Wank               | 18 lutego 1988       | –                  | –                  | –                  | –                  | 9                  | 11                 | 2                  | –                  | [ 104 ] |
| Andreas Wellinger          | 28 sierpnia 1995     | –                  | –                  | –                  | –                  | –                  | –                  | –                  | –                  | [ 105 ] |
| Norwegia (5)               |                      |                    |                    |                    |                    |                    |                    |                    |                    |         |
| Anders Bardal              | 24 sierpnia 1982     | 9                  | 7                  | 2                  | 2                  | 1                  | 11                 | 4                  | 4                  | [ 107 ] |
| Tom Hilde                  | 22 września 1987     | 5                  | 10                 | 2                  | 2                  | 10                 | 14                 | 4                  | 4                  | [ 108 ] |
| Anders Jacobsen            | 17 lutego 1985       | 15                 | 9                  | 2                  | 2                  | 19                 | 3                  | 4                  | –                  | [ 109 ] |
| Andreas Stjernen           | 30 lipca 1988        | –                  | –                  | –                  | –                  | 13                 | 18                 | 4                  | –                  | [ 110 ] |
| Rune Velta                 | 19 lipca 1989        | –                  | –                  | –                  | –                  | –                  | –                  | –                  | –                  | [ 111 ] |
| Polska (6)                 |                      |                    |                    |                    |                    |                    |                    |                    |                    |         |
| Stefan Hula                | 29 września 1986     | –                  | 33                 | 4                  | 5                  | –                  | –                  | –                  | –                  | [ 113 ] |
| Maciej Kot                 | 9 czerwca 1991       | –                  | –                  | –                  | –                  | 11                 | 27                 | 3                  | –                  | [ 114 ] |
| Dawid Kubacki              | 12 marca 1990        | –                  | –                  | –                  | –                  | 31                 | 20                 | 3                  | –                  | [ 115 ] |
| Krzysztof Miętus           | 8 marca 1991         | –                  | –                  | –                  | –                  | –                  | –                  | –                  | –                  | [ 116 ] |
| Kamil Stoch                | 25 maja 1987         | 6                  | 19                 | 4                  | 5                  | 8                  | 1                  | 3                  | –                  | [ 117 ] |
| Piotr Żyła                 | 16 stycznia 1987     | 19                 | 21                 | 4                  | 5                  | 23                 | 19                 | 3                  | –                  | [ 118 ] |
| Rosja (5)                  |                      |                    |                    |                    |                    |                    |                    |                    |                    |         |
| Dienis Korniłow            | 17 sierpnia 1986     | 16                 | 32                 | 9                  | 9                  | q                  | 32                 | 9                  | 9                  | [ 119 ] |
| Aleksiej Romaszow          | 29 kwietnia 1992     | –                  | –                  | –                  | –                  | 34                 | 41                 | 9                  | –                  | [ 120 ] |
| Ilja Roslakow              | 18 lutego 1983       | –                  | 31                 | 9                  | 9                  | 46                 | 37                 | 9                  | –                  | [ 121 ] |
| Aleksandr Sardyko          | 8 maja 1990          | –                  | –                  | –                  | –                  | –                  | –                  | –                  | –                  | [ 122 ] |
| Dmitrij Wasiljew           | 26 grudnia 1979      | 39                 | –                  | 9                  | 9                  | 28                 | 36                 | 9                  | 9                  | [ 123 ] |
| Rumunia (1)                |                      |                    |                    |                    |                    |                    |                    |                    |                    |         |
| Remus Tudor                | 17 marca 1993        | q                  | –                  | –                  | –                  | q                  | –                  | –                  | –                  | [ 124 ] |
| Słowacja (2)               |                      |                    |                    |                    |                    |                    |                    |                    |                    |         |
| Patrik Lichý               | 22 września 1992     | –                  | –                  | –                  | –                  | q                  | q                  | –                  | –                  | [ 126 ] |
| Tomáš Zmoray               | 26 lipca 1989        | q                  | q                  | –                  | –                  | q                  | q                  | –                  | –                  | [ 127 ] |
| Słowenia (5)               |                      |                    |                    |                    |                    |                    |                    |                    |                    |         |
| Jaka Hvala                 | 15 lipca 1993        | –                  | –                  | –                  | –                  | 22                 | 25                 | 6                  | 8                  | [ 129 ] |
| Robert Kranjec             | 16 lipca 1981        | 32                 | 23                 | 6                  | 3                  | 26                 | 21                 | 6                  | –                  | [ 130 ] |
| Peter Prevc                | 20 września 1992     | 17                 | 25                 | 6                  | 3                  | 3                  | 2                  | 6                  | 8                  | [ 131 ] |
| Matjaž Pungertar           | 14 sierpnia 1990     | –                  | –                  | –                  | –                  | 24                 | –                  | –                  | –                  | [ 132 ] |
| Jurij Tepeš                | 14 lutego 1989       | –                  | 20                 | –                  | 3                  | –                  | 28                 | 6                  | –                  | [ 133 ] |
| Stany Zjednoczone (2)      |                      |                    |                    |                    |                    |                    |                    |                    |                    |         |
| Peter Frenette             | 24 lutego 1992       | q                  | 35                 | –                  | –                  | q                  | 50                 | –                  | 6                  | [ 135 ] |
| Anders Johnson             | 23 kwietnia 1989     | –                  | –                  | –                  | –                  | 37                 | 39                 | –                  | 6                  | [ 136 ] |
| Szwajcaria (5)             |                      |                    |                    |                    |                    |                    |                    |                    |                    |         |
| Simon Ammann               | 25 czerwca 1981      | 4                  | 3                  | 10                 | –                  | 16                 | 7                  | 10                 | –                  | [ 137 ] |
| Gregor Deschwanden         | 27 lutego 1991       | –                  | –                  | –                  | –                  | 41                 | 43                 | 10                 | –                  | [ 138 ] |
| Marco Grigoli              | 27 kwietnia 1991     | 45                 | 45                 | 10                 | –                  | –                  | 42                 | 10                 | –                  | [ 139 ] |
| Pascal Kälin               | 11 stycznia 1993     | –                  | –                  | –                  | –                  | –                  | –                  | –                  | –                  | [ 140 ] |
| Killian Peier              | 28 marca 1995        | –                  | –                  | –                  | –                  | –                  | q                  | 10                 | –                  | [ 141 ] |
| Szwecja (2)                |                      |                    |                    |                    |                    |                    |                    |                    |                    |         |
| Alexander Mitz             | 17 stycznia 1990     | –                  | –                  | –                  | –                  | q                  | q                  | –                  | –                  | [ 143 ] |
| Carl Nordin                | 23 grudnia 1989      | 48                 | q                  | –                  | –                  | q                  | 44                 | –                  | –                  | [ 144 ] |
| Ukraina (2)                |                      |                    |                    |                    |                    |                    |                    |                    |                    |         |
| Andrij Kłymczuk            | 10 grudnia 1994      | –                  | –                  | –                  | –                  | q                  | q                  | –                  | –                  | [ 145 ] |
| Wołodymyr Werediuk         | 7 kwietnia 1993      | –                  | –                  | –                  | –                  | q                  | q                  | –                  | –                  | [ 146 ] |
| Węgry (1)                  |                      |                    |                    |                    |                    |                    |                    |                    |                    |         |
| Ákos Szilágyi              | 12 września 1995     | –                  | –                  | –                  | –                  | q                  | –                  | –                  | –                  | [ 148 ] |
| Włochy (5)                 |                      |                    |                    |                    |                    |                    |                    |                    |                    |         |
| Davide Bresadola           | 10 września 1988     | q                  | 36                 | 11                 | –                  | 44                 | q                  | 8                  | –                  | [ 150 ] |
| Sebastian Colloredo        | 9 września 1987      | 12                 | 29                 | 11                 | –                  | 36                 | 32                 | 8                  | 7                  | [ 151 ] |
| Diego Dellasega            | 4 grudnia 1990       | q                  | q                  | 11                 | –                  | –                  | –                  | –                  | –                  | [ 152 ] |
| Roberto Dellasega          | 15 czerwca 1990      | –                  | –                  | –                  | –                  | q                  | 35                 | 8                  | –                  | [ 153 ] |
| Andrea Morassi             | 20 sierpnia 1988     | 25                 | 41                 | 11                 | –                  | 30                 | 38                 | 8                  | 7                  | [ 154 ] |
| Reprezentacje kobiet       |                      |                    |                    |                    |                    |                    |                    |                    |                    |         |
| Zawodniczka                | Data urodzenia       | Miejsce na MŚ 2011 | Miejsce na MŚ 2011 | Miejsce na MŚ 2011 | Miejsce na MŚ 2011 | Miejsca na MŚ 2013 | Miejsca na MŚ 2013 | Miejsca na MŚ 2013 | Miejsca na MŚ 2013 | Źródło  |
| Zawodniczka                | Data urodzenia       | ind. norm.         | ind. norm.         | ind. norm.         | ind. norm.         | ind. norm.         | ind. norm.         | mieszany           | mieszany           | Źródło  |
| Austria (3)                |                      |                    |                    |                    |                    |                    |                    |                    |                    |         |
| Chiara Hölzl               | 18 lipca 1997        | –                  | –                  | –                  | –                  | 9                  | 9                  | 2                  | 2                  | [ 155 ] |
| Katharina Keil             | 19 kwietnia 1993     | –                  | –                  | –                  | –                  | 36                 | 36                 | –                  | –                  | [ 156 ] |
| Jacqueline Seifriedsberger | 20 stycznia 1991     | 32                 | 32                 | 32                 | 32                 | 3                  | 3                  | 2                  | 2                  | [ 157 ] |
| Chiny (3)                  |                      |                    |                    |                    |                    |                    |                    |                    |                    |         |
| Chang Xinyue               | 13 lutego 1994       | –                  | –                  | –                  | –                  | 30                 | 30                 | –                  | –                  | [ 159 ] |
| Li Xueyao                  | 11 kwietnia 1995     | 40                 | 40                 | 40                 | 40                 | 42                 | 42                 | –                  | –                  | [ 160 ] |
| Liu Qi                     | 27 lutego 1996       | –                  | –                  | –                  | –                  | 40                 | 40                 | –                  | –                  | [ 161 ] |
| Czechy (2)                 |                      |                    |                    |                    |                    |                    |                    |                    |                    |         |
| Michaela Doleželová        | 12 lipca 1994        | 28                 | 28                 | 28                 | 28                 | 28                 | 28                 | 10                 | 10                 | [ 162 ] |
| Vladěna Pustková           | 11 lipca 1992        | 29                 | 29                 | 29                 | 29                 | 39                 | 39                 | 10                 | 10                 | [ 163 ] |
| Finlandia (1)              |                      |                    |                    |                    |                    |                    |                    |                    |                    |         |
| Julia Kykkänen             | 17 kwietnia 1994     | 17                 | 17                 | 17                 | 17                 | 10                 | 10                 | –                  | –                  | [ 164 ] |
| Francja (3)                |                      |                    |                    |                    |                    |                    |                    |                    |                    |         |
| Julia Clair                | 20 marca 1994        | –                  | –                  | –                  | –                  | 35                 | 35                 | –                  | –                  | [ 165 ] |
| Léa Lemare                 | 21 czerwca 1996      | 33                 | 33                 | 33                 | 33                 | 38                 | 38                 | 5                  | 5                  | [ 166 ] |
| Coline Mattel              | 3 listopada 1995     | 3                  | 3                  | 3                  | 3                  | 4                  | 4                  | 5                  | 5                  | [ 167 ] |
| Holandia (1)               |                      |                    |                    |                    |                    |                    |                    |                    |                    |         |
| Wendy Vuik                 | 25 listopada 1988    | 23                 | 23                 | 23                 | 23                 | 27                 | 27                 | –                  | –                  | [ 168 ] |
| Japonia (5)                |                      |                    |                    |                    |                    |                    |                    |                    |                    |         |
| Yurika Hirayama            | 16 listopada 1990    | –                  | –                  | –                  | –                  | 24                 | 24                 | –                  | –                  | [ 169 ] |
| Yūki Itō                   | 10 maja 1994         | 15                 | 15                 | 15                 | 15                 | 20                 | 20                 | 1                  | 1                  | [ 170 ] |
| Misaki Shigeno             | 5 listopada 1986     | –                  | –                  | –                  | –                  | 22                 | 22                 | –                  | –                  | [ 171 ] |
| Sara Takanashi             | 8 października 1996  | 6                  | 6                  | 6                  | 6                  | 2                  | 2                  | 1                  | 1                  | [ 172 ] |
| Ayumi Watase               | 18 lipca 1984        | 7                  | 7                  | 7                  | 7                  | –                  | –                  | –                  | –                  | [ 173 ] |
| Kanada (3)                 |                      |                    |                    |                    |                    |                    |                    |                    |                    |         |
| Taylor Henrich             | 1 listopada 1995     | 18                 | 18                 | 18                 | 18                 | 41                 | 41                 | –                  | –                  | [ 175 ] |
| Alexandra Pretorius        | 5 stycznia 1996      | –                  | –                  | –                  | –                  | 34                 | 34                 | –                  | –                  | [ 176 ] |
| Atsuko Tanaka              | 25 stycznia 1992     | –                  | –                  | –                  | –                  | 15                 | 15                 | –                  | –                  | [ 177 ] |
| Niemcy (4)                 |                      |                    |                    |                    |                    |                    |                    |                    |                    |         |
| Katharina Althaus          | 23 maja 1996         | –                  | –                  | –                  | –                  | 32                 | 32                 | –                  | –                  | [ 179 ] |
| Ulrike Gräßler             | 17 maja 1987         | 19                 | 19                 | 19                 | 19                 | 11                 | 11                 | 3                  | 3                  | [ 180 ] |
| Carina Vogt                | 5 lutego 1992        | –                  | –                  | –                  | –                  | 5                  | 5                  | 3                  | 3                  | [ 181 ] |
| Svenja Würth               | 20 sierpnia 1993     | –                  | –                  | –                  | –                  | 21                 | 21                 | –                  | –                  | [ 182 ] |
| Norwegia (3)               |                      |                    |                    |                    |                    |                    |                    |                    |                    |         |
| Line Jahr                  | 16 stycznia 1984     | 10                 | 10                 | 10                 | 10                 | 37                 | 37                 | –                  | –                  | [ 183 ] |
| Maren Lundby               | 7 września 1994      | 11                 | 11                 | 11                 | 11                 | 25                 | 25                 | 4                  | 4                  | [ 184 ] |
| Anette Sagen               | 10 stycznia 1985     | 22                 | 22                 | 22                 | 22                 | 7                  | 7                  | 4                  | 4                  | [ 185 ] |
| Rosja (3)                  |                      |                    |                    |                    |                    |                    |                    |                    |                    |         |
| Irina Awwakumowa           | 14 września 1991     | 37                 | 37                 | 37                 | 37                 | 13                 | 13                 | 9                  | 9                  | [ 186 ] |
| Anastasija Gładyszewa      | 27 listopada 1987    | –                  | –                  | –                  | –                  | 26                 | 26                 | 9                  | 9                  | [ 187 ] |
| Rumunia (1)                |                      |                    |                    |                    |                    |                    |                    |                    |                    |         |
| Daniela Haralambie         | 14 sierpnia 1997     | –                  | –                  | –                  | –                  | 43                 | 43                 | –                  | –                  | [ 188 ] |
| Słowenia (4)               |                      |                    |                    |                    |                    |                    |                    |                    |                    |         |
| Urša Bogataj               | 7 marca 1995         | –                  | –                  | –                  | –                  | 17                 | 17                 | 8                  | 8                  | [ 190 ] |
| Katja Požun                | 7 kwietnia 1993      | –                  | –                  | –                  | –                  | 18                 | 18                 | –                  | –                  | [ 191 ] |
| Špela Rogelj               | 8 listopada 1994     | 21                 | 21                 | 21                 | 21                 | 13                 | 13                 | 8                  | 8                  | [ 192 ] |
| Maja Vtič                  | 27 stycznia 1988     | 5                  | 5                  | 5                  | 5                  | 19                 | 19                 | –                  | –                  | [ 193 ] |
| Stany Zjednoczone (5)      |                      |                    |                    |                    |                    |                    |                    |                    |                    |         |
| Sarah Hendrickson          | 1 sierpnia 1994      | 16                 | 16                 | 16                 | 16                 | 1                  | 1                  | 6                  | 6                  | [ 194 ] |
| Abby Hughes                | 21 czerwca 1989      | 24                 | 24                 | 24                 | 24                 | 33                 | 33                 | –                  | –                  | [ 195 ] |
| Jessica Jerome             | 8 lutego 1987        | 14                 | 14                 | 14                 | 14                 | 6                  | 6                  | 6                  | 6                  | [ 196 ] |
| Alissa Johnson             | 28 maja 1987         | 20                 | 20                 | 20                 | 20                 | –                  | –                  | –                  | –                  | [ 197 ] |
| Lindsey Van                | 27 listopada 1984    | 34                 | 34                 | 34                 | 34                 | 16                 | 16                 | –                  | –                  | [ 198 ] |
| Szwajcaria (1)             |                      |                    |                    |                    |                    |                    |                    |                    |                    |         |
| Bigna Windmüller           | 27 lutego 1991       | –                  | –                  | –                  | –                  | 23                 | 23                 | –                  | –                  | [ 199 ] |
| Włochy (4)                 |                      |                    |                    |                    |                    |                    |                    |                    |                    |         |
| Roberta D’Agostina         | 17 sierpnia 1991     | 27                 | 27                 | 27                 | 27                 | 31                 | 31                 | –                  | –                  | [ 200 ] |
| Evelyn Insam               | 10 lutego 1994       | 8                  | 8                  | 8                  | 8                  | 8                  | 8                  | 7                  | 7                  | [ 201 ] |
| Manuela Malsiner           | 15 grudnia 1997      | –                  | –                  | –                  | –                  | 29                 | 29                 | –                  | –                  | [ 202 ] |
| Elena Runggaldier          | 10 lipca 1990        | 2                  | 2                  | 2                  | 2                  | 12                 | 12                 | 7                  | 7                  | [ 203 ] |

Legenda:
q – zawodnik nie zakwalifikował się do konkursu głównego;
DNS – zawodnik nie wystartował w konkursie głównym;
– – zawodnik nie został zgłoszony do kwalifikacji.

## Upadki

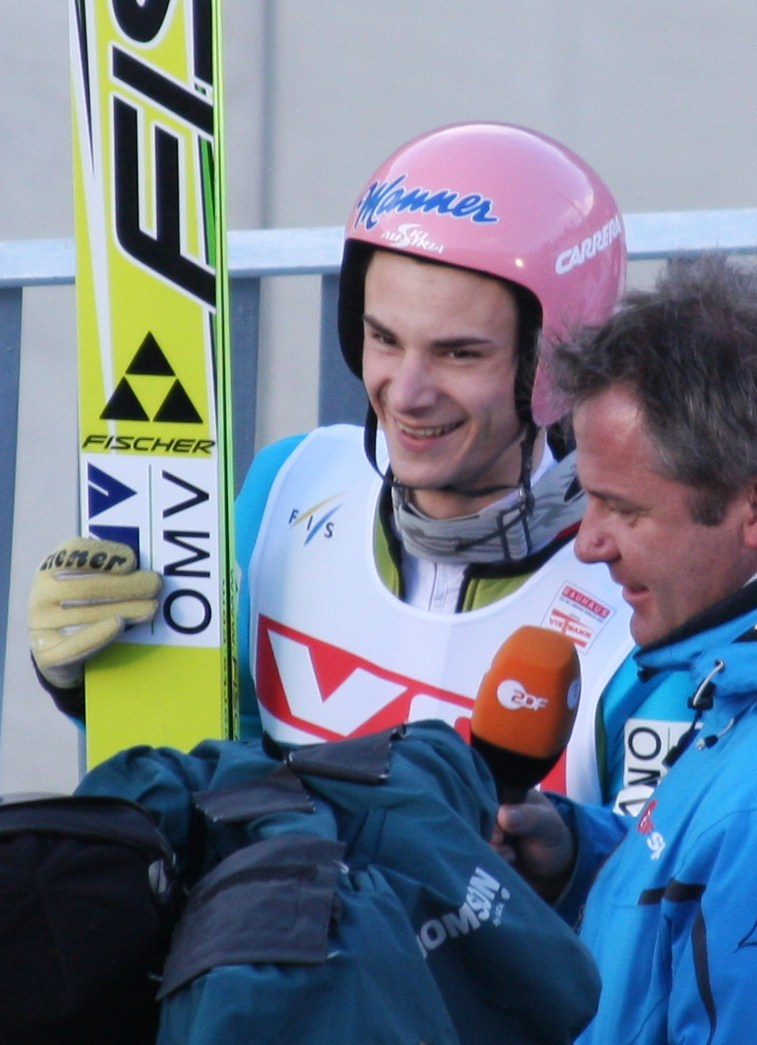
Manuel Fettner

W trakcie konkursu indywidualnego kobiet na skoczni normalnej doszło do dwóch upadków. Swojego skoku na 90 metrów nie ustała Line Jahr, a po skoku na 84 metry upadła Léa Lemare.
W zawodach indywidualnych mężczyzn na skoczni dużej swojej pierwszej próby nie ustał Thomas Morgenstern. Upadł jednak już poza linią upadku, w związku z czym nie zostały mu obniżone noty za styl. W wyniku upadku Morgenstern doznał kontuzji kolana, która wykluczyła go z części sezonu po mistrzostwach świata.
Podczas konkursu drużynowego mężczyzn upadku w strefie lądowania uniknął Manuel Fettner. Tuż po wylądowaniu Austriakowi odpięła się prawa narta, jednak zdołał utrzymać równowagę i dojechać na jednej narcie za linię upadku. Dzięki temu nie otrzymał obniżonych not sędziowskich. Po swojej próbie Fettner otrzymał gratulacje od Alexandra Pointnera oraz znajdujących się wokół niego zawodników, trenerów i działaczy. Upadek Austriaka mógłby bowiem skutkować spadkiem w klasyfikacji i pozbawieniem drużyny austriackiej szans medalowych.